# Art mosan
Ne doit pas être confondu avec style mosan.
 (janvier 2013).

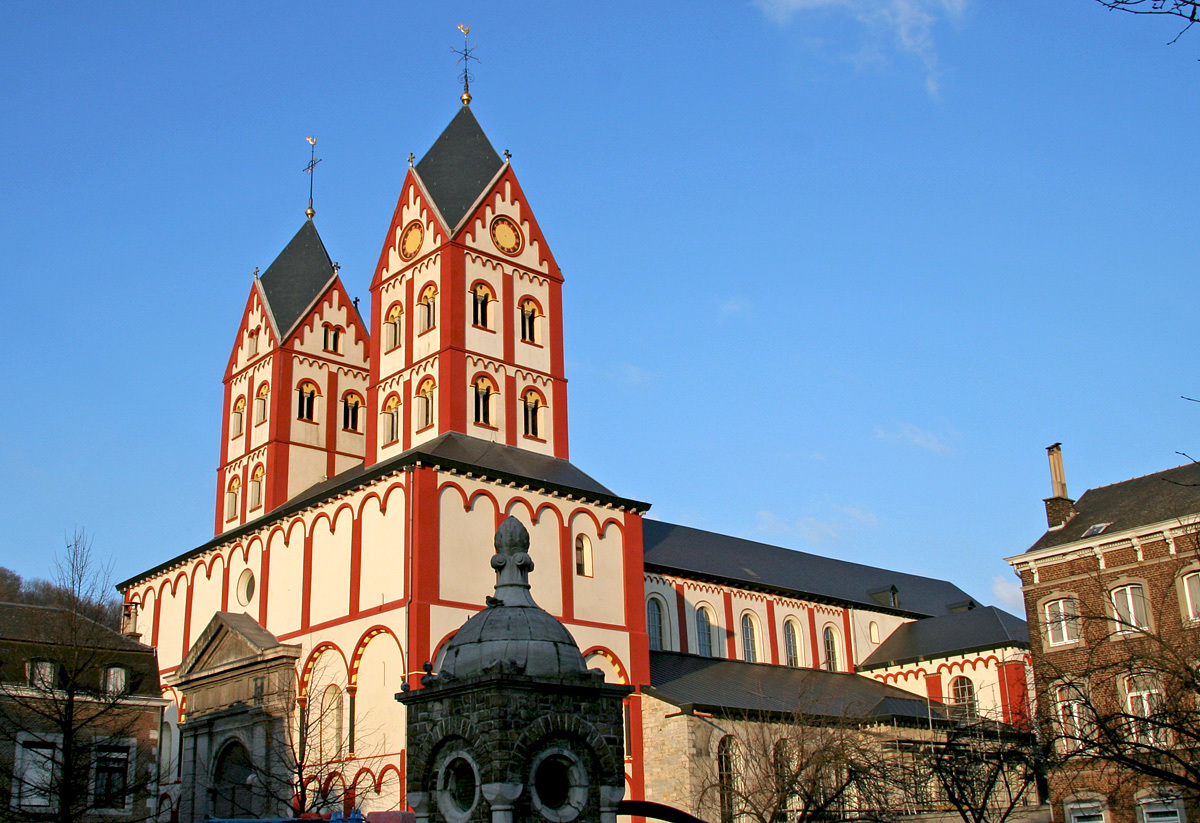
Collégiale Saint-Barthélemy de Liège

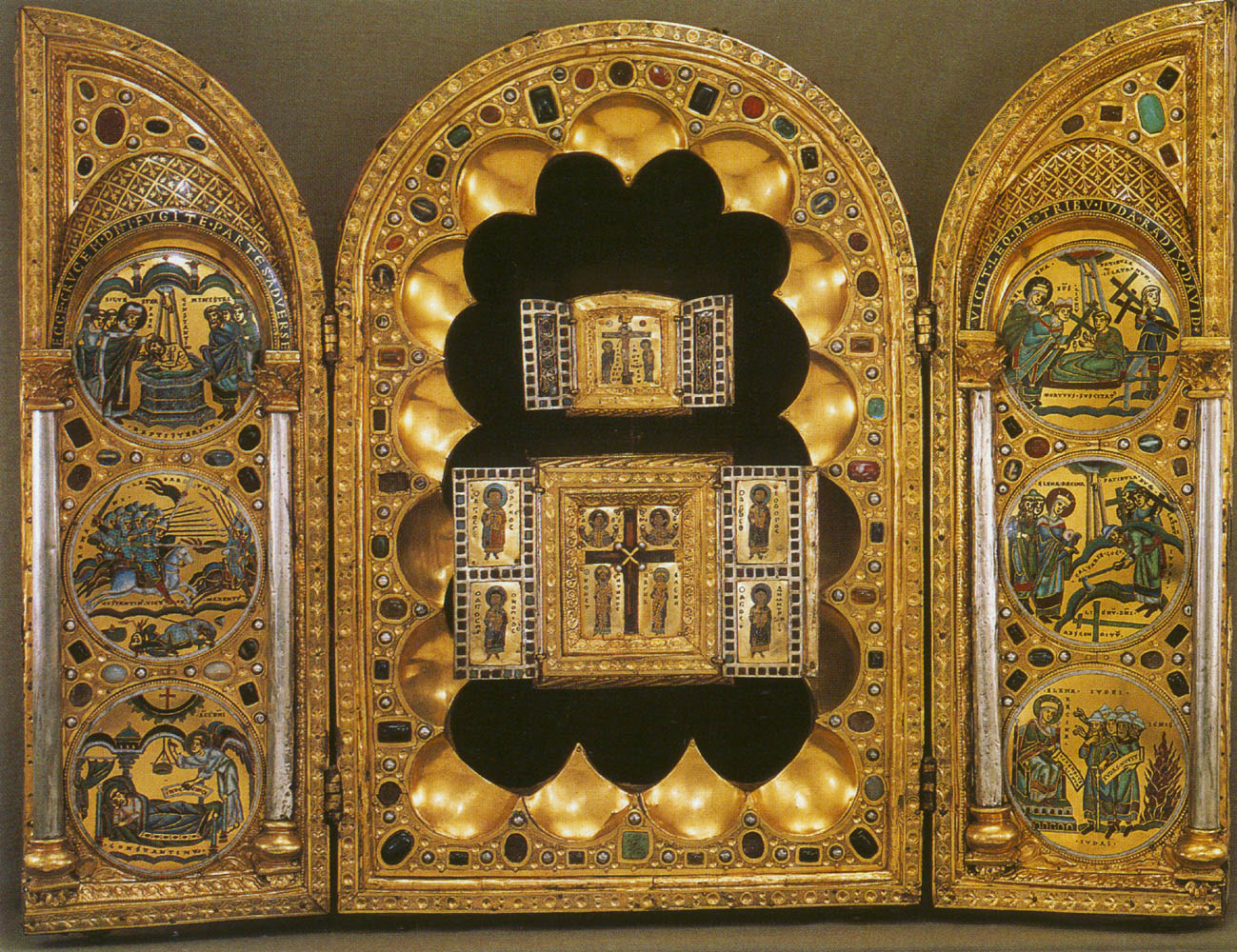
Triptyque de Stavelot, Morgan Library, New York

L’art mosan est un art roman d'influence carolingienne et ottonienne de la vallée de la Meuse, actif du XIe au XIIIe siècle. La région mosane correspond aux frontières de l'ancien diocèse de Liège qui s'étendait principalement dans le territoire de l'actuelle Belgique, mais également sur une partie de la France, des Pays-Bas et de l'Allemagne.

## Contexte historique

L'Empire vers l'an mil

En 843, le traité de Verdun divise l'empire carolingien en trois royaumes dirigés par les petits-fils de Charlemagne. Enjeu de luttes entre les royaumes de Francie occidentale et de Francie orientale, la Lotharingie est rattachée au Saint-Empire en 925 et devient un duché au début du Xe siècle. En 923, Henri Ier de Germanie traverse le Rhin et s'empare de la Lotharingie. En 925, les Lotharingiens l'élisent comme roi, grâce à l'appui de Gislebert. La vallée de l'Escaut fixe définitivement la frontière entre France et Germanie. Le couronnement d'Otton Ier comme empereur le 2 février 962 est retenu comme la date de fondation du Saint-Empire romain. Le Saint-Empire obtient une légitimation temporelle, mais aussi sacrée en tant que nouvel Imperium Romanum. L'art ottonien participe à une renaissance et la volonté des empereurs de la nouvelle dynastie ottonienne de restaurer le Saint-Empire romain germanique. Elle s'étend de la Mer du Nord et de la Baltique aux régions alpines et de la Saône au-delà de l'Elbe et de Magdebourg. En 980, l'empereur germanique Otton II accorde des pouvoirs séculiers à l'évêque Notger qui devient le premier prince-évêque. Ce domaine va progressivement s'accroître, s'émanciper de l’Empire et devenir un État indépendant, la Principauté de Liège, État qui ne recouvrira jamais, en son maximum d’extension, qu’un tiers environ du diocèse. Au Xe siècle, Liège, surnommée l'Athènes du Nord, devient la capitale d'une puissante principauté épiscopale, grâce à l'action des évêques Éracle, Notger et Wazon. La ville devient un des principaux centres intellectuels d'Europe occidentale. Ses écoles sont célèbres jusqu'au XIIe siècle, de nombreux étudiants brillants, originaires de diverses contrées, y sont formés. Sept collégiales s'élèvent alors dans la ville, en plus de la cathédrale, où est enterré saint Lambert. Deux abbayes bénédictines s'y ajoutent : Saint-Jacques et Saint-Laurent. Tous ces bâtiments religieux forment comme une couronne d'églises autour de la cathédrale, épicentre religieux et politique du diocèse, cœur de la cité de saint Lambert. En 1096, départ en croisade de Godefroid de Bouillon, duc de Basse Lotharingie. Du XIe au XIIIe siècle, épanouissement de l’Art mosan, art roman d'influence carolingienne et ottonienne, dans l'ancien diocèse de Liège qui avait de solides liens politiques avec les empereurs du Saint-Empire romain germanique et les évêques de Cologne. Développement des abbayes mosanes : Saint-Laurent de Liège, Stavelot, Nivelles, Aulne, Floreffe, Florennes, Flône, Celles, Gembloux et Lobbes. Individualisation de la langue wallonne dans la partie romane du diocèse de Liège.

## Développement et aire géographique

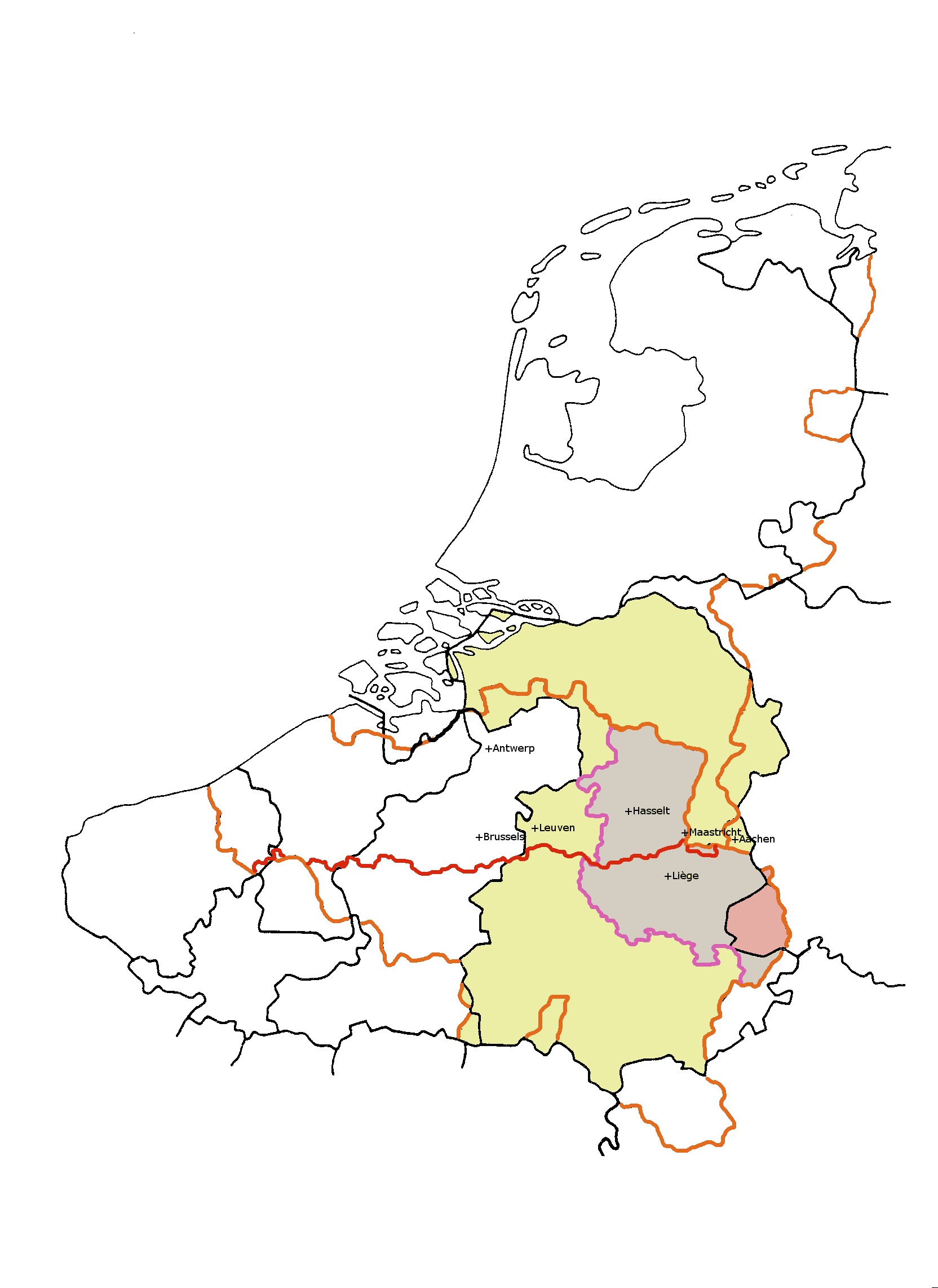
Cette carte représente l'ancien Diocèse de Liège (en jaune). Les provinces modernes de Liège et du Limbourg sont également indiquées. L'orange représente les frontières régionale (Flandre et Wallonie) ou nationales modernes.

La vallée de la Meuse réside dans le cœur de l'Empire carolingien et donc le style mosan s'inspire largement de la tradition de l'art carolingien. Ainsi, il contient des éléments classiques forts, qui le sépare de l'art roman international, vu ailleurs au cours de la période, par exemple en France, en Allemagne, en Angleterre et en Italie. Toutefois, il partage certains éléments de l'art roman, tels que le traitement de l'espace. Bien que l'iconographie mosane du XIe et XIIe siècles s'inspire largement de thèmes bibliques, certains chapiteaux richement sculptés dans les deux principales églises de Maastricht représentent des scènes de la vie quotidienne.
La région mosane a été formée en grande partie par les limites de l'évêché de Liège, qui avait de solides liens politiques avec les empereurs du Saint-Empire romain germanique et les évêques de Cologne. Les principaux centres artistiques de la région ont été les villes de Liège, Huy, Dinant, Namur, Tongres, Maastricht, Roermond et Aix-la-Chapelle, ainsi qu'un certain nombre de monastères importants : Saint-Trond, Aldeneik, Herkenrode, Averbode, Munsterbilzen, Susteren, Sint-Odiliënberg, Rolduc, Burtscheid, Kornelimünster, Stavelot, Nivelles, Aulne, Floreffe, Flône, Celles, Gembloux, Florennes, et Lobbes. À son apogée, l'art mosan a eu une forte influence sur les régions limitrophes, notamment en Rhénanie (Cologne, Bonn), jusque Tournai et l'Autriche.

## Historiographie
Le chanoine Lemaire est le premier à définir deux écoles - une scaldienne et une mosane - d'art roman en Belgique, en 1906.
Félix Rousseau écrit à propos de l'art mosan : 

« Le pays mosan correspond à l'ancien diocèse de Liège. Je dis diocèse et non principauté ecclésiastique - ce sont des choses distinctes qu'il faut se garder de confondre - la principauté étant une création, politique (...) Le diocèse a formé une véritable entité, non seulement au point de vue religieux, mais aussi au point de vue intellectuel et artistique, au point de vue folklorique (en ce qui concerne les croyances et les usages traditionnels) et, de même au point de vue dialectal »

— Félix Rousseau, La Wallonie, terre romane suivi de L'Art mosan, IJD, Charleroi, 1993, p. 128-129
Selon Albert Lemeunier, ancien conservateur du musée d'art religieux et d'Art mosan, cet art essentiellement religieux « témoigne de l'apport essentiellement wallon à l'art et à la spiritualité non seulement de la Wallonie, mais aussi du monde occidental. Il tient son universalité de ce qu'il fut capable de donner autant que de recevoir ».
Selon Philippe George, conservateur du trésor de la cathédrale de Liège, « La Meuse et tous ses affluents irriguent une région dont la culture et la religion font l'unité et l'identité : le pays mosan. À l'ouest et au sud, le diocèse de Liège ne recouvre pas toute la Wallonie, mais il la dépasse très largement vers le nord ».

## Architecture mosane

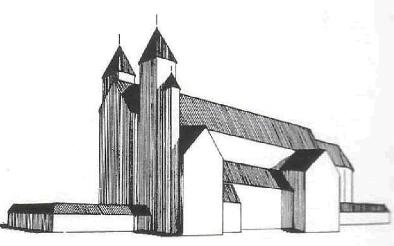
Volume reconstitué de la cathédrale ottonienne de Liège au XIe siècle

### Les basiliques à transept bas
L'école mosane dont certains caractères l'unisse à la région de Cologne, s'affirme dans le premier quart du XIe siècle en Wallonie, dans l'ancien diocèse de Liège, en remontant la Meuse parfois jusqu'en Lorraine. Les exemples proches de l'an mil, presque définitifs sont repris dans la période romane. Elle est caractérisée par des édifices bas avec des chœurs triples, des absidioles attenantes à l'abside principale, la nef est massive, avec des piliers rectangulaires. La façade Ouest est mise en valeur par un clocher unique et un décor mural de grandes arcades aveugles. Nivelle en est la plus belle expression. Les édifices à transept bas participent au renouvellement des formes pré-romanes. La nef se poursuit indivise jusqu'à l'entrée de l'abside, les deux croisillons sont séparés d'elle par des murs avec des ouvertures plus ou moins larges. Les deux bras du transept sont plus bas et souvent plus étroits que la nef principale. Il n'y a pas de croisée du transept par l'absence d'arcs d'encadrement Est et Ouest. Dans la composition spatiale de la nef, l'architecture ottonienne ignore la travée. Les murailles des églises autour de l'an mil sont inarticulées et les grandes arcades découpées à l'emporte-pièce dans des parois unies. Elles peuvent être groupées avec une certaine variété grâce aux supports alternés mais souvent les tribunes au-dessus des arcades n'en reprennent pas le rythme.

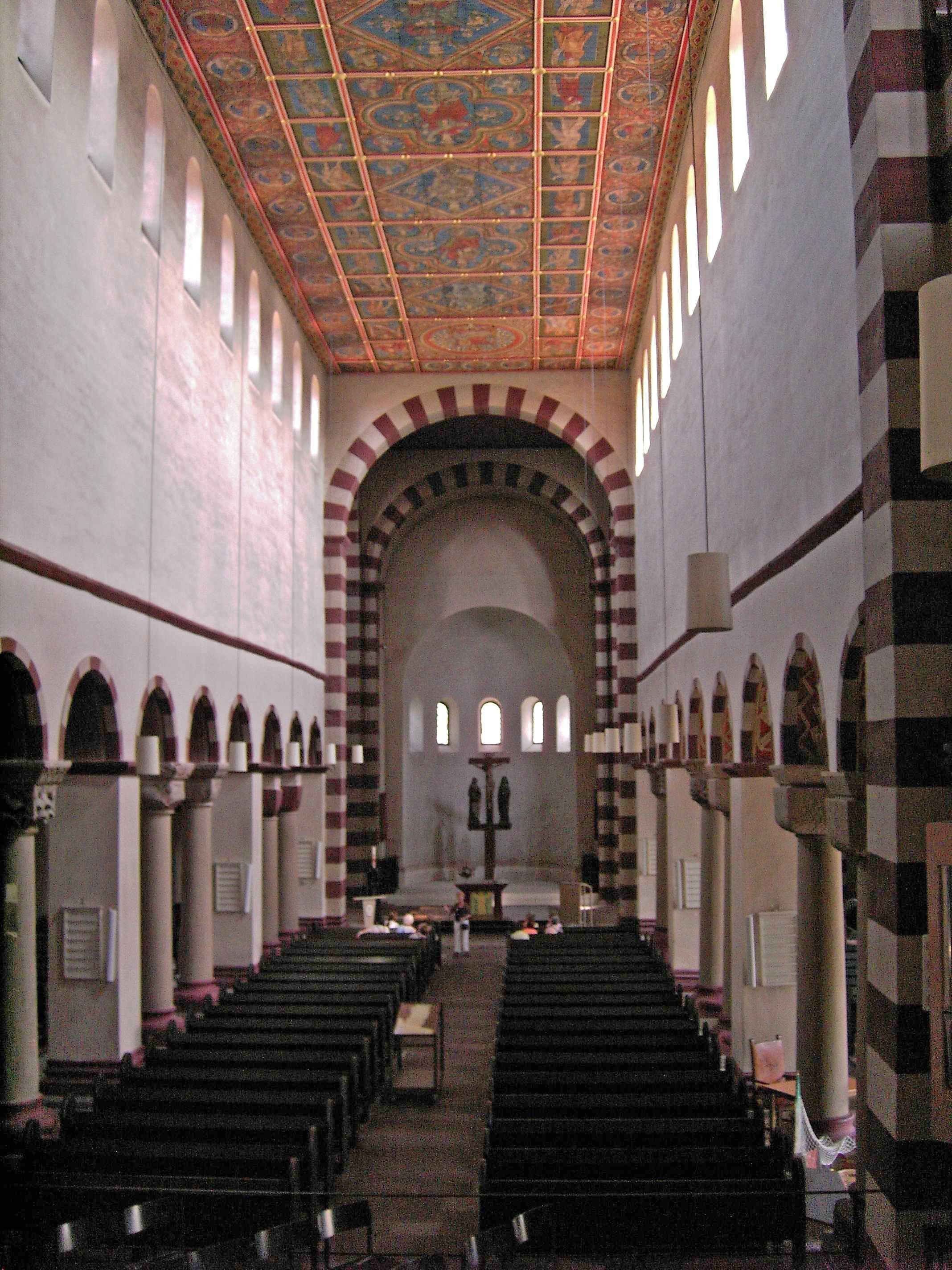
L'Église Saint-Michel de Hildesheim de style ottonien a probablement servi de modèle.
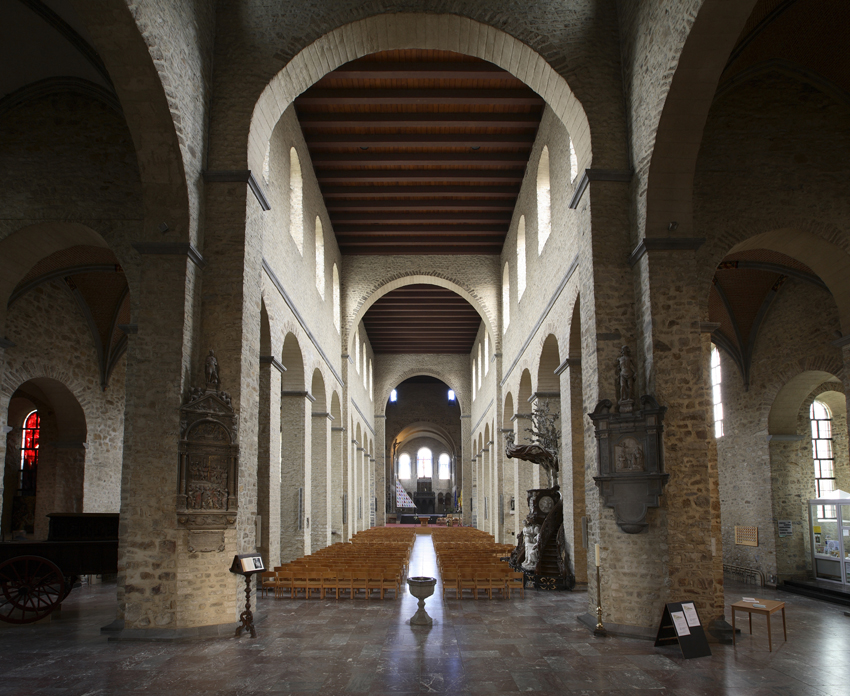
Arcs et piliers cruciformes, Collégiale Sainte-Gertrude de Nivelles
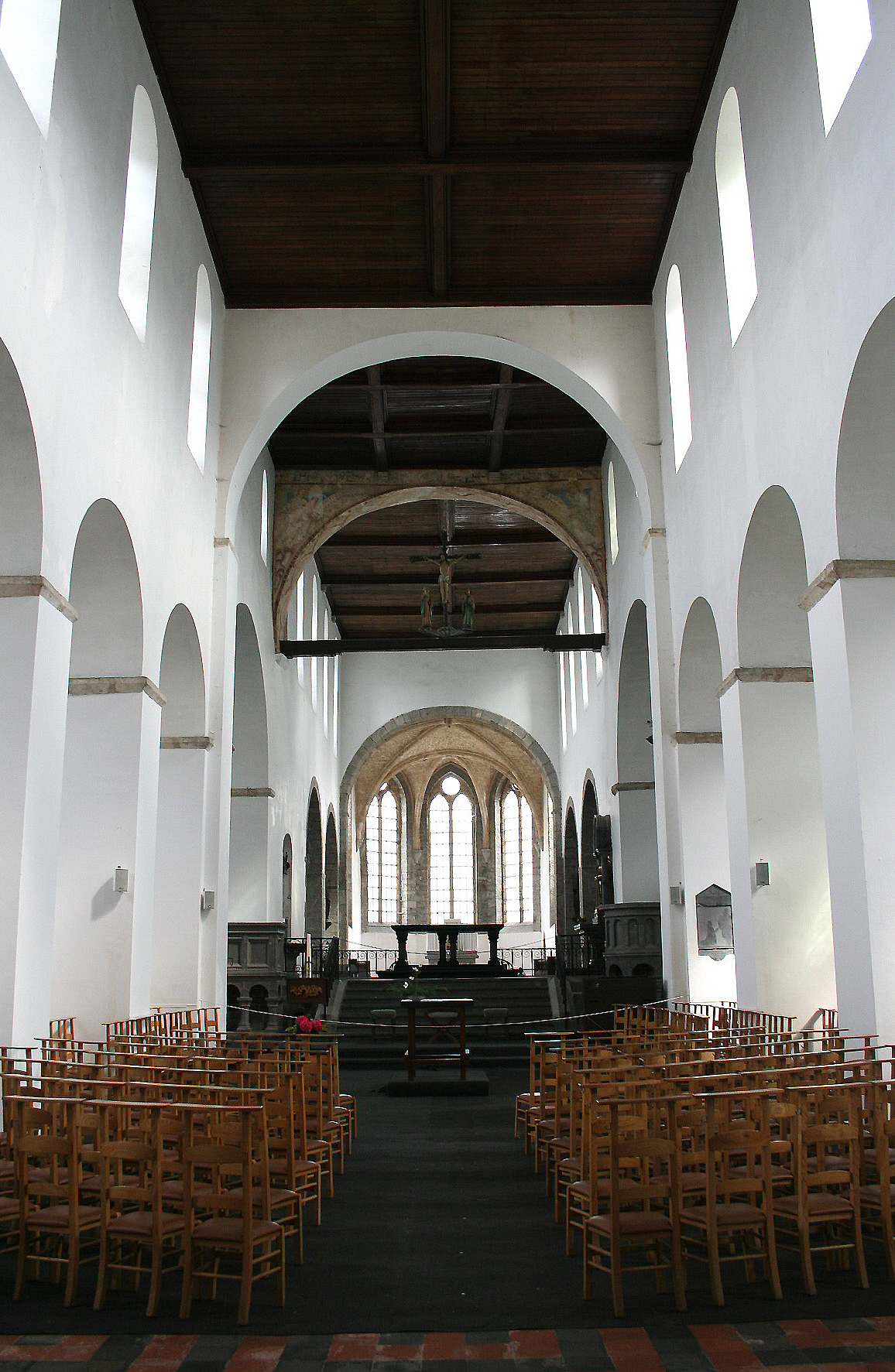
Hastière-par-delà
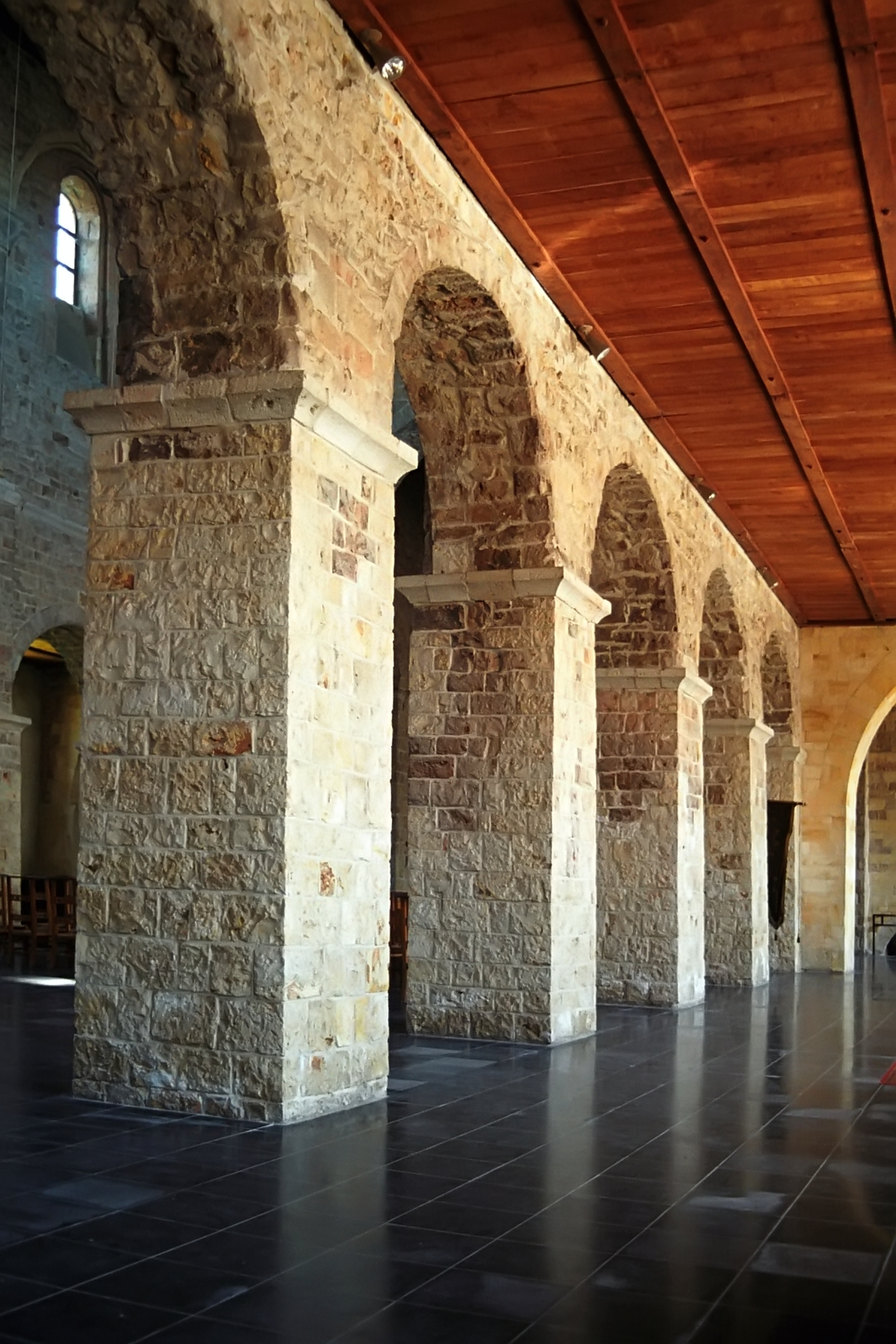
Orp-le-Grand
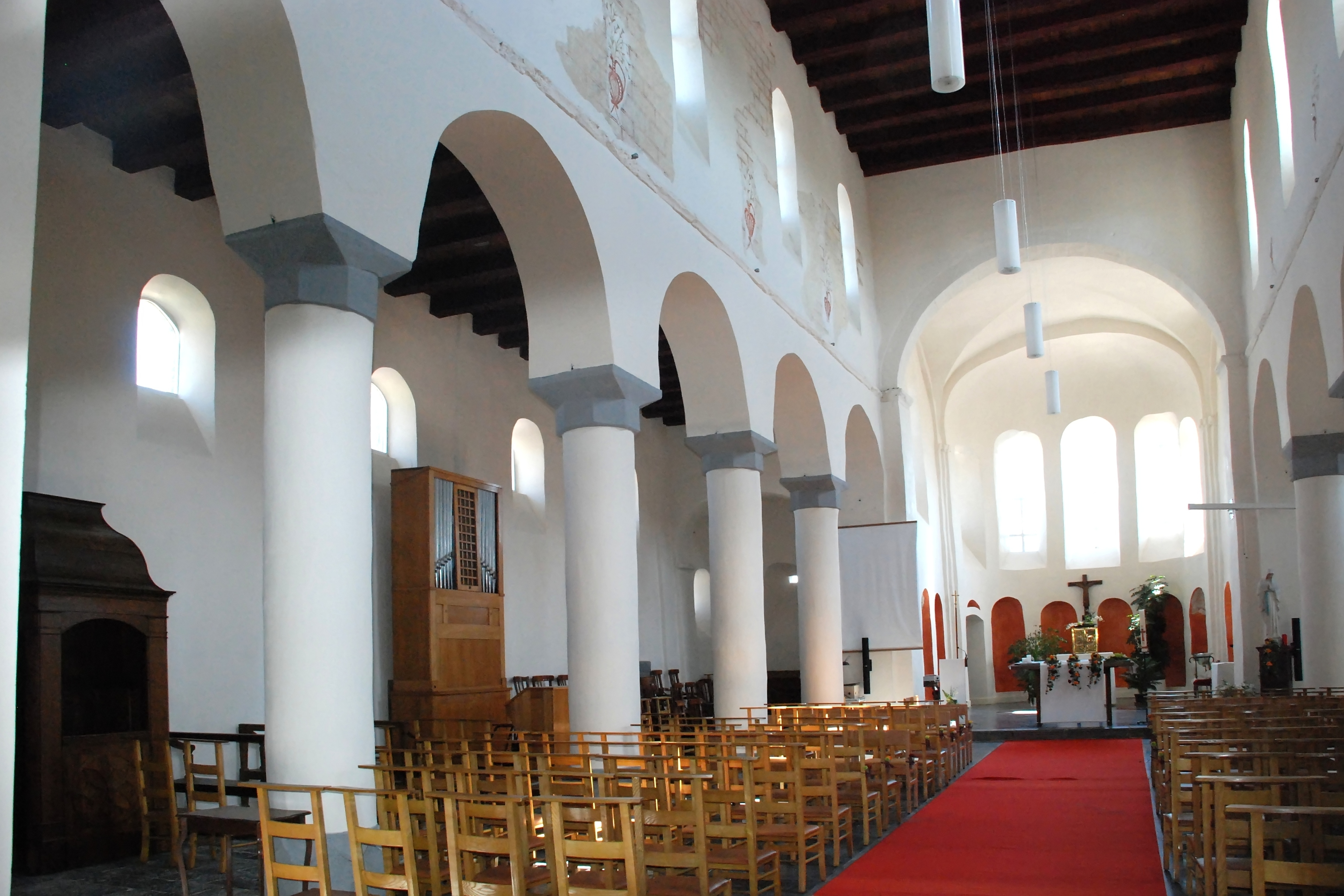
Ocquier
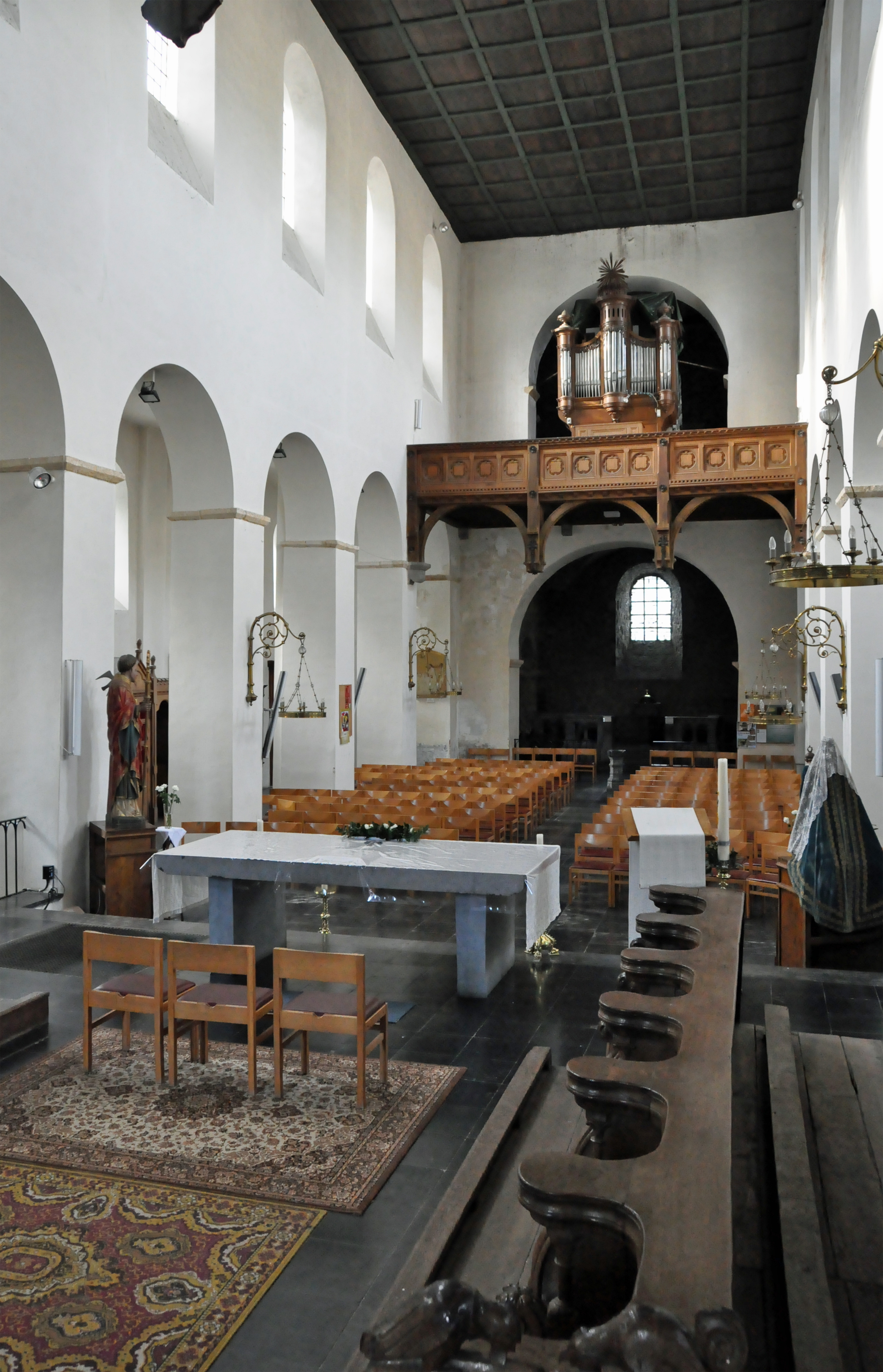
Celles
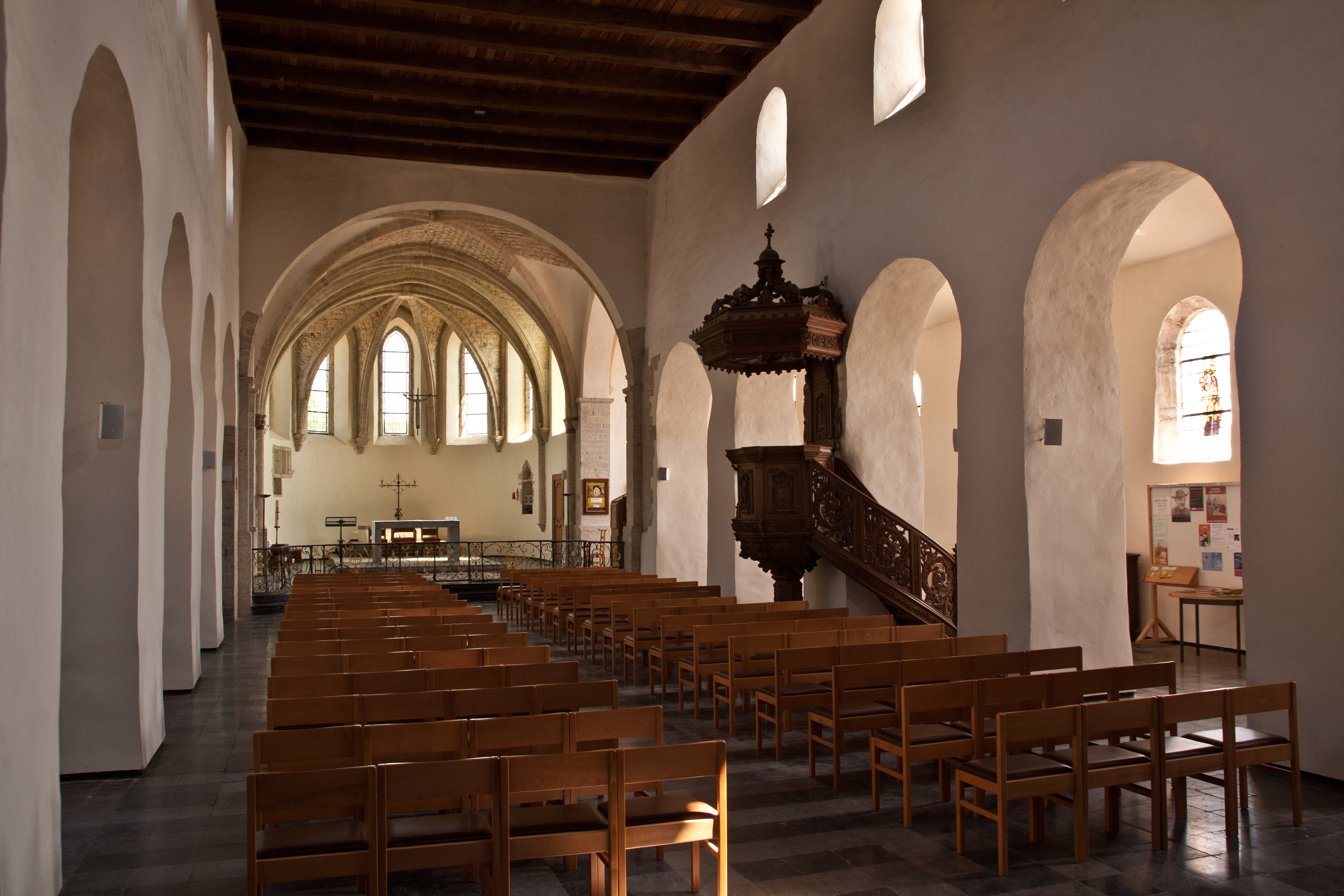
Tourinnes-La-Grosse
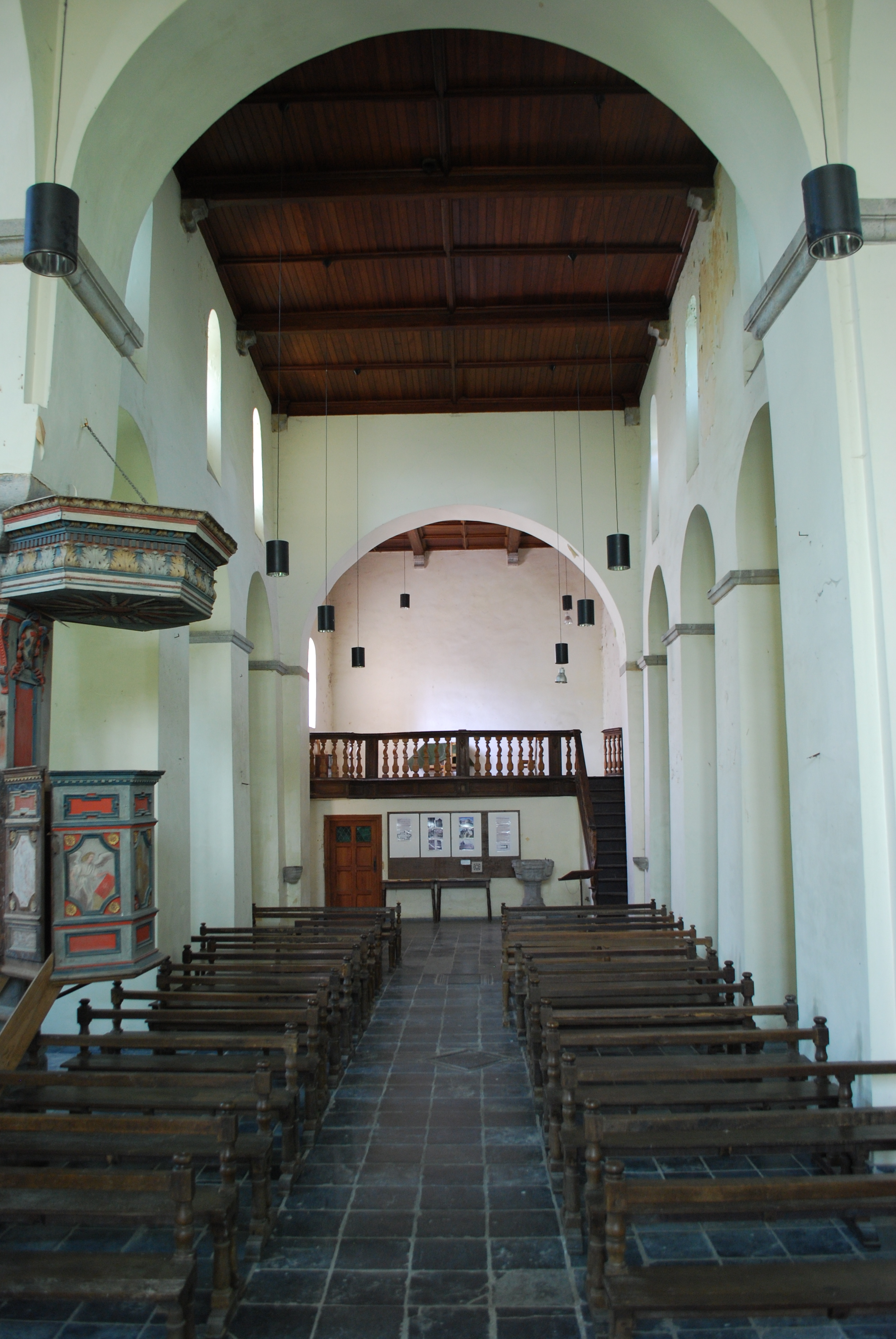
Xhignesse
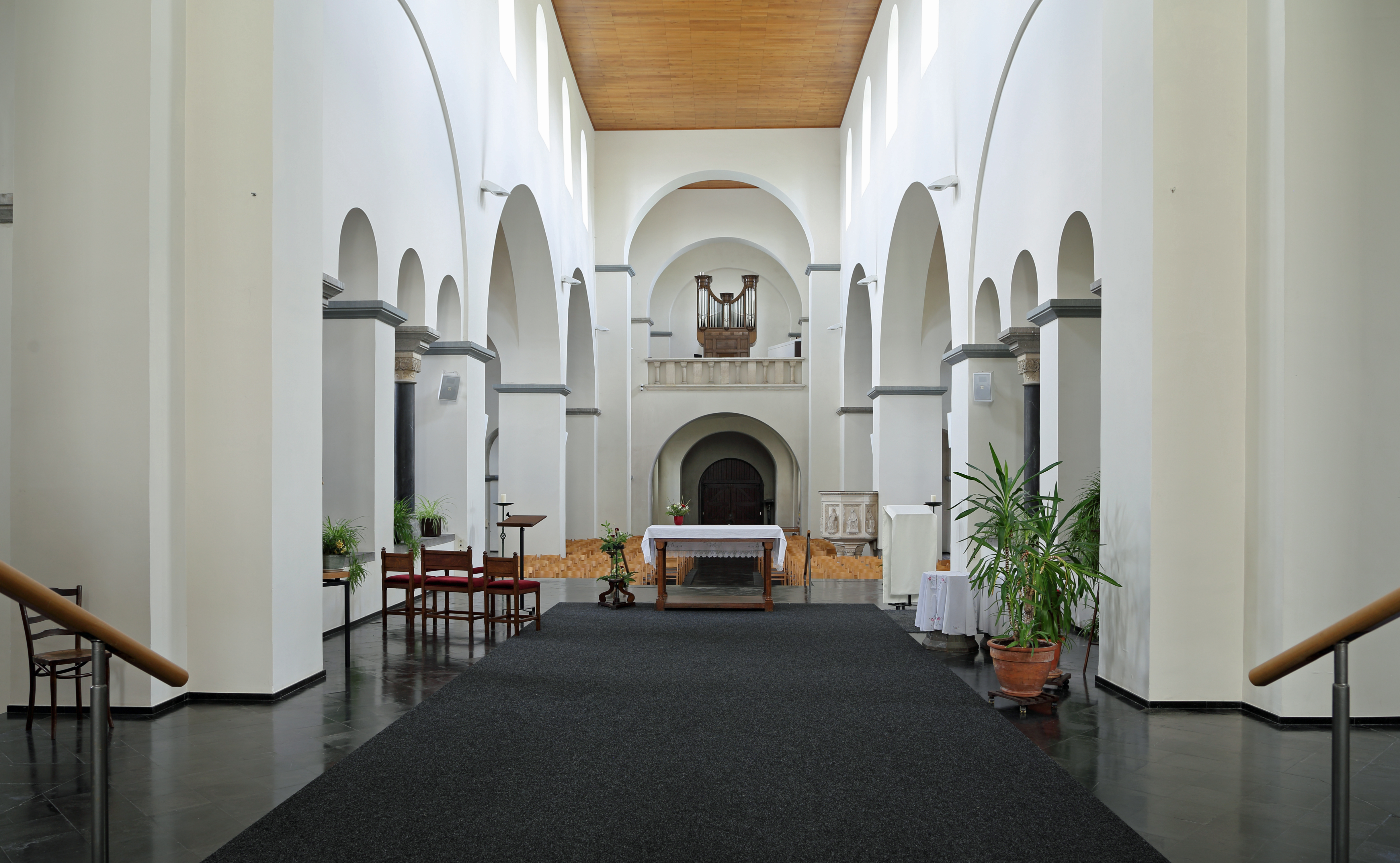
Lobbes
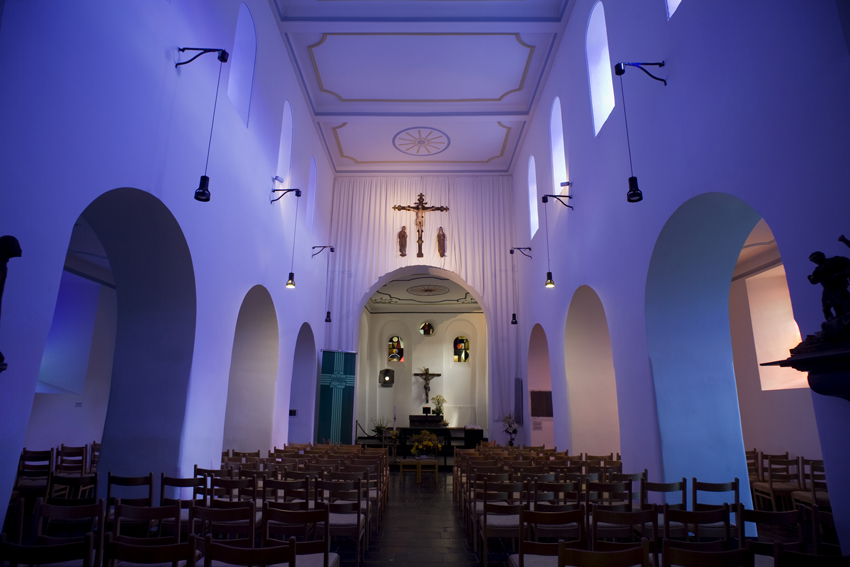
Waha

### Le massif occidental
Ce refus de la travée entraîne une grande variété de supports. Les supports cruciformes n'apparaissent qu'à la jonction des arcs de la croisée du transept ou à la retombée des arcs diaphragmes qui partagent en deux la longueur de la nef comme à la Collégiale Sainte-Gertrude de Nivelles. Le massif occidental ottonien a pour origine le westwerk carolingien à plan central qui est une plateforme élevée sur une crypte de plain-pied avec le sol de l'église et qui sert de passage vers l'Ouest. Le Westbau se trouvait principalement dans les monastères impériaux dans lesquels résidaient des rois ou des empereurs itinérants. Réservé à eux et à leur entourage, le Westbau sera surtout utilisé à des fins laïques jusqu'à la réforme clunisienne, par exemple en tant que chancellerie ou tribunal. D'une galerie s'ouvrant à l'église, le souverain pouvait prendre part au service depuis une position élevée. La structure traditionnelle de l'église avait deux significations : l'église proprement dite à l'est, réservée aux saints, et un ouvrage en forme de rempart, place du souverain en tant que protecteur de l'église. La signification symbolique du Westbau était celle d'une forteresse. Alors que l'est (lever du soleil) était la direction du Christ et de l'abside qui abritait l'autel, les pouvoirs du mal et de la mort étaient assignés à l'ouest (coucher du soleil) et n'étaient pas autorisés à accéder à l'église.

### Zone de diffusion
La zone de diffusion de l'art mosan qui compte des villes telles Maastricht et Aix-la-Chapelle, subit l'influence de l'art carolingien dont elle est en quelque sorte le prolongement. La région la plus riche est celle de la Wallonie et des pays de la Meuse avec l'abbatiale de Celles-les-Dinant, le prieuré de Hastière-par-Delà de 1033-1035, la collégiale Saint-Denis de Liège dont il reste des murs des environs de l'an mil, Wessem près de Roermond aussi de l'an mil et Aubechies. Le chef-d'œuvre de cette architecture est la collégiale Sainte-Gertrude de Nivelles dont le massif occidental du XIIe siècle remplace un autre chœur carolingien ou ottonien. On peut dater les débuts de construction vers l'an mil avec une consécration en 1046, le transept vers 1050 et le chœur oriental peu après. L'abatiale de Morienval dans son état du XIe siècle peut aussi être rattachée à ce même courant architectural. Parmi les principaux édifices religieux d'art mosan, on peut citer :[réf. nécessaire]
- Cathédrale Notre-Dame-et-Saint-Lambert de Liège
- Collégiale Saint-Barthélemy à Liège
- Collégiale Saint-Jean à Liège
- Ancienne collégiale Notre-Dame de Huy
- Ancienne collégiale Notre-Dame à Dinant
- Ancienne collégiale Saint-Servais à Maastricht
- Ancienne collégiale Notre-Dame à Maastricht
- Collégiale Saint-Ursmer, à Lobbes
- Ancienne collégiale Saint-Félix à Sclayn
- Collégiale Saint-Feuillen, à Fosses-la-Ville
- Collégiale Saint-Hadelin à Celles
- Ancienne Collégiale Saint-Georges et Sainte-Ode à Amay
- Église Saint-Étienne de Waha
- Collégiale Sainte-Gertrude de Nivelles
- Ancienne abbatiale de Villers-la-Ville
- Ancienne abbatiale Saint-Pierre et Saint-Remacle de Stavelot
- Ancienne abbatiale d'Aldeneik
- Église abbatiale, à Rolduc
- Ancienne abbatiale à Susteren
- Ancienne abbatiale à Sint-Odiliënberg
- Église paroissiale Saint-Martin à Tourinnes-la-Grosse
- Église paroissiale Notre-Dame à Wierde
- Église Saint-Remacle d'Ocquier
- Église Saint-Pierre de Xhignesse
- Église paroissiale Saint-Martin, à Orp-le-Grand
- Église Saint-Médard de Jodoigne
- Chapelle Sainte-Marguerite, Ollomont (Houffalize)

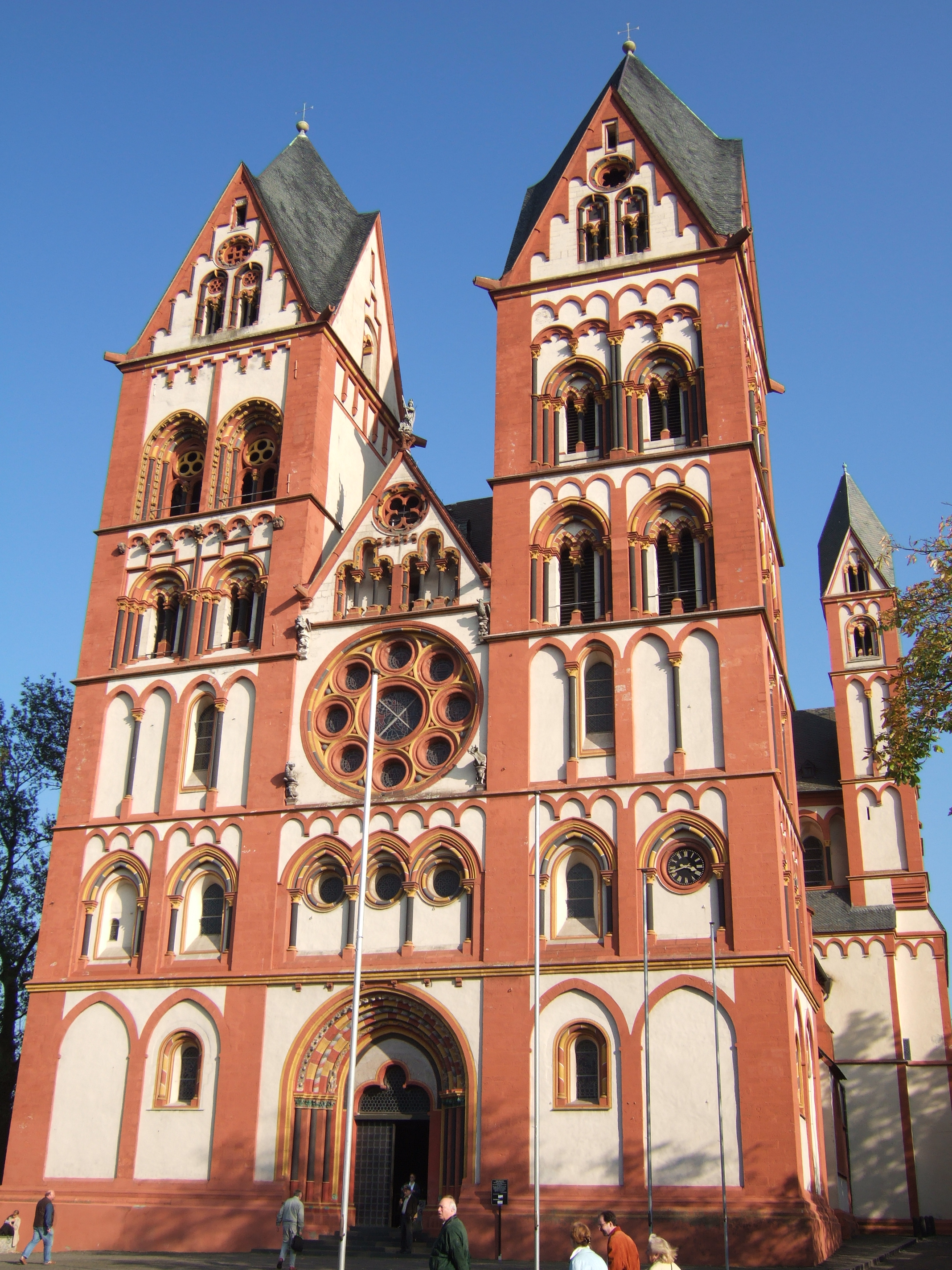
Cathédrale rhénane ottonienne de Limburg an der Lahn
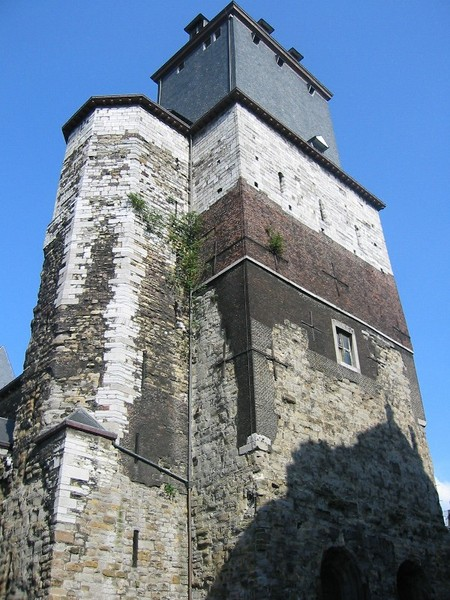
Façade occidentale de la collégiale Saint-Denis de Liège
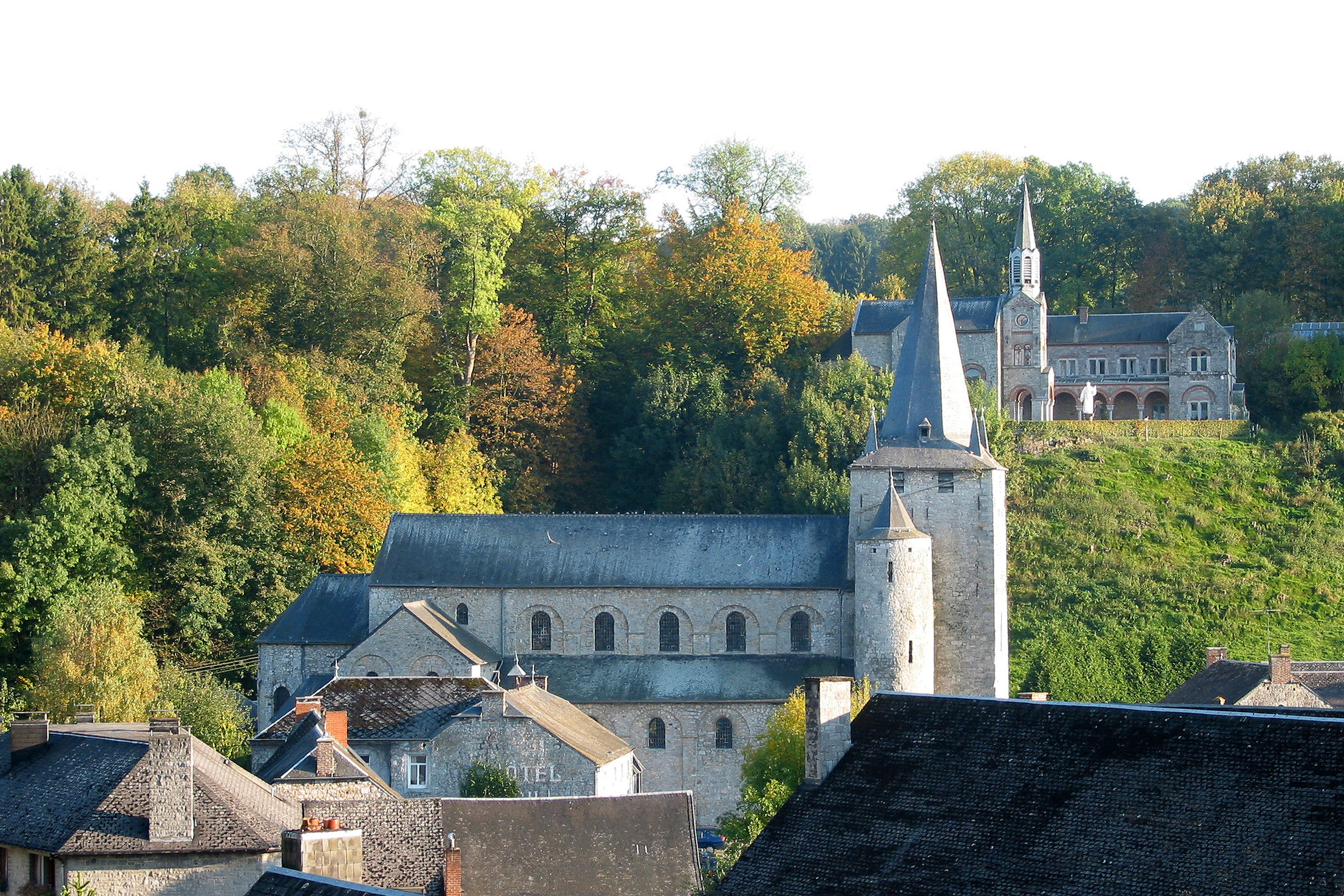
Collégiale Saint-Hadelin de Celles
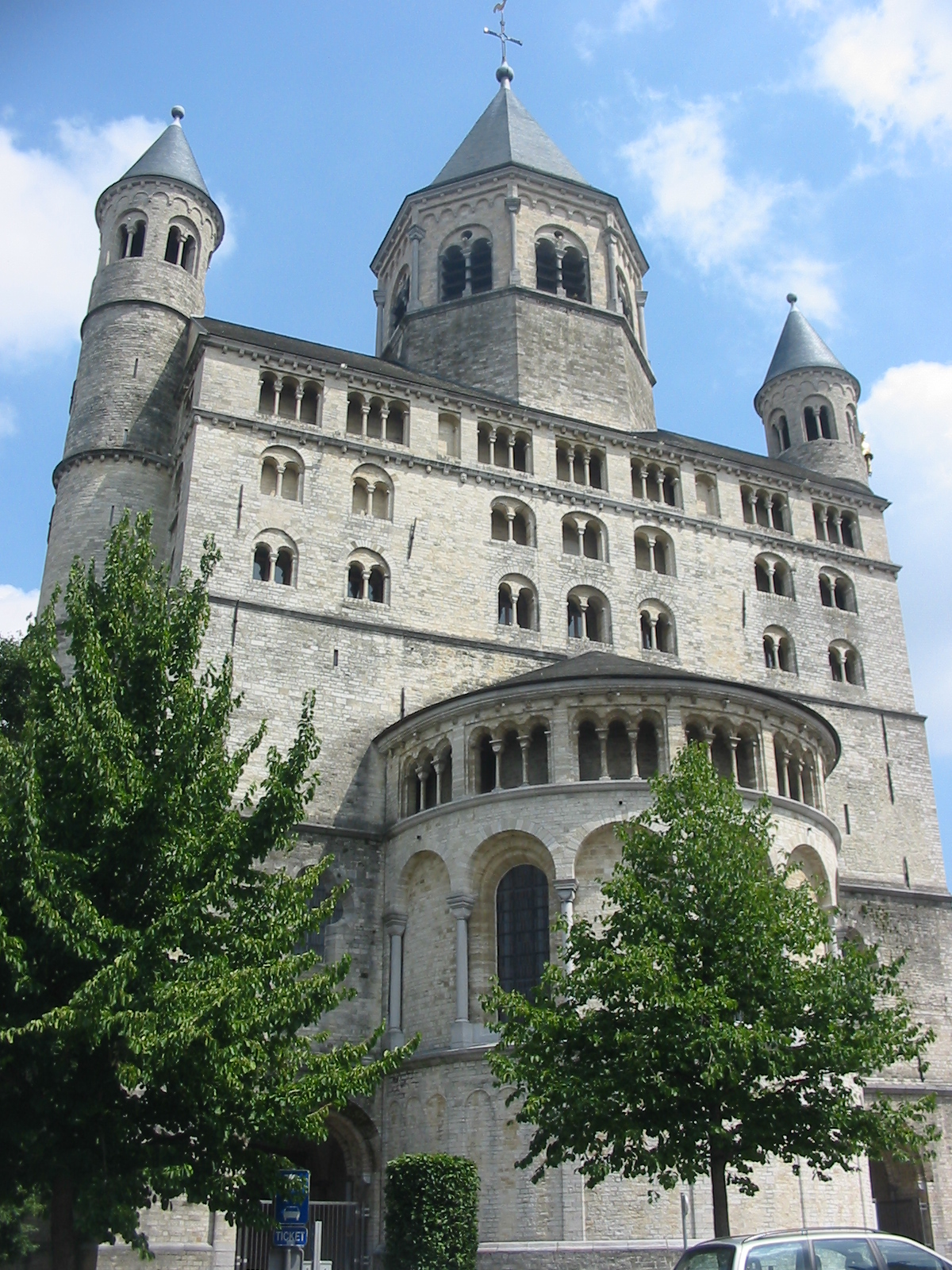
Façade occidentale de l'abbaye de Nivelles
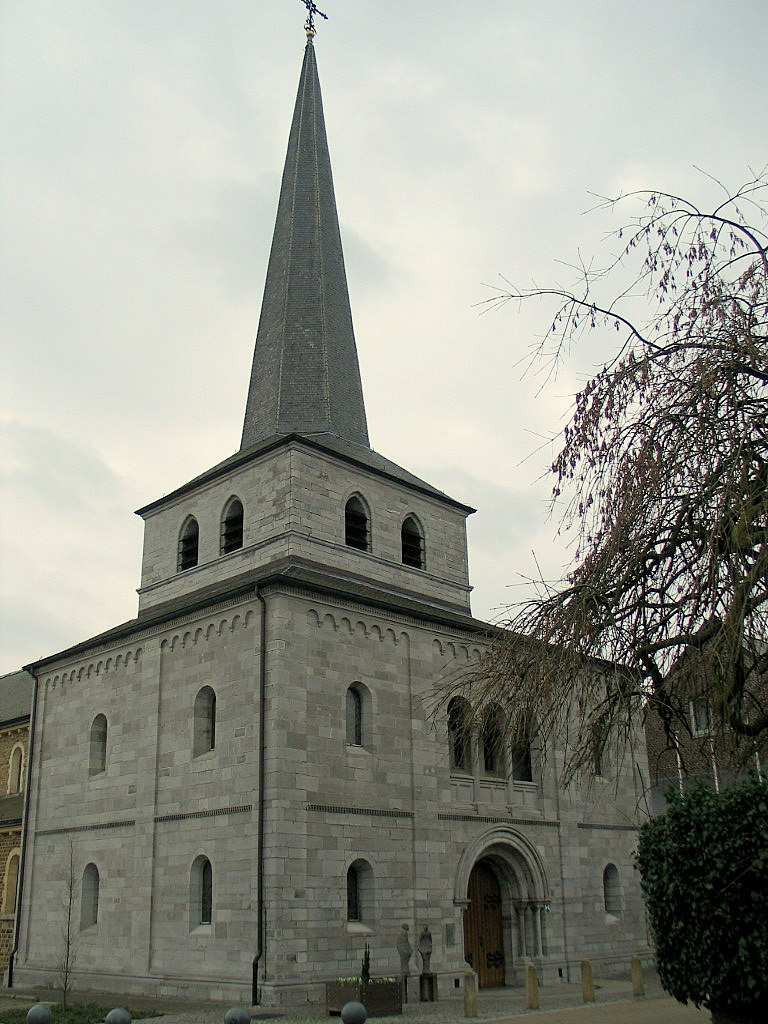
Façade occidentale de l'ancienne abbaye d'Aldeneik
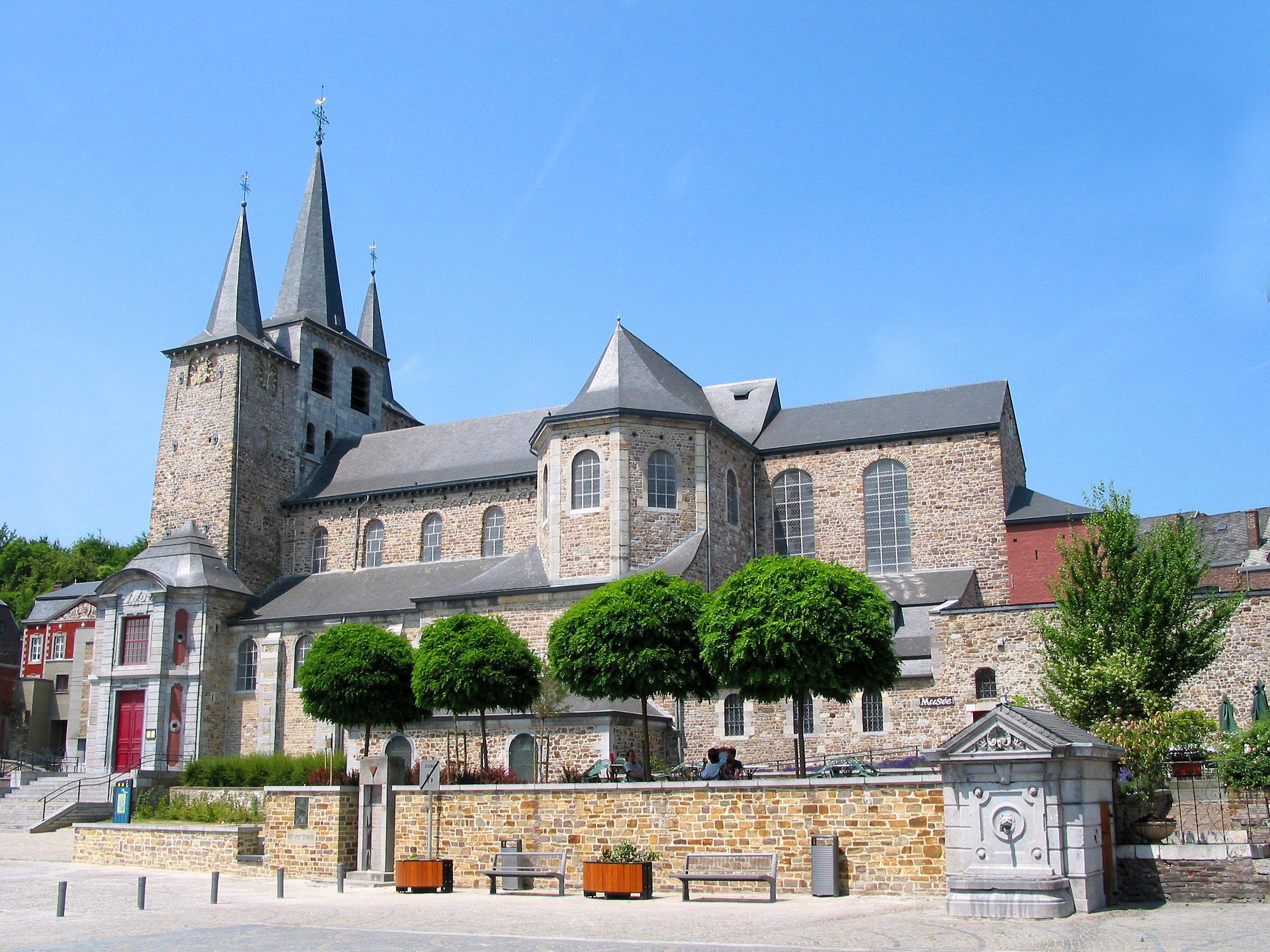
Collégiale Saint-Georges et Sainte-Ode d'Amay
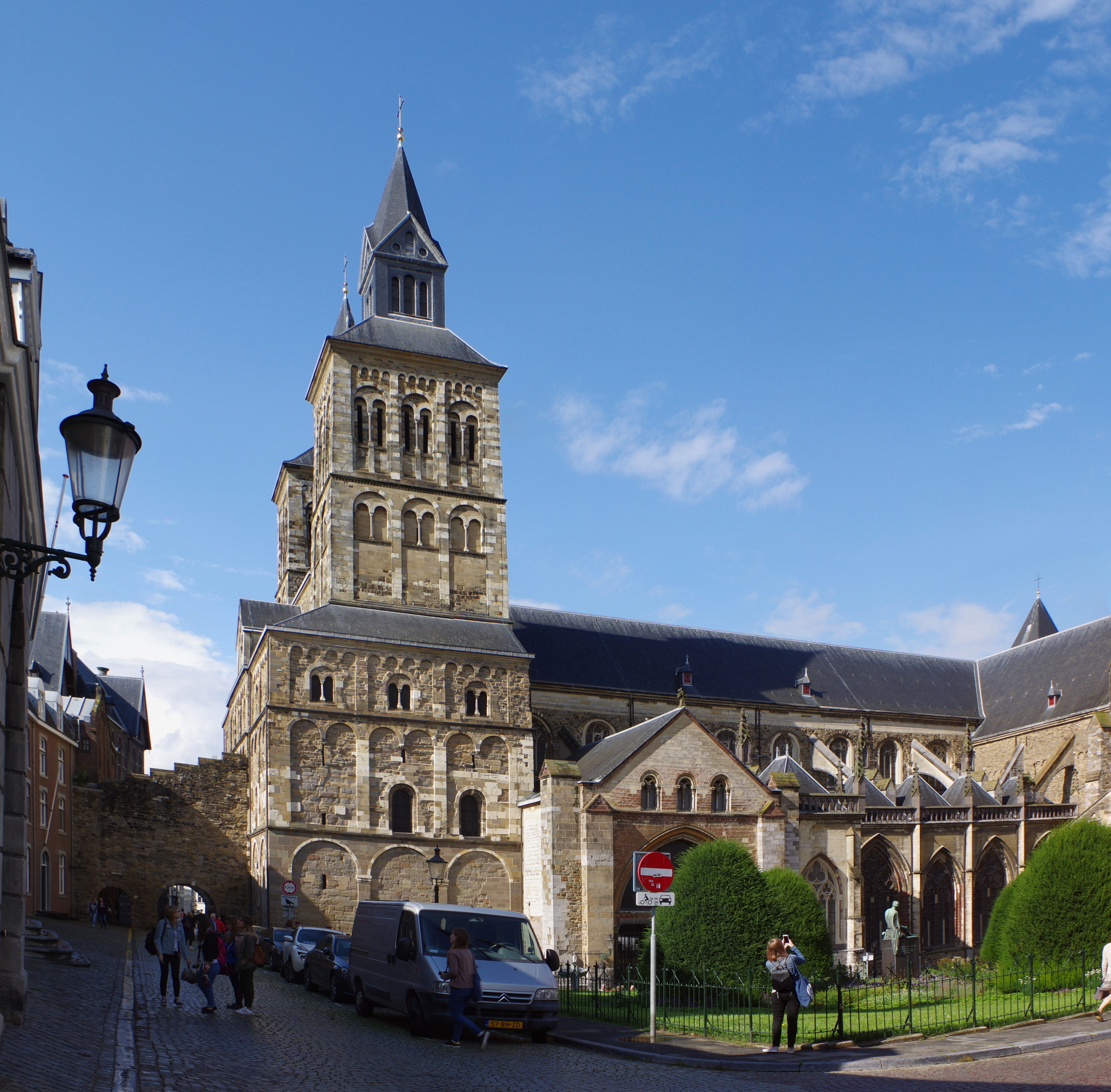
Façade occidentale de la basilique Saint-Servais, Maastricht
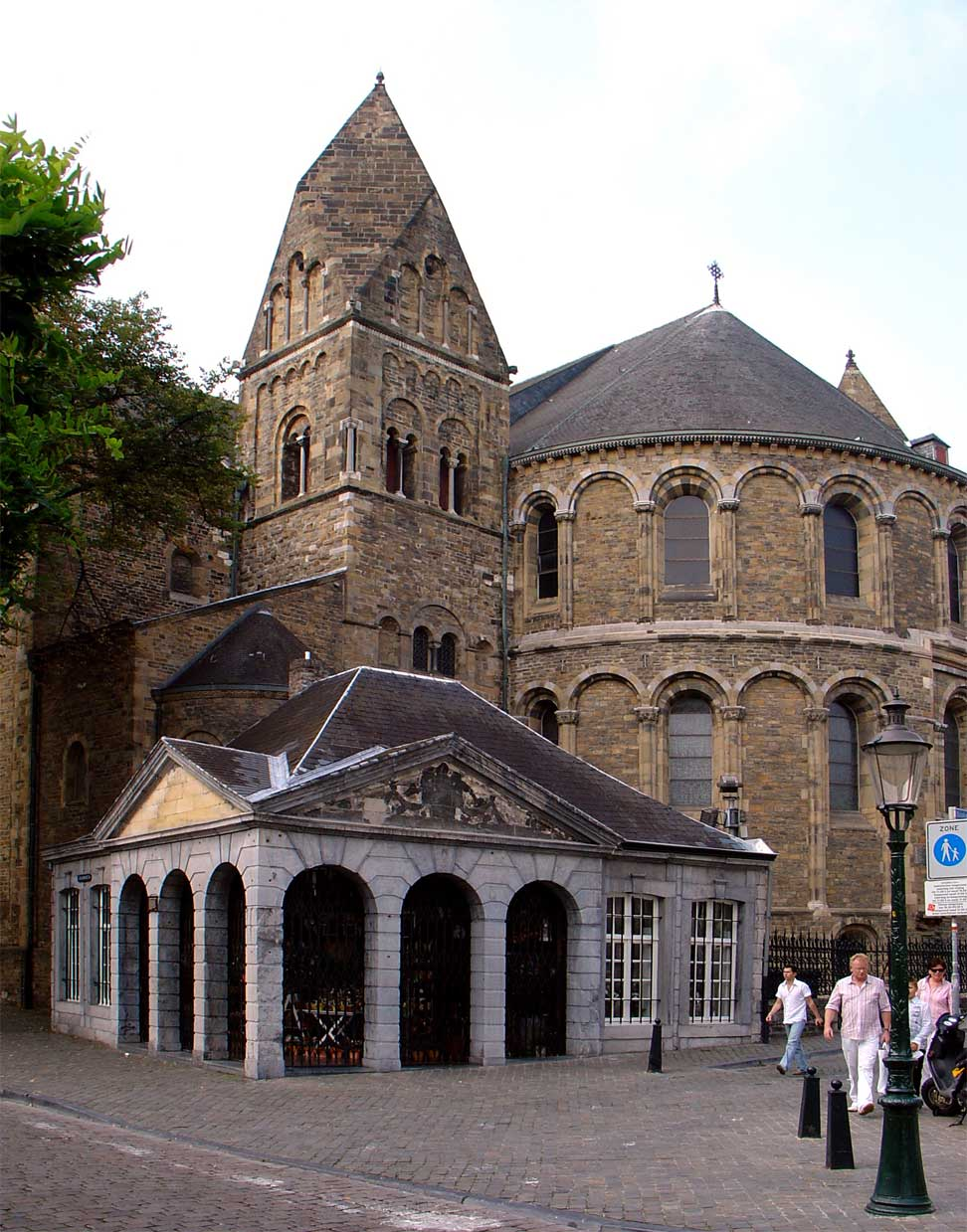
Façade orientale de la basilique Notre-Dame, Maastricht
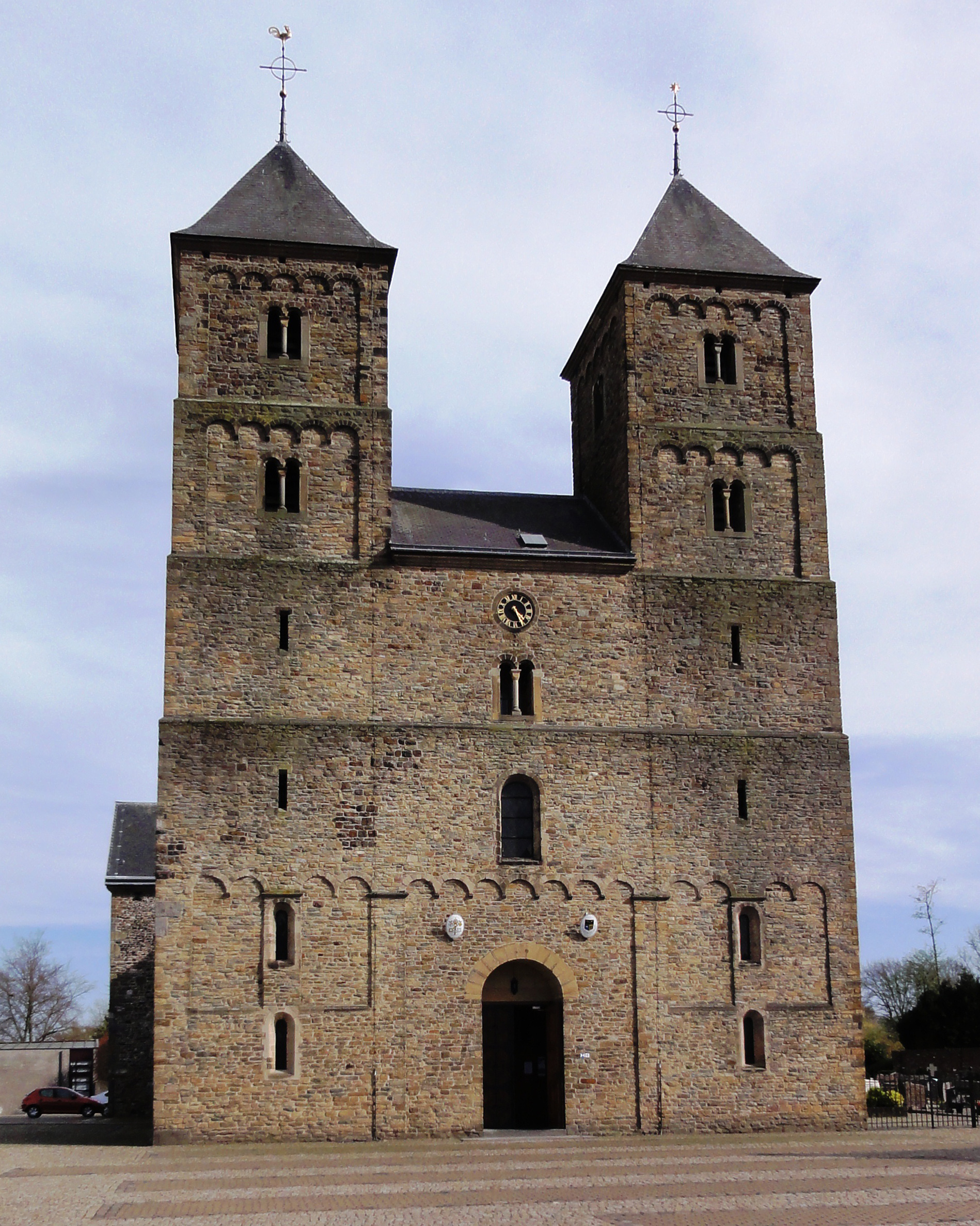
Façade occidentale de l'abbaye de Susteren
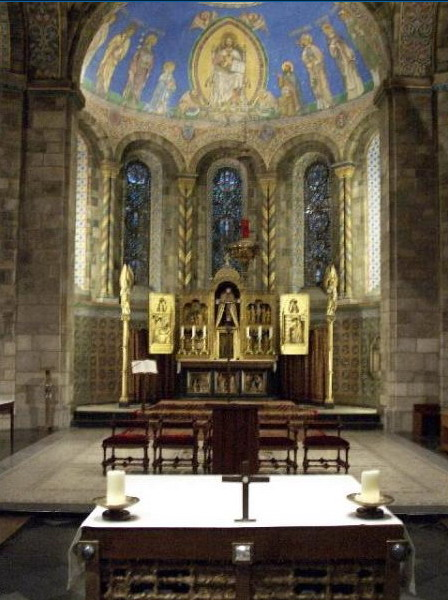
Intérieur de l'abbaye de Rolduc

## Les autres domaines de l'art mosan

### Orfèvrerie
À l’époque romane, le renouveau des sacrements et le culte des reliques provoquent un essor de l’orfèvrerie religieuse. La dinanderie est pratiquée au début du XIe siècle dans la vallée de la Meuse, d'abord à Huy puis à Dinant (ville d'où cette discipline tire son nom). Elle est probablement à l'origine d'une importante tradition d'orfèvrerie liturgique qui se répand dans tout le pays mosan et produit des châsses, reliquaires, croix, reliures d'une grande richesse. Parmi les chefs-d'œuvre de l'art mosan en orfèvrerie, on peut citer le Triptyque de Stavelot, la châsse de Notre-Dame de la cathédrale de Tournai, le Trésor d'Hugo d'Oignies à Namur, le chef-reliquaire du pape Alexandre des Musées royaux d'Art et d'Histoire de Bruxelles et la châsse de Saint-Maur visible en République tchèque, ou encore les œuvres de Nicolas de Verdun, comme la châsse des rois mages, conservée à la cathédrale de Cologne et le célèbre retable conservé à Vienne (Autriche). Citons également la couronne-reliquaire dite Couronne de Liège, offerte par le roi de France saint Louis au couvent des dominicains de Liège, ou encore le reliquaire du bras de Charlemagne, réalisé à la demande de l'empereur Frédéric Barberousse, qui sont exposés au Louvre. Ces œuvres sont caractérisées par une grande finesse révélant la haute maîtrise technique des orfèvres mosans de l'époque.

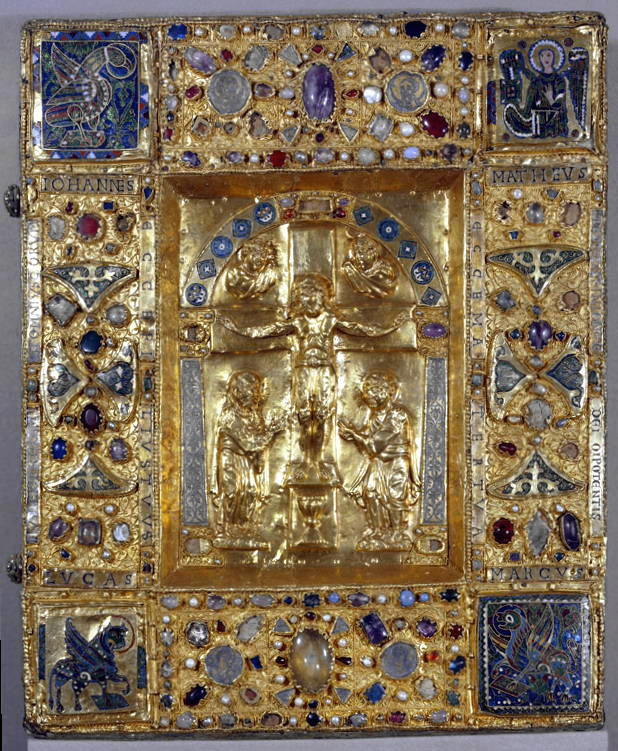
Reliquaire mosan, XIIe siècle, Musée du Louvre, Paris
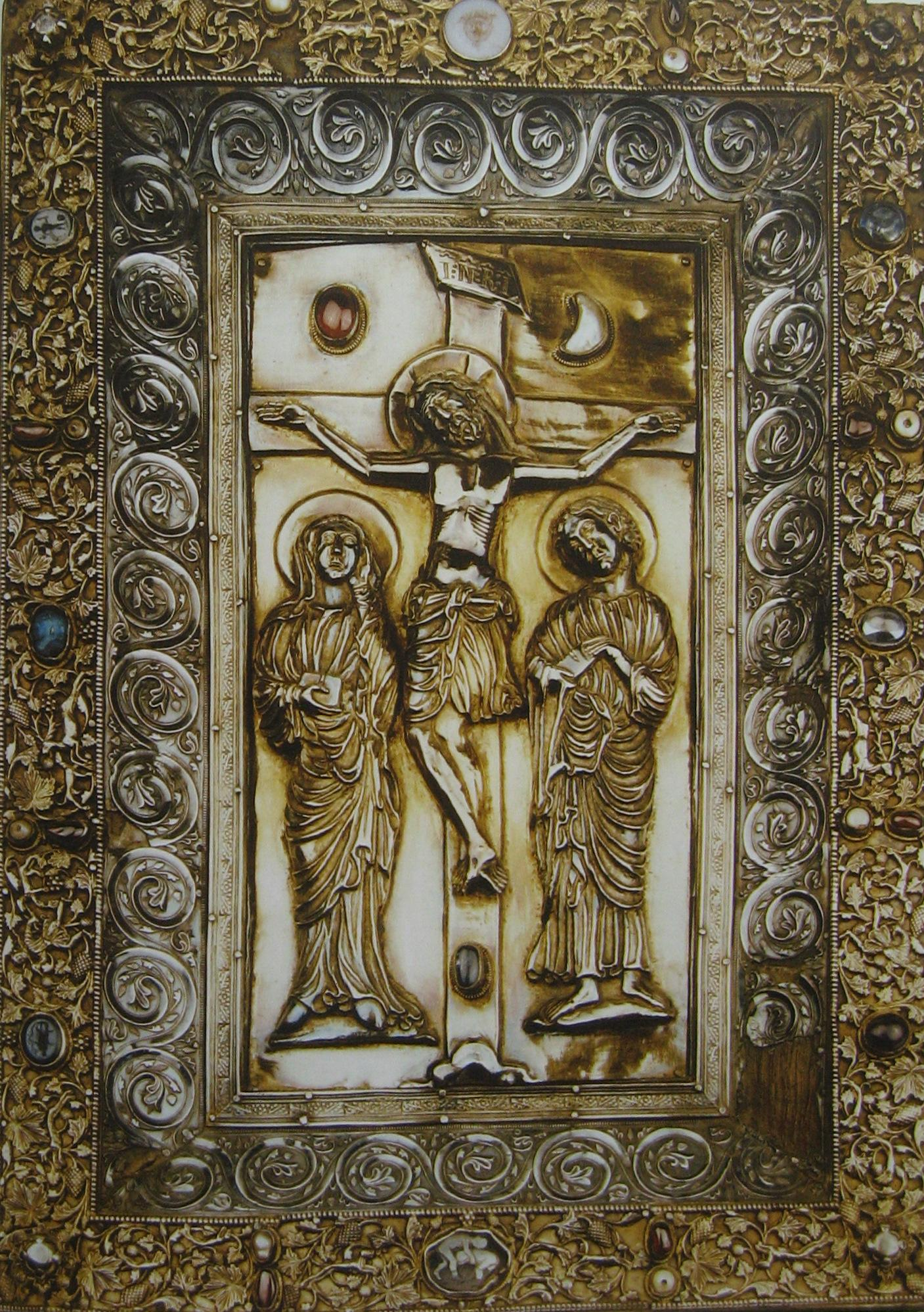
Reliure d'un évangéliaire par Hugo d'Oignies, 1228-1230, Trésor d'Hugo d'Oignies, Namur
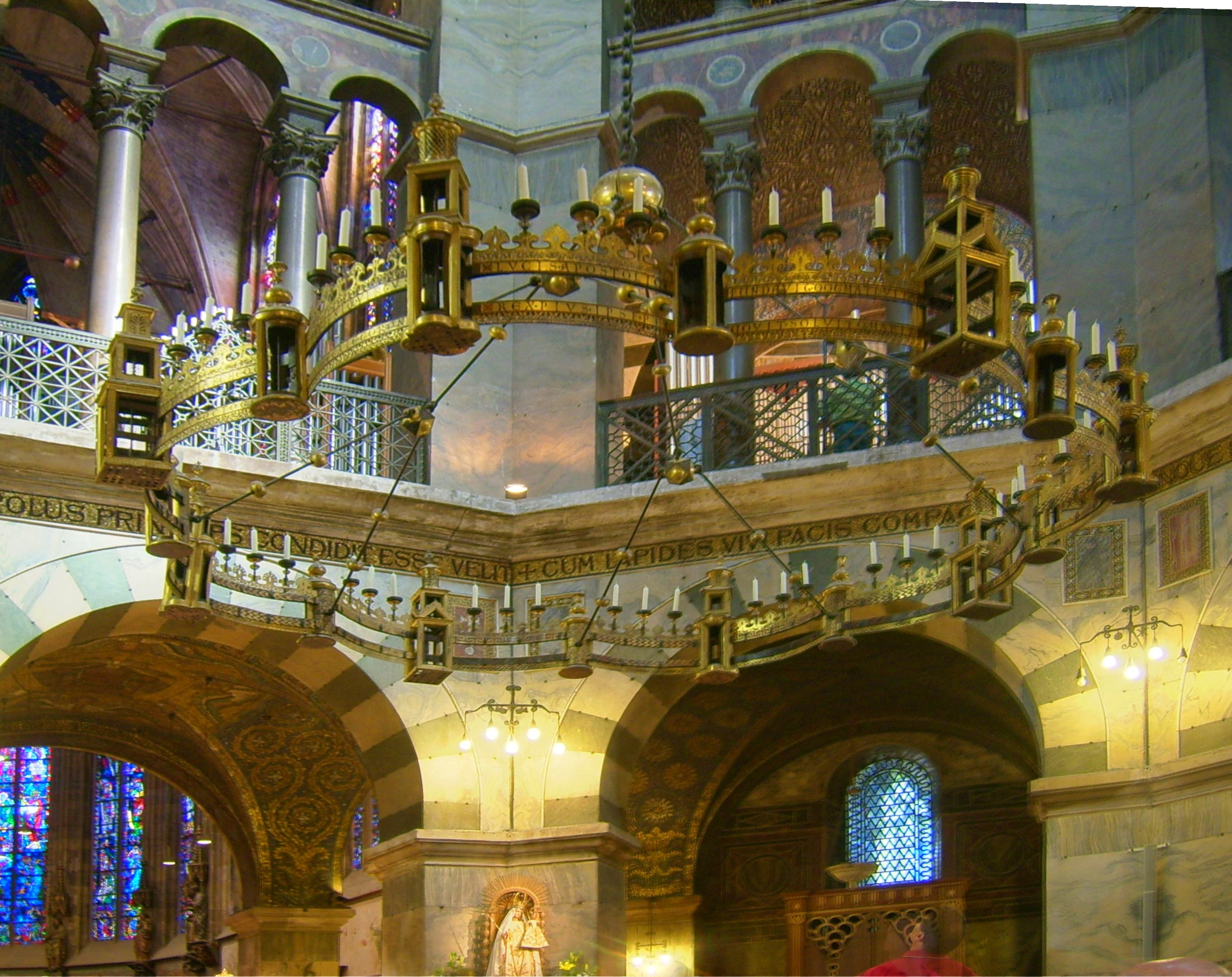
Chandelier de Frédéric Ier Barberousse, empereur romain germanique, cathédrale d'Aix-la-Chapelle
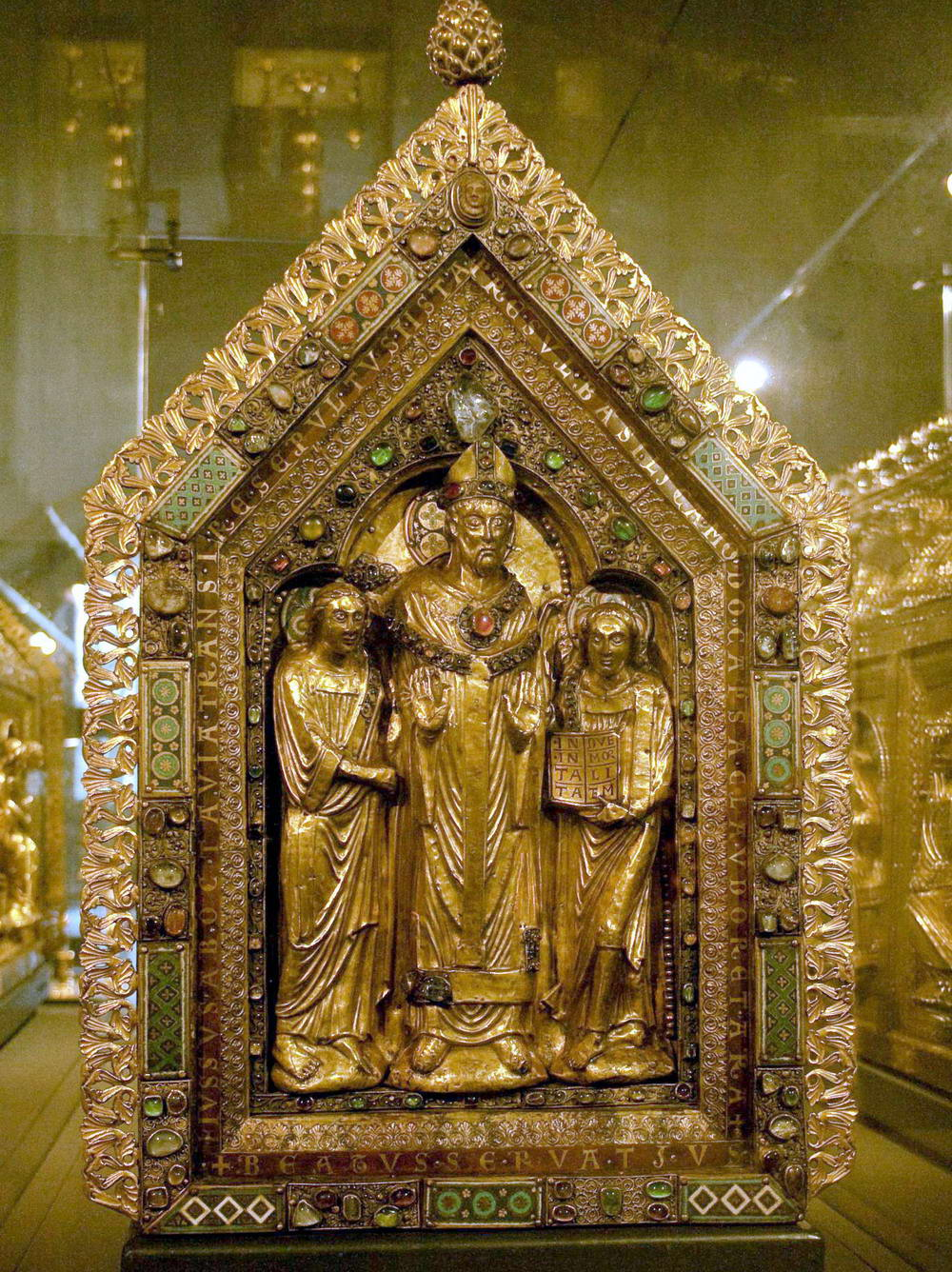
Reliquaire de St Servais, XIIe siècle, Basilique Saint-Servais, Maastricht
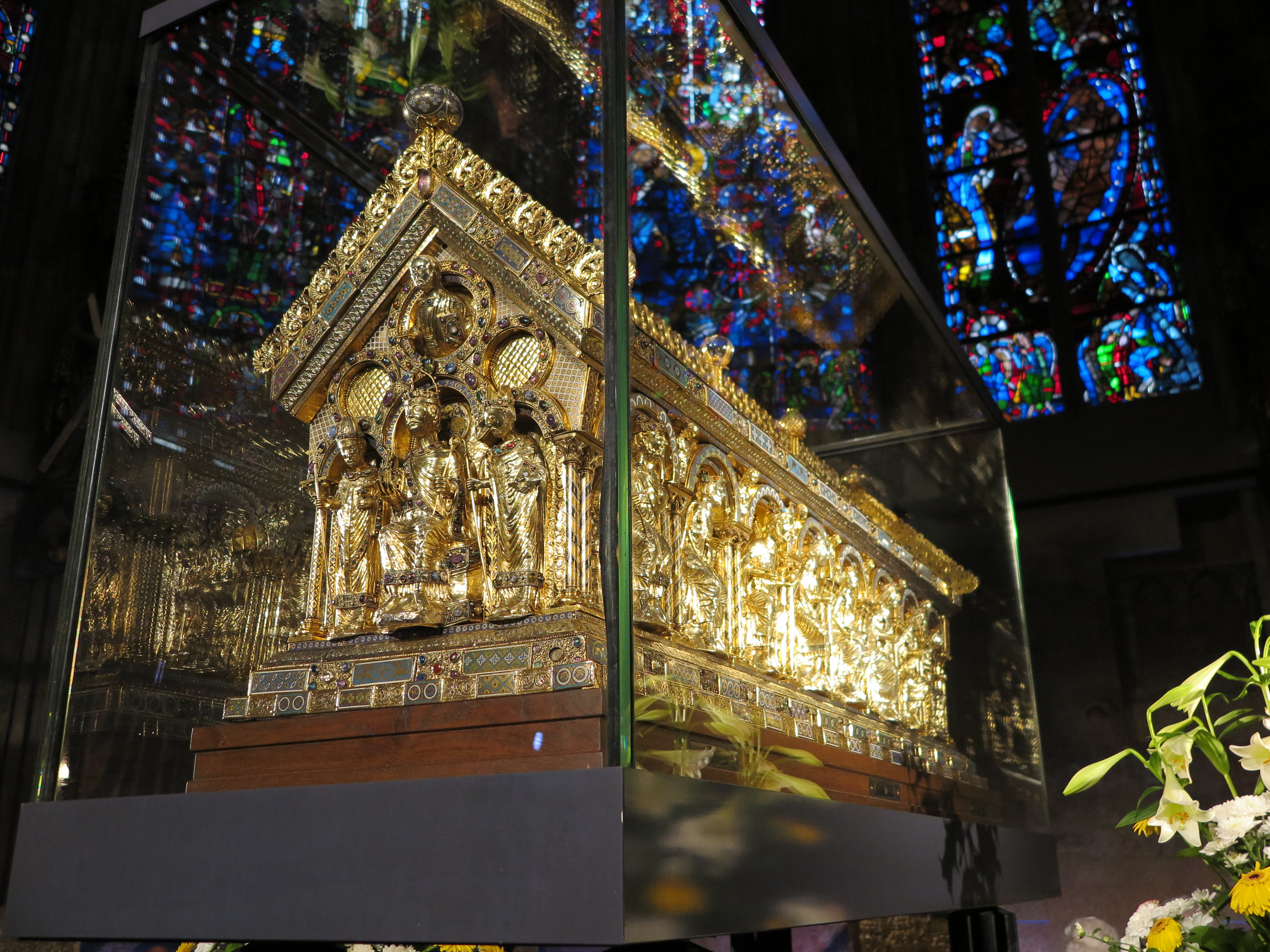
Reliquaire de Charlemagne, 1182-1215, cathédrale d'Aix-la-Chapelle
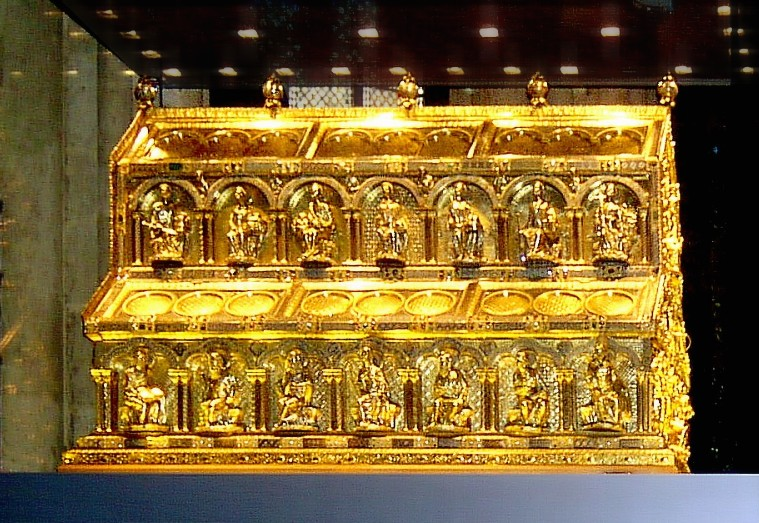
Châsse des rois mages, Atelier de Nicolas de Verdun, 1181-1230, cathédrale de Cologne
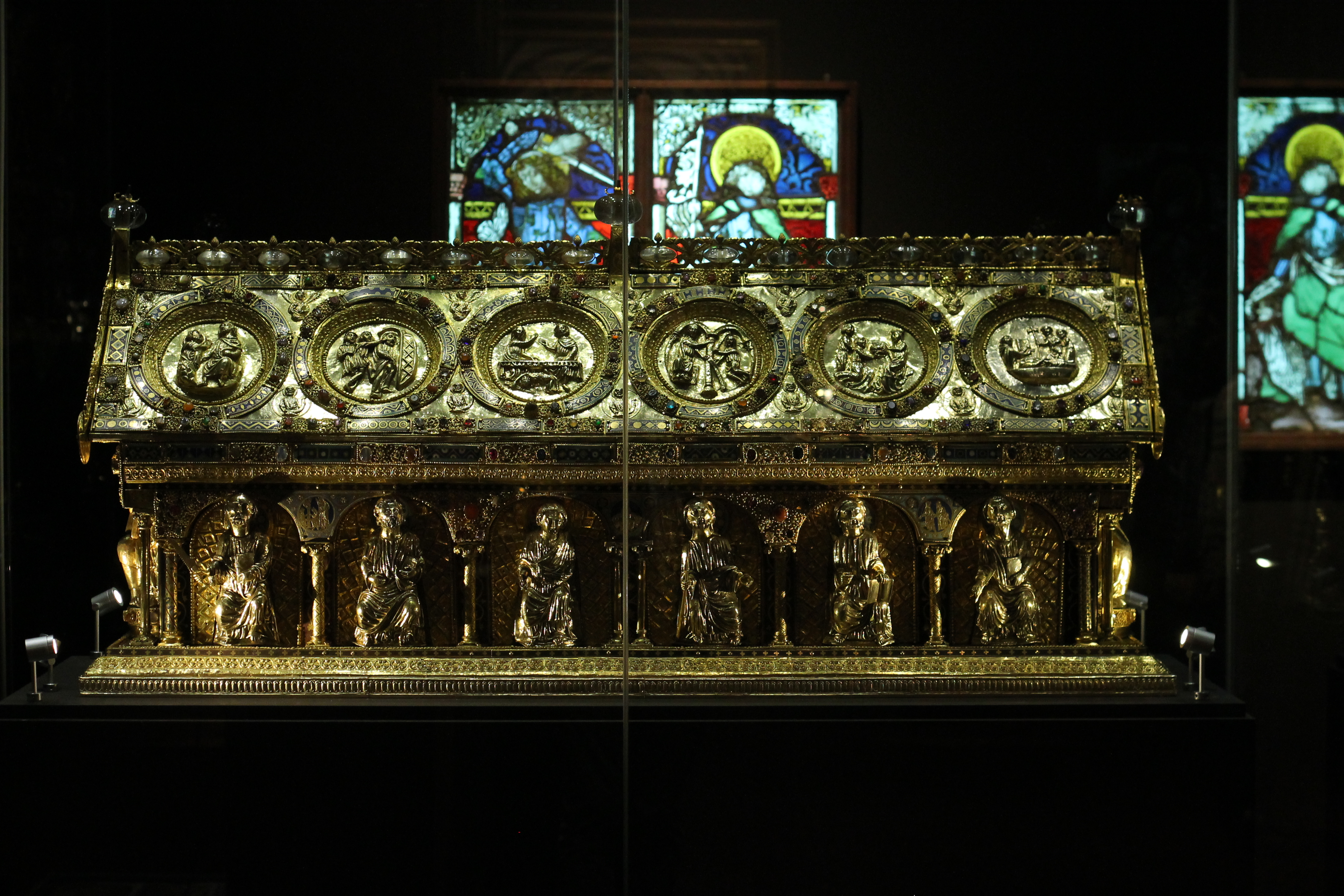
La Châsse de Saint-Maur est considérée comme le deuxième plus important artefact sur le territoire tchèque, après les Joyaux de la Couronne tchèque
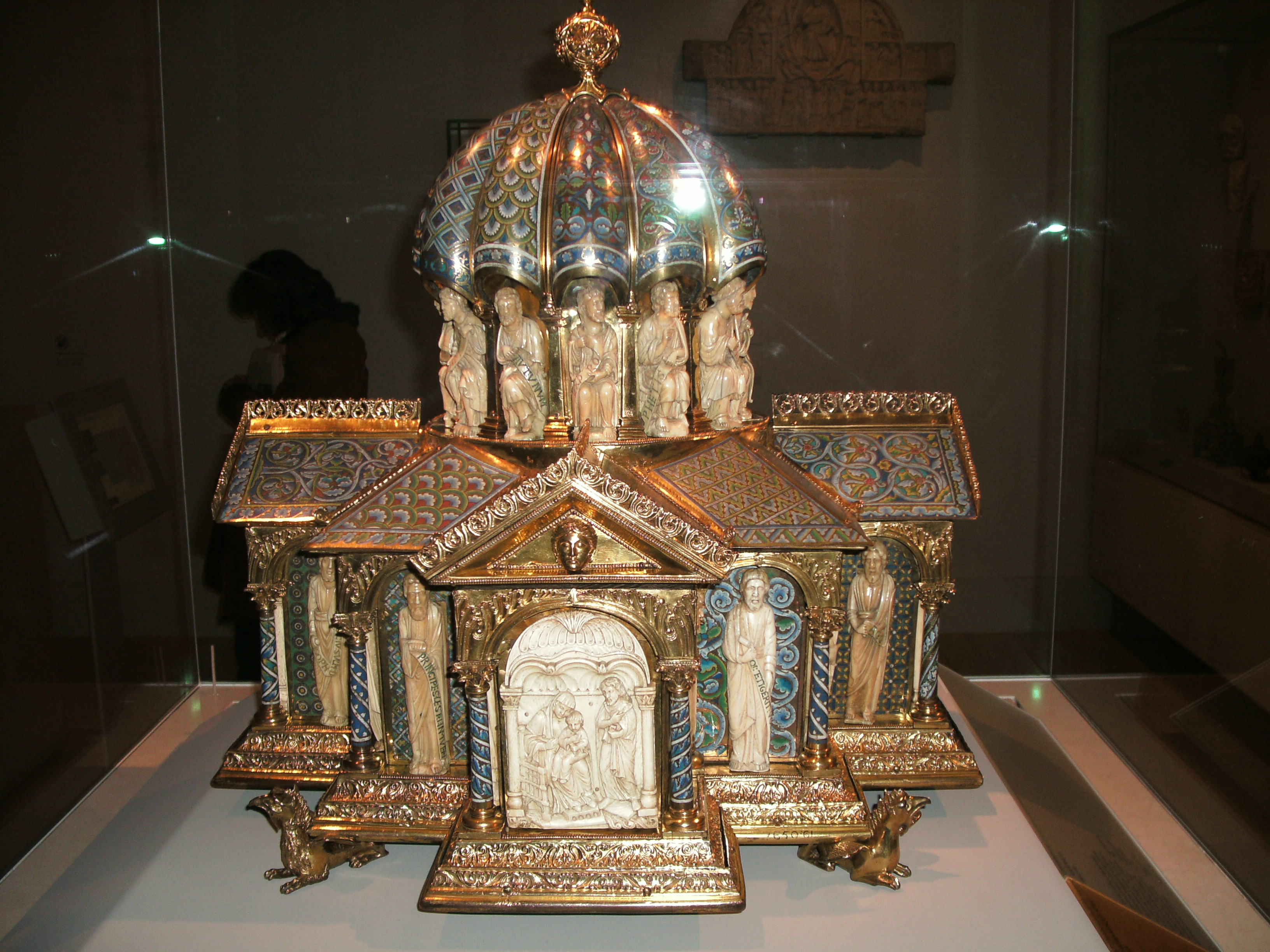
Tabernacle, Art mosan, environ 1180, Cologne, Victoria and Albert Museum
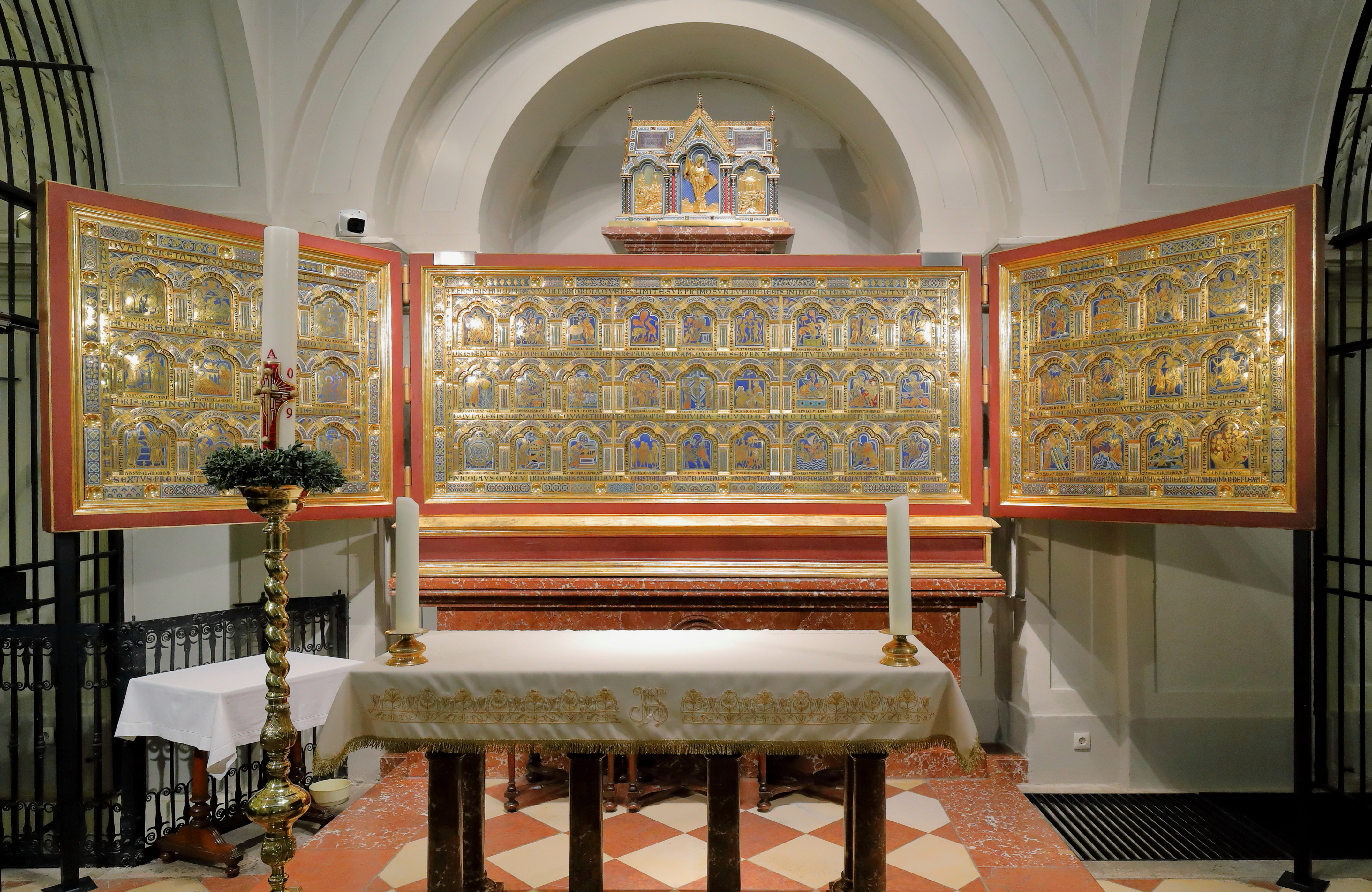
Autel de l'Abbaye de Klosterneuburg, Vienne, Autriche, environ 1180, chef-d’œuvre de Nicolas de Verdun
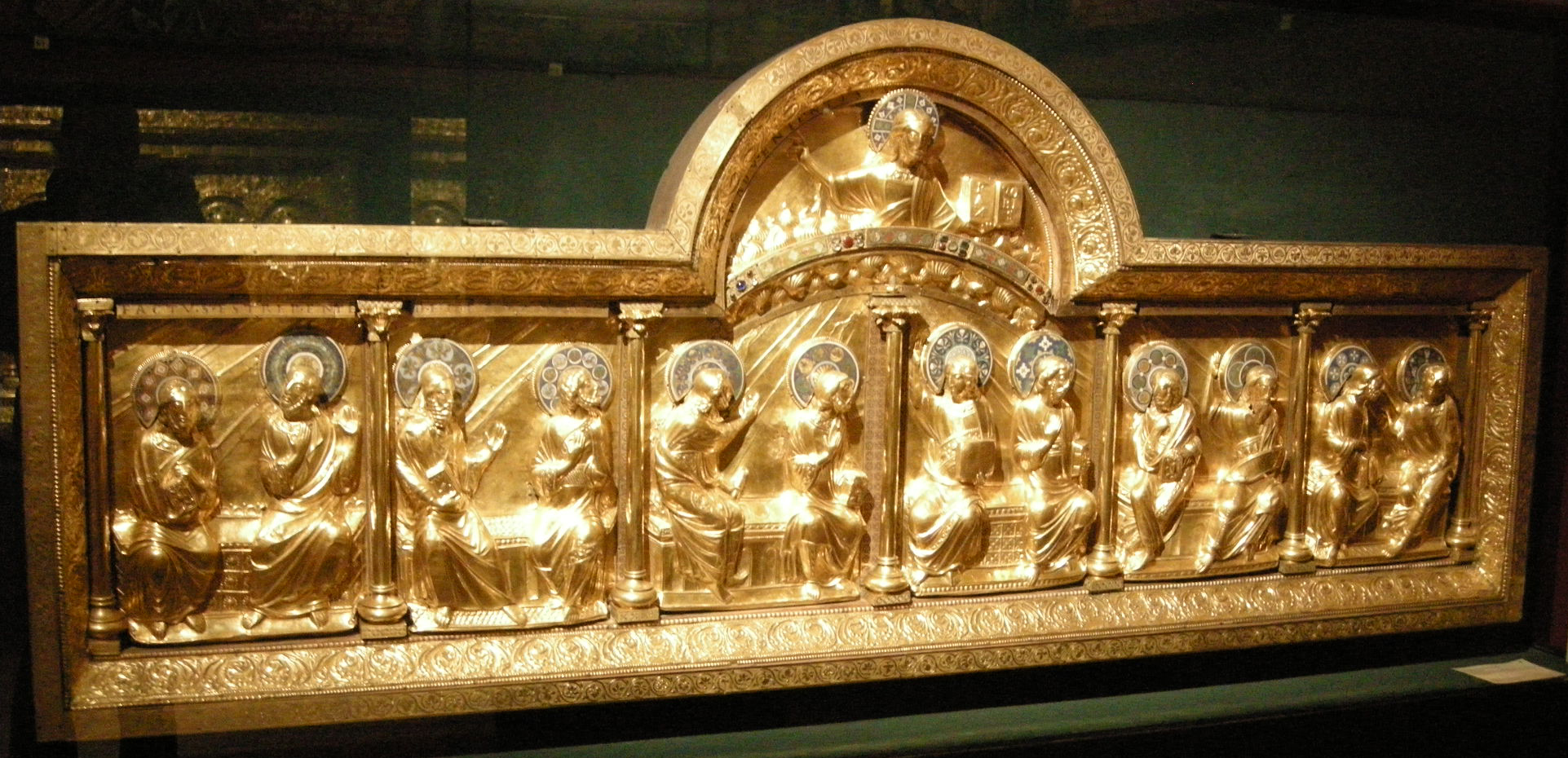
Retable de l'abbaye de Stavelot, 1160-1170, Musée National du Moyen-Âge, Paris

### Champlevé
La technique du champlevé est particulièrement associée à l'art mosan. Cette technique de travail de l'émail s'est développée à la fin du XIe siècle. Les émaux mosans sont, avec ceux de Limoges, les plus célèbres. Le travail pouvait également être réalisé sur l'or ou le vermeil. Le Triptyque de Stavelot exposé à New York constitue une des plus belles œuvres mosanes. L'Autel portatif de Stavelot, visible dans la salle aux trésors des Musées royaux d'Art et d'Histoire de Bruxelles, constitue une autre œuvre remarquable.

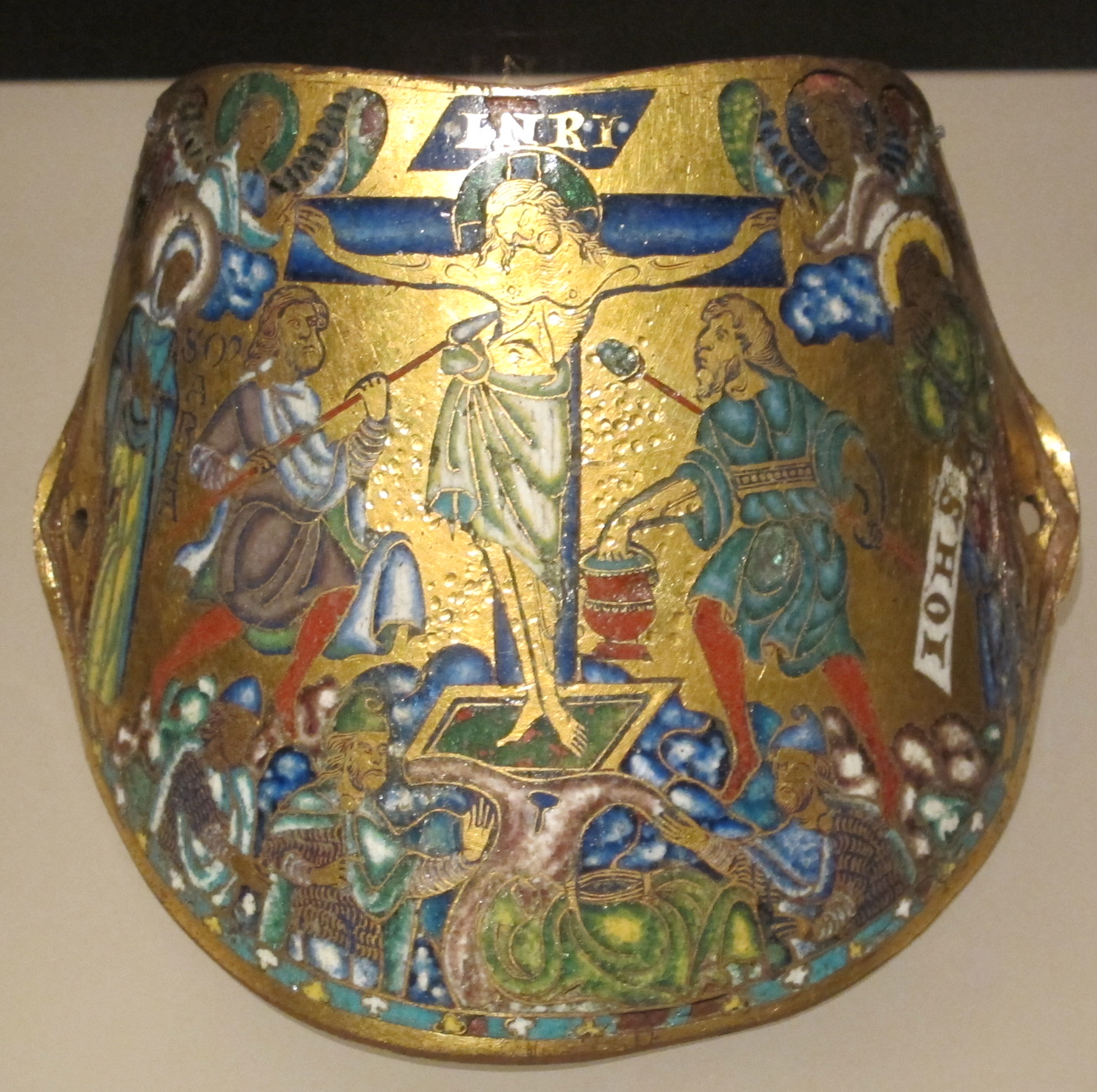
Armilla représentant la crucifixion, 1170-1180, Germanisches Nationalmuseum, Nuremberg
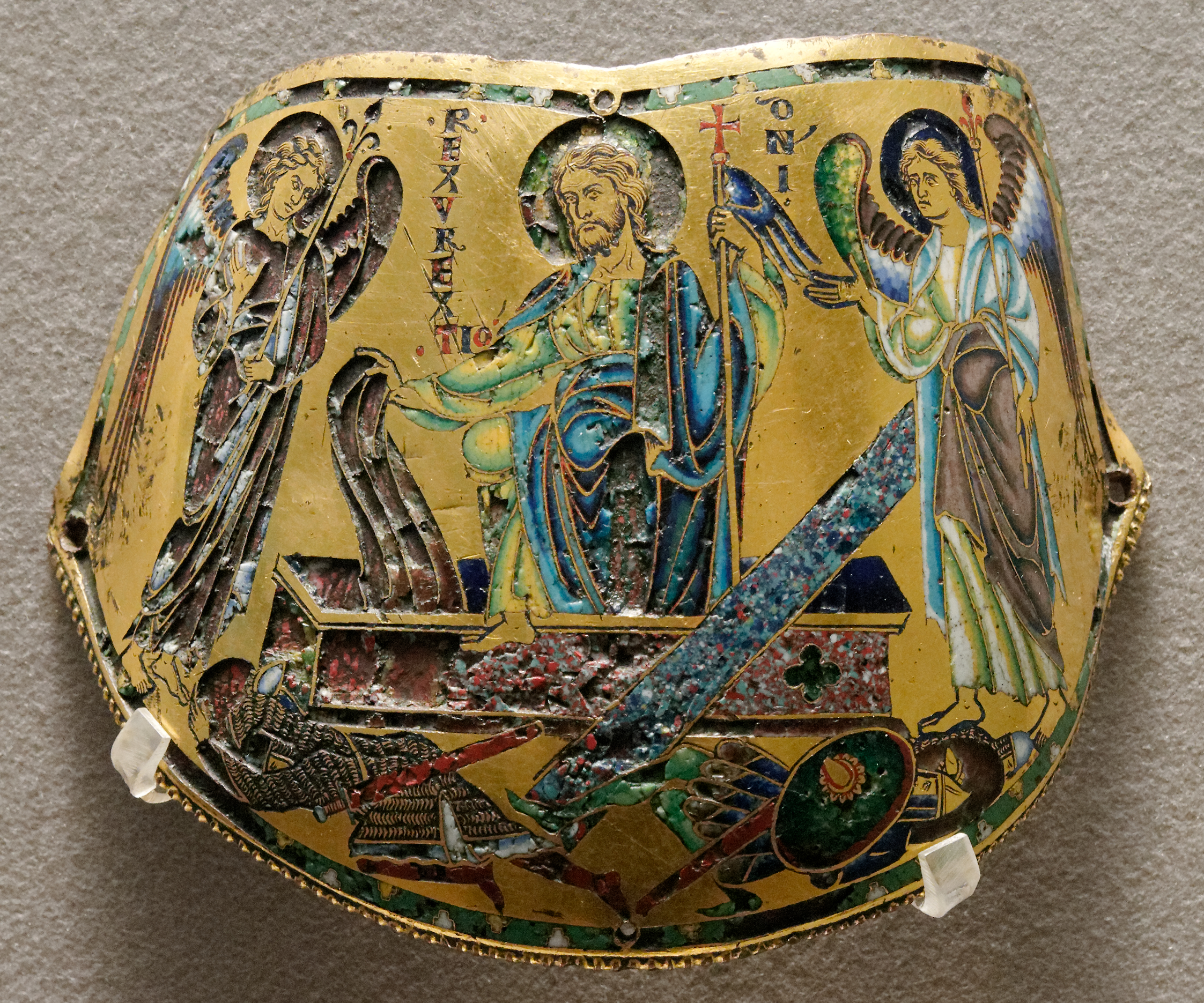
Armilla représentant la résurrection du Christ, 1170-1180, Musée du Louvre
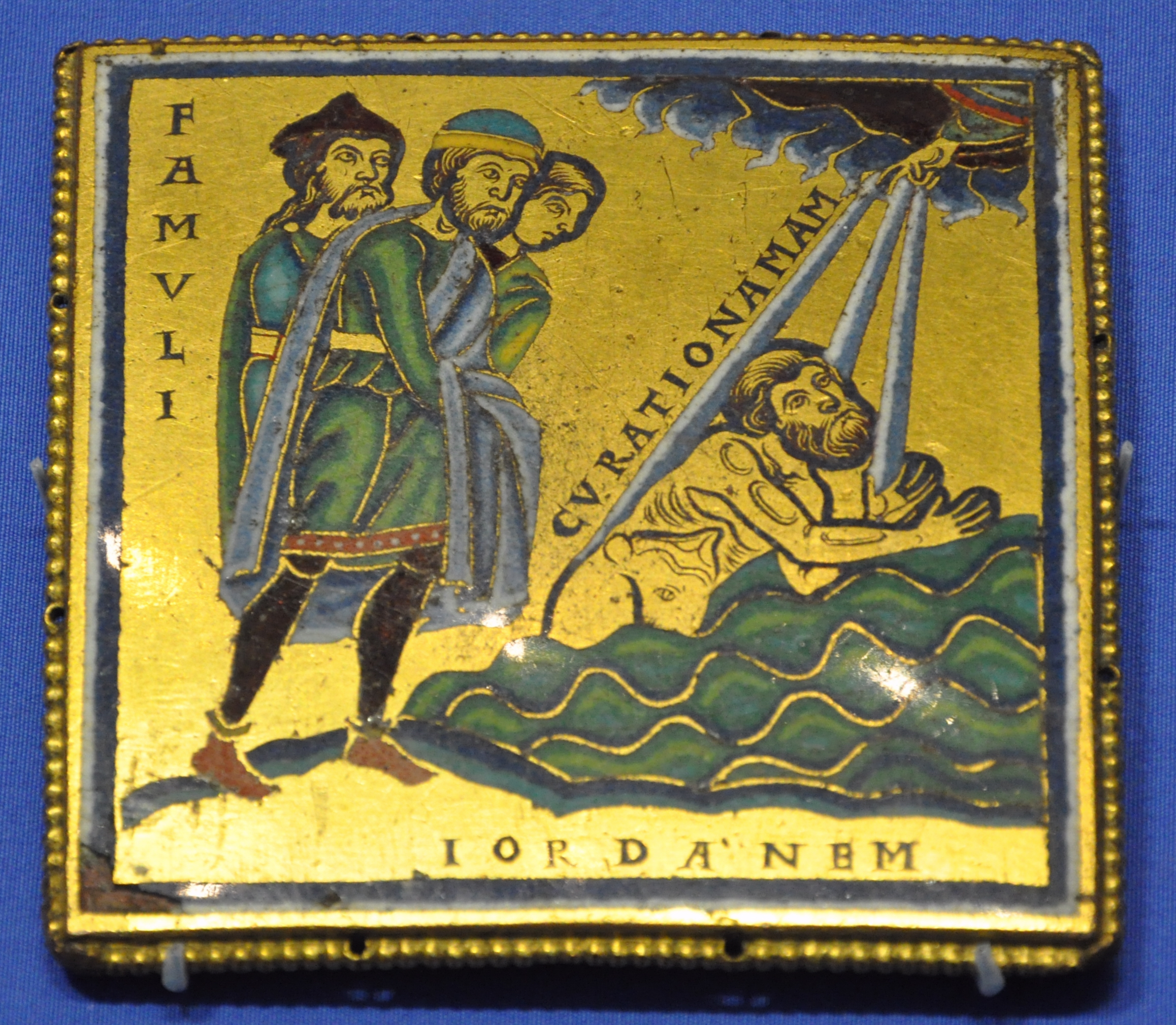
Guérison de Naaman dans le Jourdain, vers 1150, British Museum
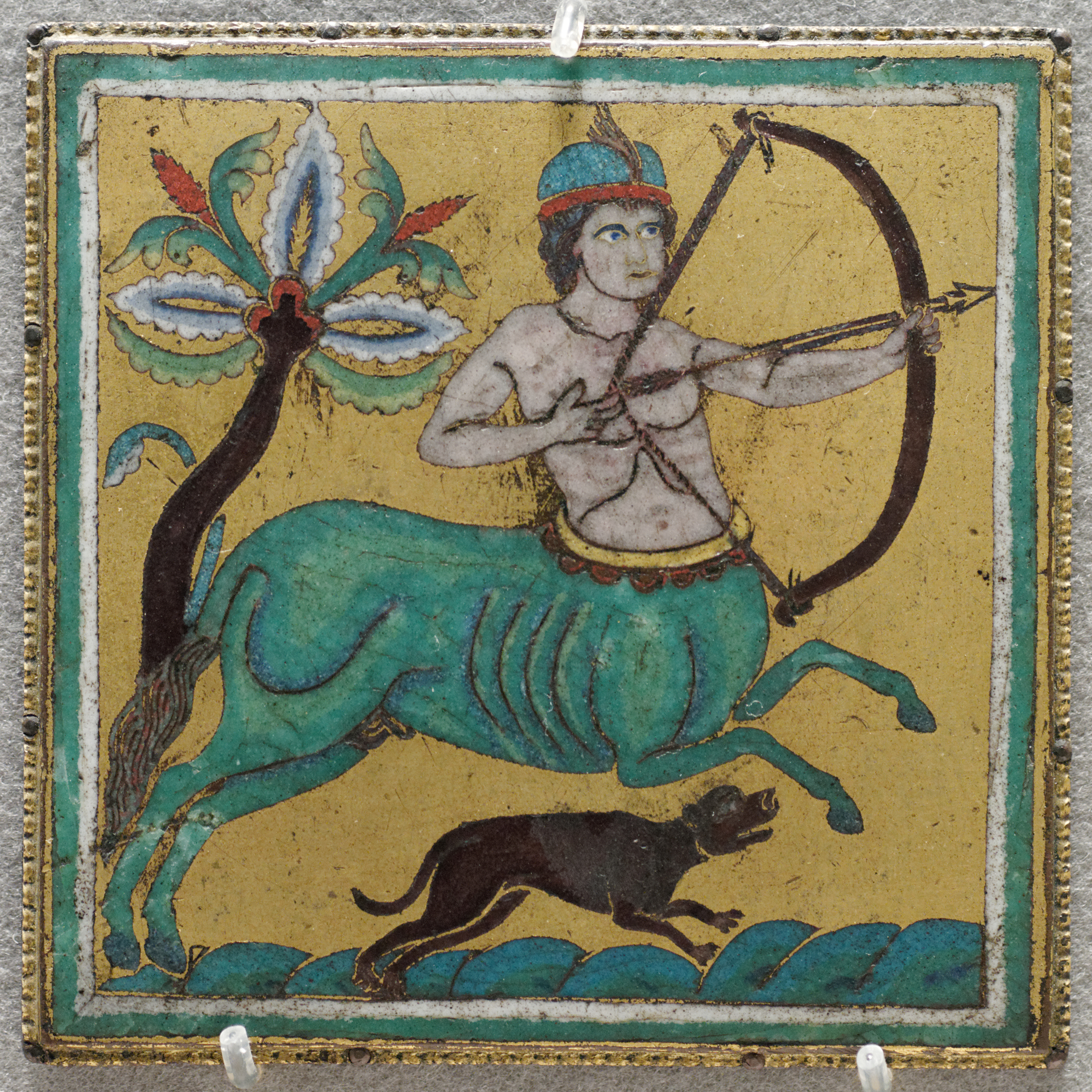
Plaque représentant un centaure, émail champlevé sur cuivre doré, 1160–1170, Musée du Louvre
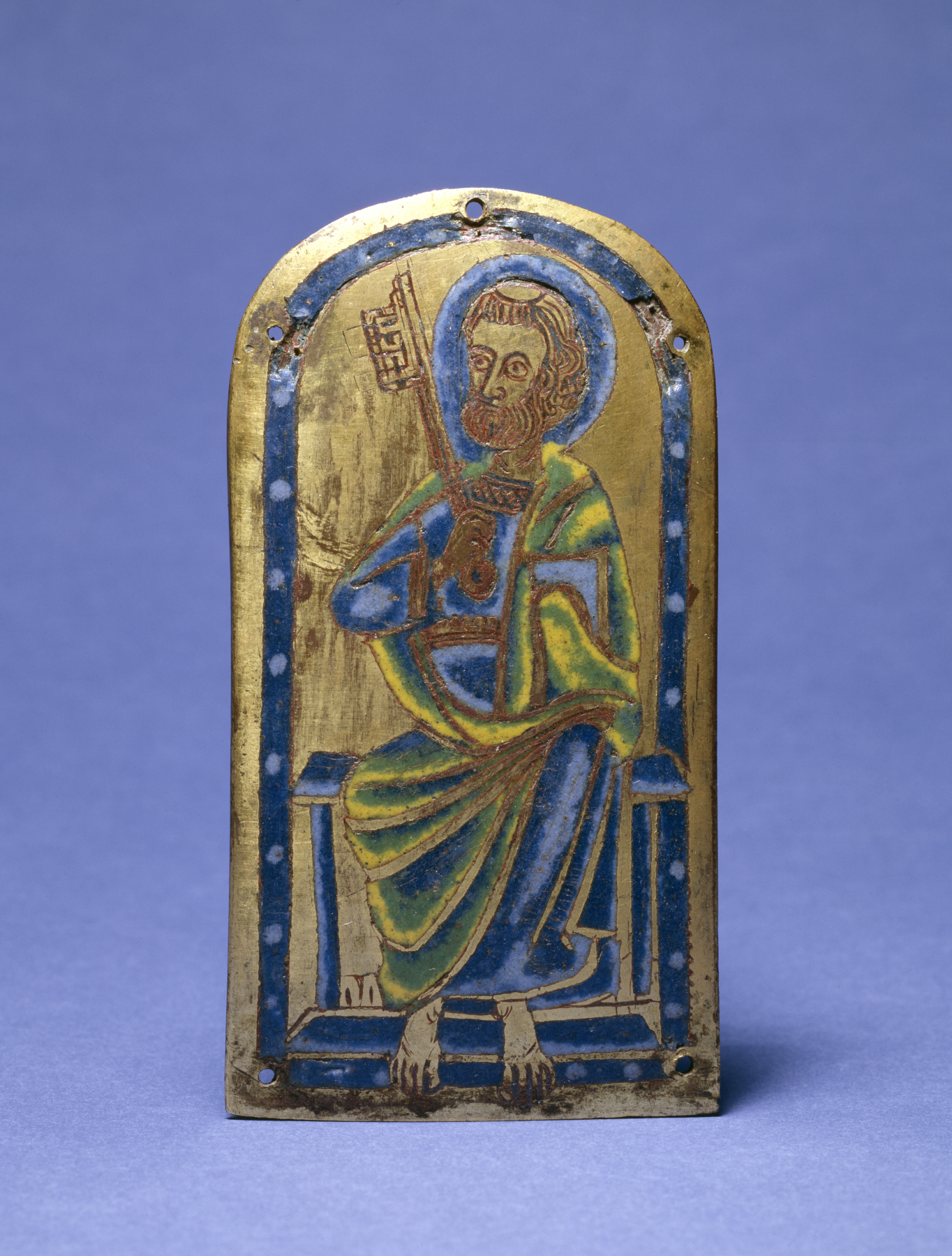
Saint Pierre tenant les clés des royaumes du Ciel et de la Terre : émail champlevé, années 1160-1180, Walters Art Museum, Baltimore.
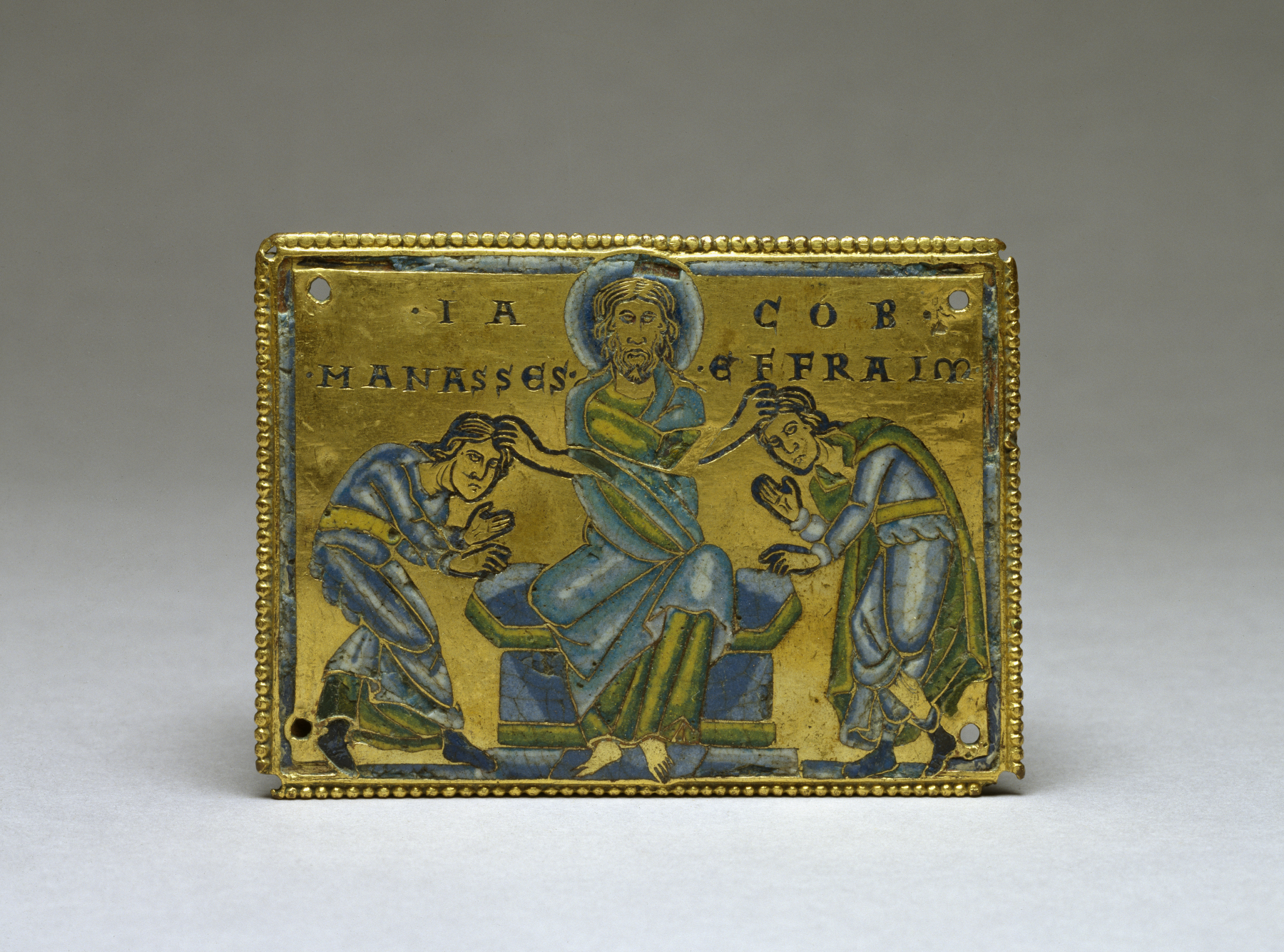
Jacob bénissant Manassé et Ephraïm, Atelier de Godefroy de Huy, Walters Art Museum, Baltimore.
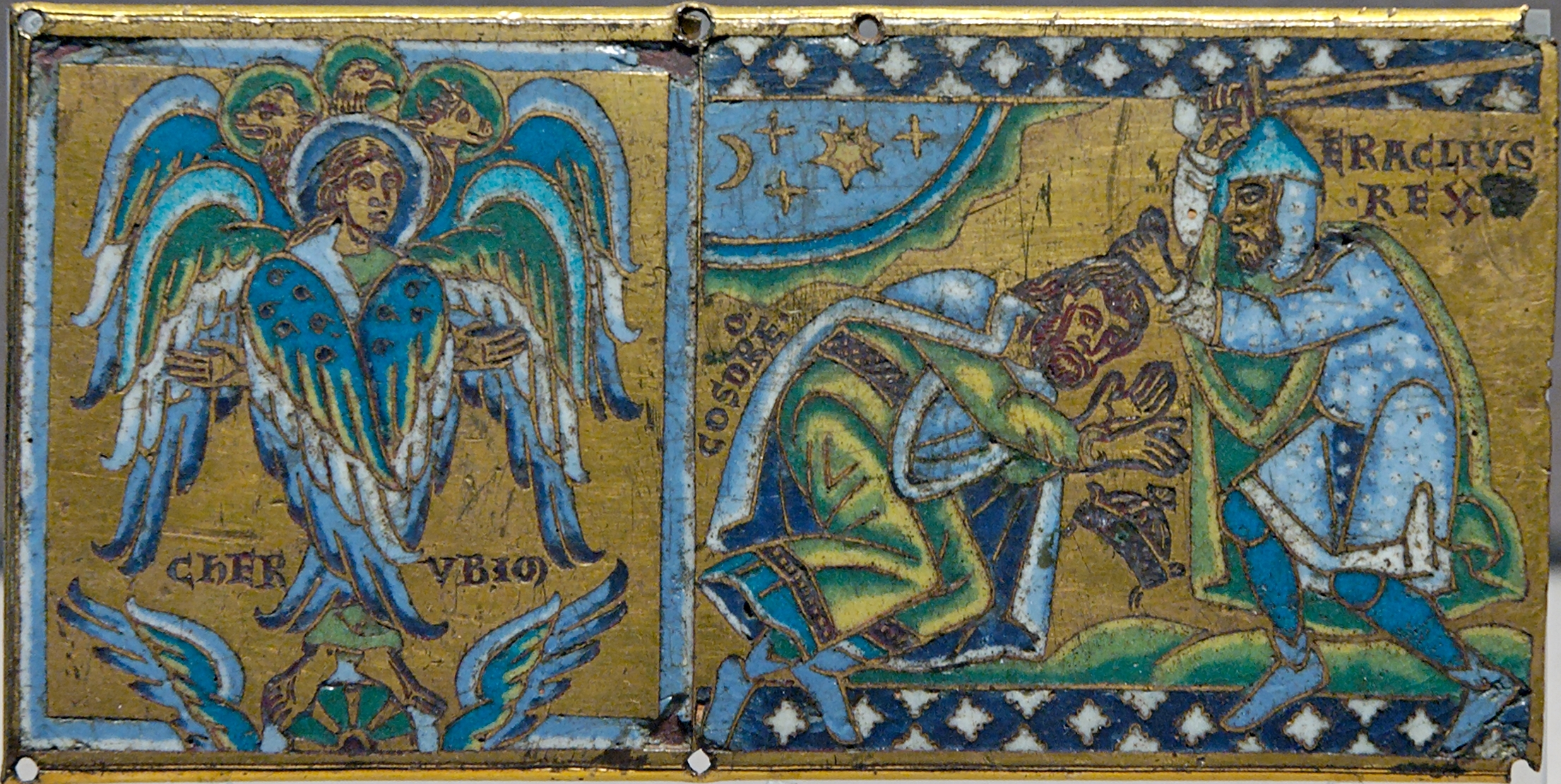
Chérubin et l'empereur byzantin Héraclius soumettant le roi sassanide Khosro II, plaque provenant d'une croix. 1160-1170, Musée du Louvre
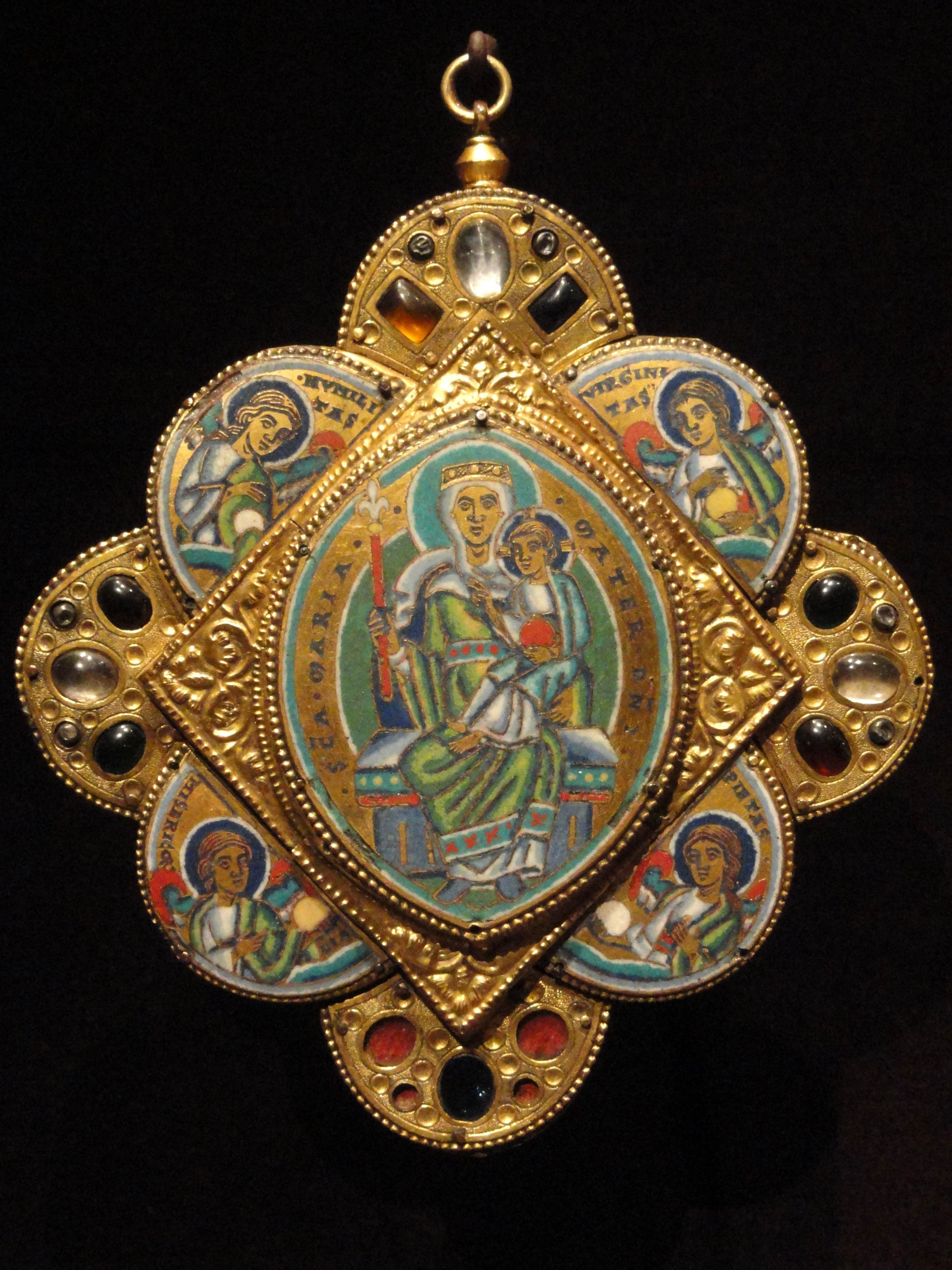
Collier avec la Vierge et l'Enfant, environ 1160-1170, Atelier de Godefroy de Huy, Cleveland Museum of Art.
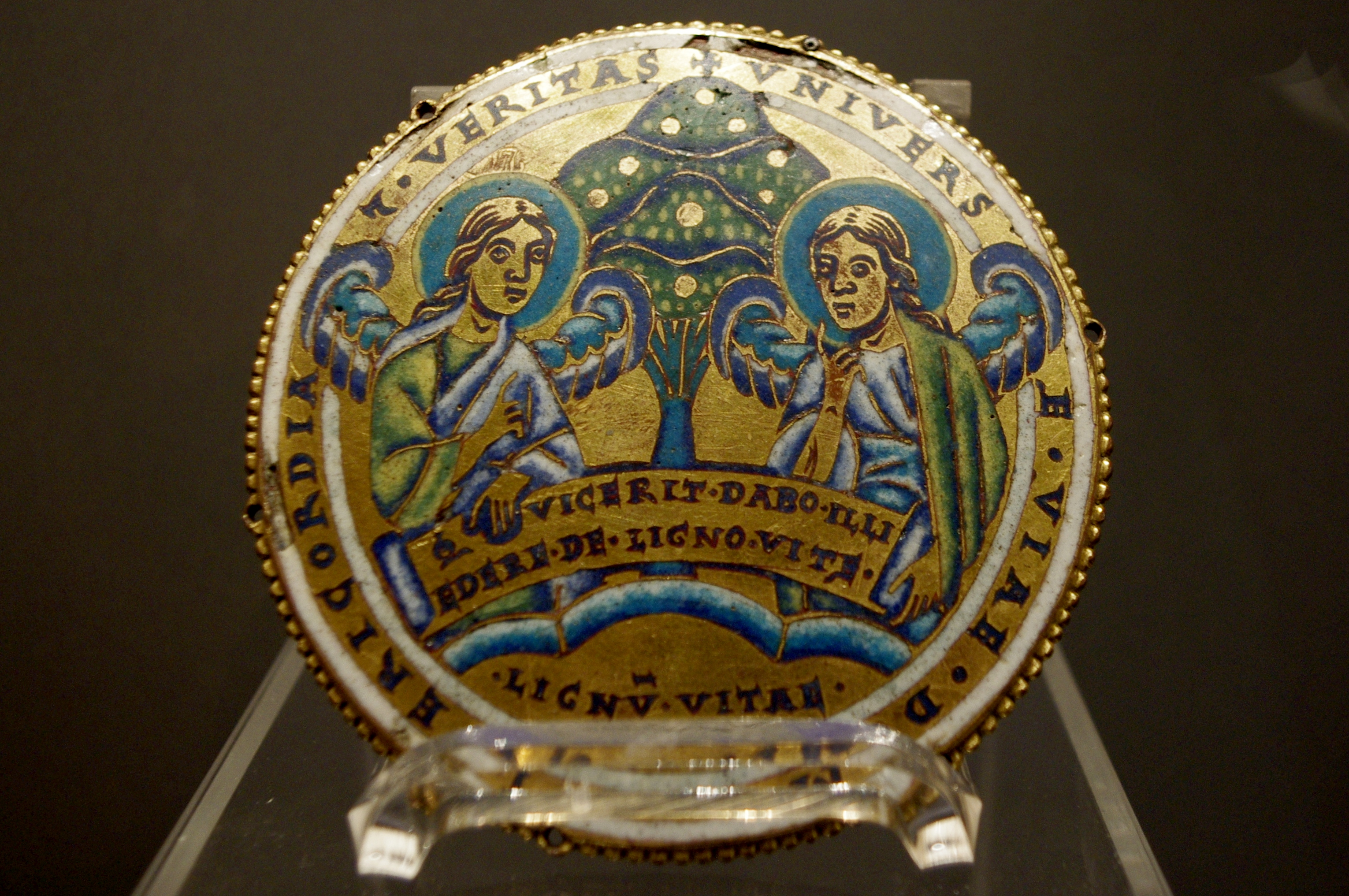
Médaillon émaillé "L'arbre de vie", vers 1160, Trésor de la Collégiale Notre-Dame de Huy.
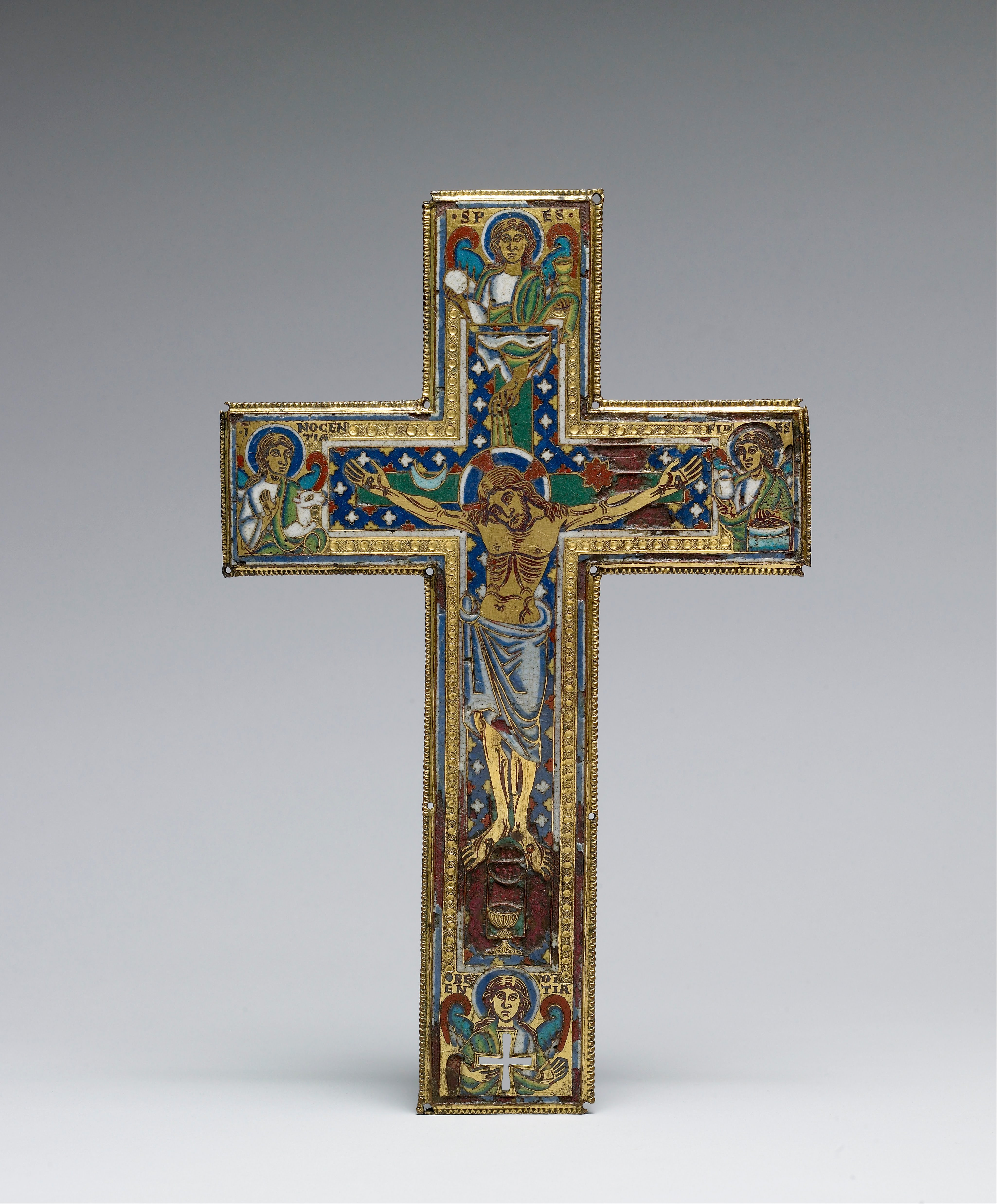
Croix-Reliquaire, 1150-1175, Walters Art Museum, Baltimore.

### Ivoire

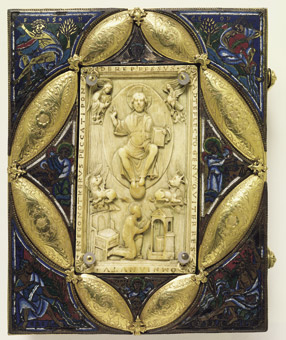
Évangéliaire de Notger,
Ivoire du Xe siècle, émail du XIIe siècle, Grand Curtius

L’Ivoire de Notger ou Évangéliaire de Notger est un évangéliaire du Xe siècle auquel des émaux ont été ajoutés au XIIe siècle. À lui seul il redonne le contexte de l'art mosan qui est à la fois d'Empire et d'Église. La politique ottonienne a mis en place un système politique fondé sur les évêques, qui sont comme des préfets de l'Empereur. Jacques Stiennon écrit les origines de l'art mosan dans l'art carolingien : « [Notger] saisit ici dans une attitude d'humilité, agenouillé à la fois devant la divinité entourée du tétramorphe (représentation des quatre évangélistes sous leur symbole animal) et un sanctuaire que l'on peut identifier avec l'église paroissiale Saint-Jean l'Évangéliste de Liège ». La comparaison faite par Suzanne Collon-Gevaert avec une miniature représentant l'évêque Berward de Hildesheim justifie cette interprétation (…) « Par l'ample douceur de ses volumes, l'œuvre a tous les caractères du style ottonien ver l'an mil, un style ottonien qui puise largement dans le trésor des formules carolingiennes ».

### Sculpture
La sculpture mosane prend pour support aussi bien la pierre que le bois, avec une préférence pour ce dernier matériau. Les sculptures sont peintes, souvent avec des couleurs vives. L'exécution est douce, avec beaucoup de rondeurs. Les modèles sont bien souvent idéalisés. Les proportions entre personnages, mais aussi entre la tête et le corps, sont modifiées pour accentuer le sujet. ces derniers sont, pour l'essentiel, tirés de la tradition chrétiennes : christs, vierges, saints…[réf. nécessaire]

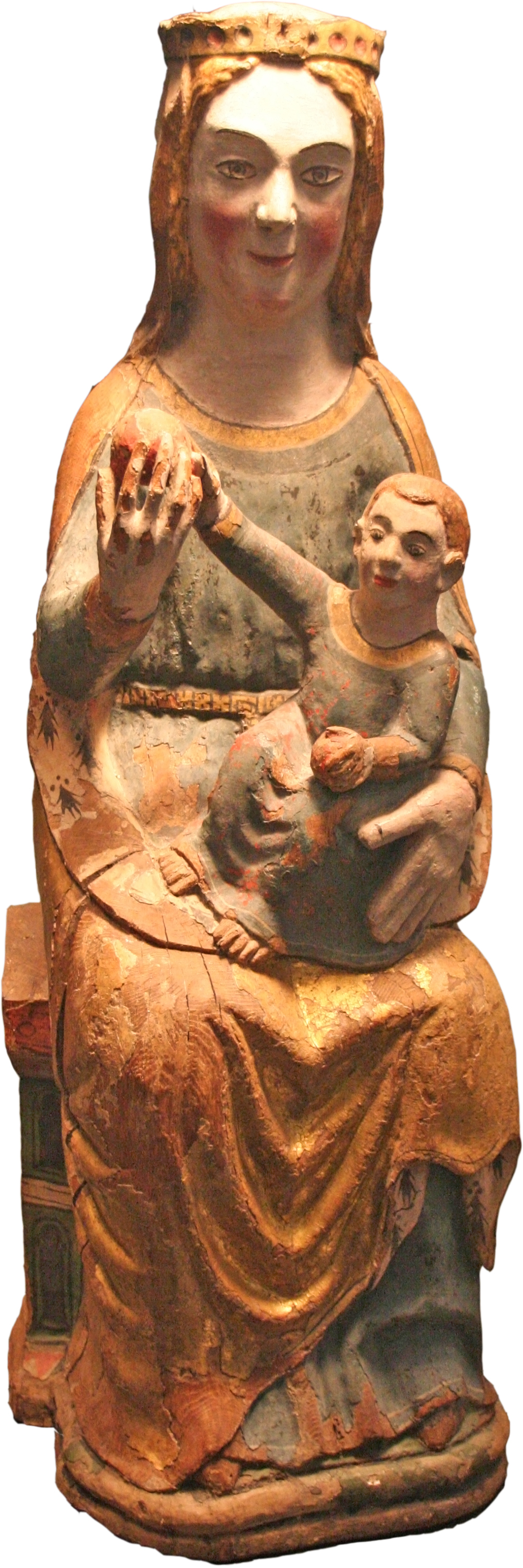
Liège, Grand Curtius, Sedes Sapientiae, bois, XIIIe siècle

On peut voir de très belles collections de sculptures mosanes au Musée des Arts anciens du Namurois ainsi qu'au musée de la vie wallonne, dans le Trésor de la cathédrale de Liège et au Grand Curtius à Liège. La sculpture sur pierre se distingue également par la réalisation de fonts baptismaux, probablement d'inspiration gallo-romaine, généralement dotés de visages sculptés qui symbolisent les quatre fleuves de sagesse de la Bible. Les plus beaux exemples sont les fonts baptismaux de Saint-Barthélemy à Liège, ceux de Gentinnes, de Séverin-en-Condroz, de Gerpinnes, de Beauvechain et de Furnaux.

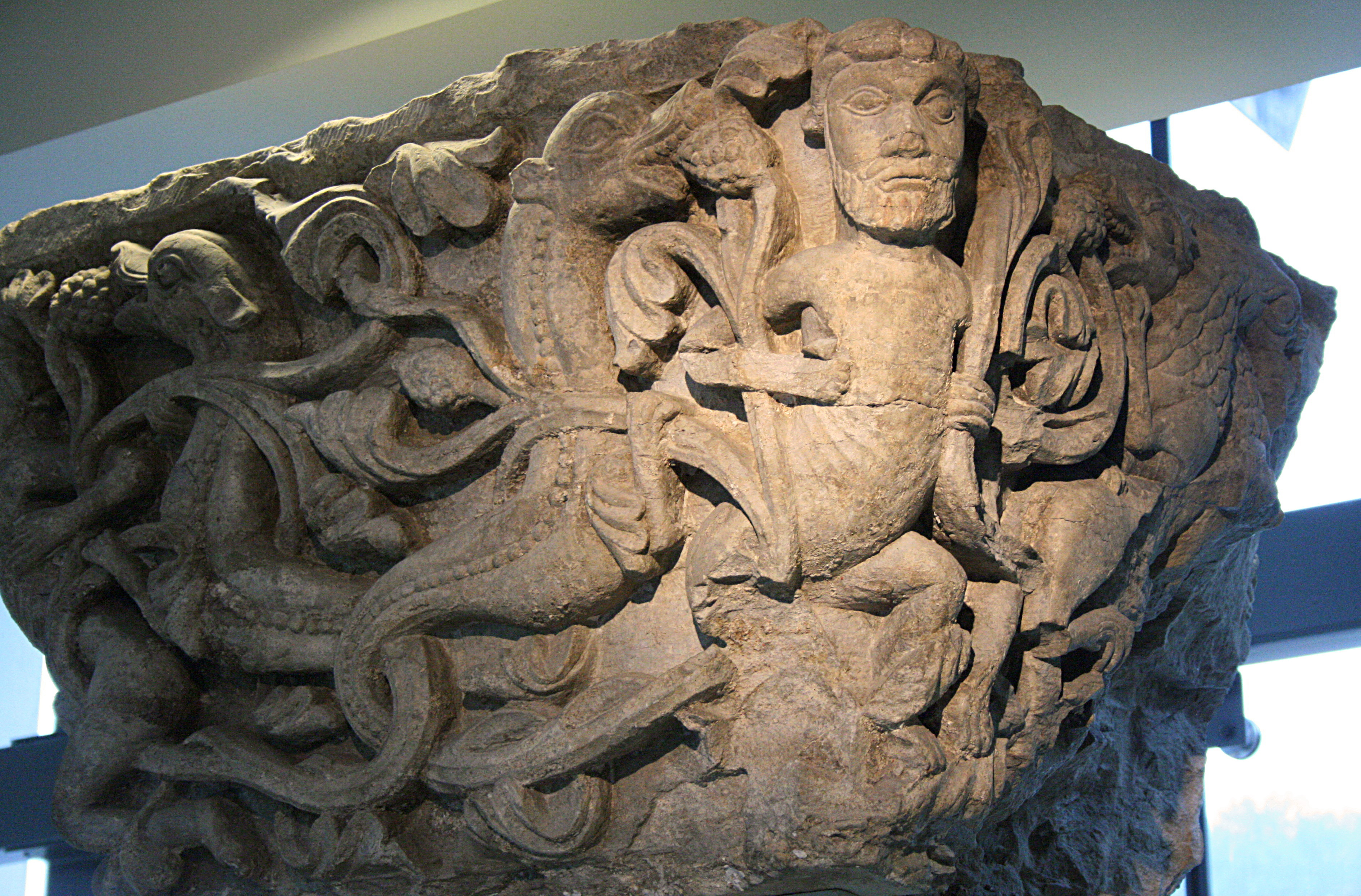
Liège, Grand Curtius. Chapiteau de la cathédrale Saint Lambert de Liège
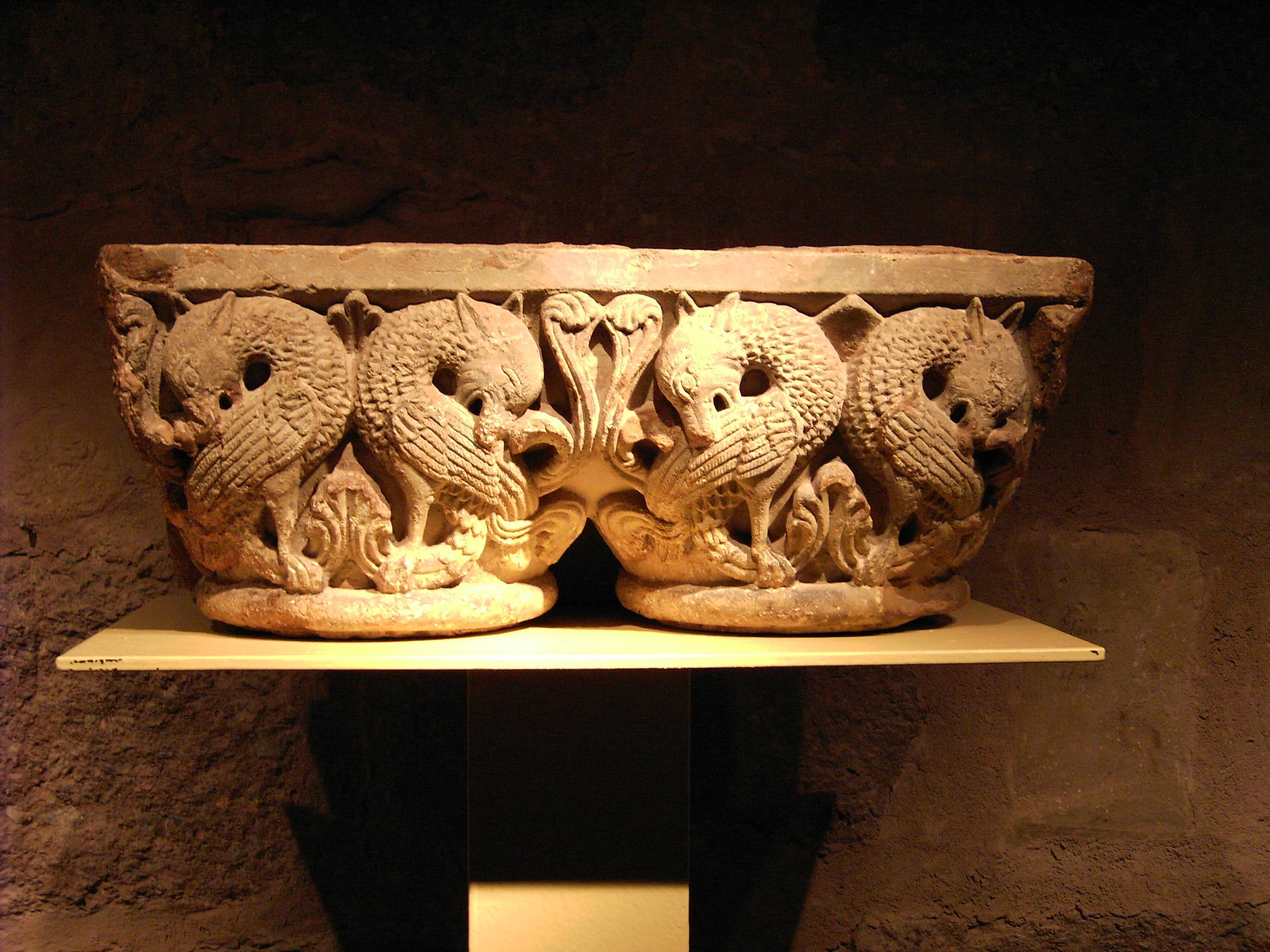
Eisenach. Chapiteau en forme de dragon de la Wartburg
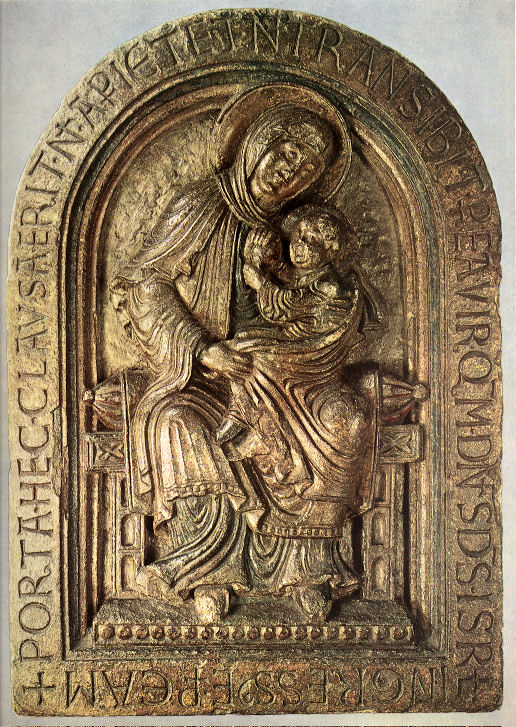
Liège, Grand Curtius. 'Vierge de Dom Rupert'
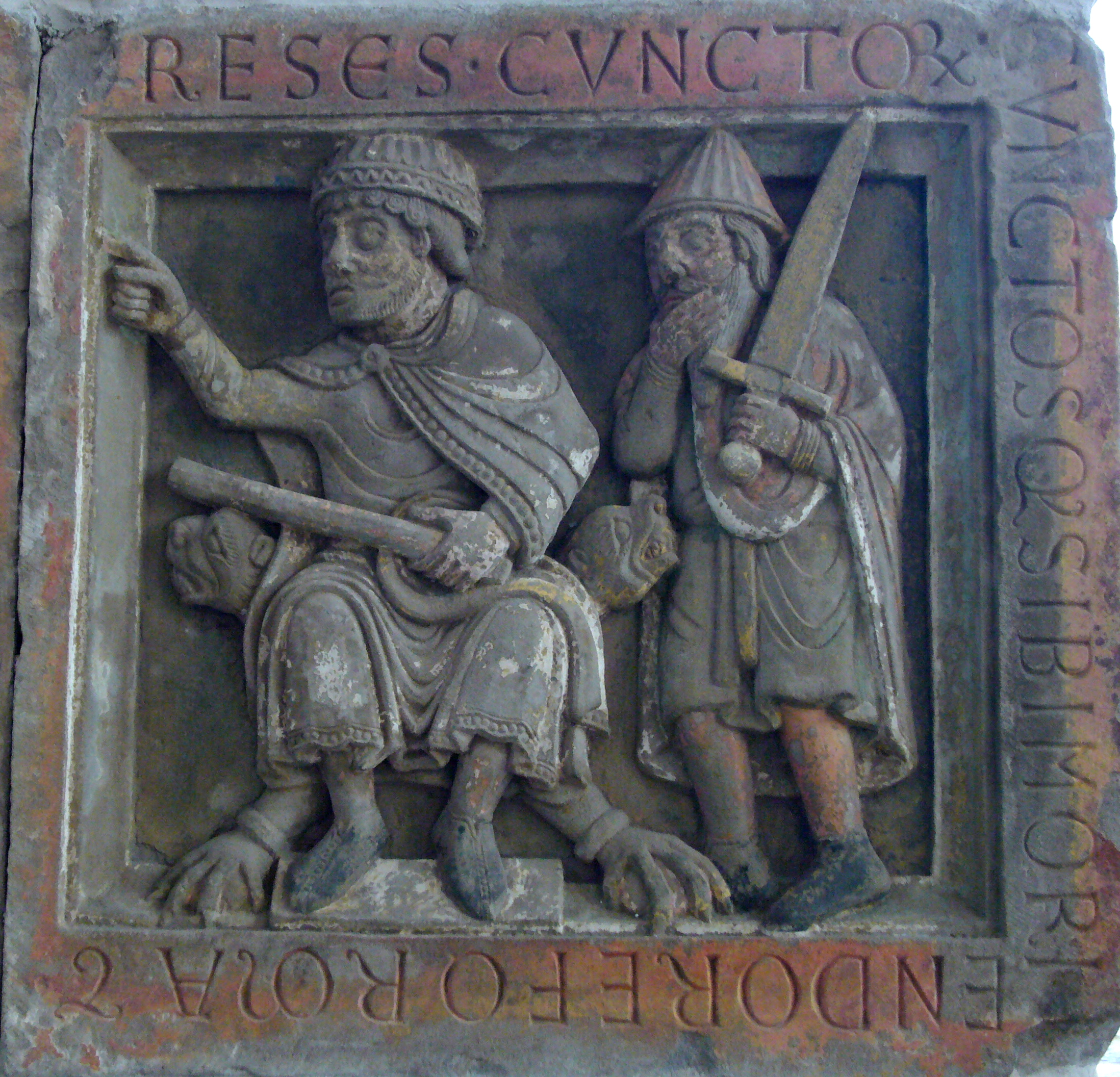
Utrecht, Église Saint Pierre. Ponce Pilate désignant le Christ
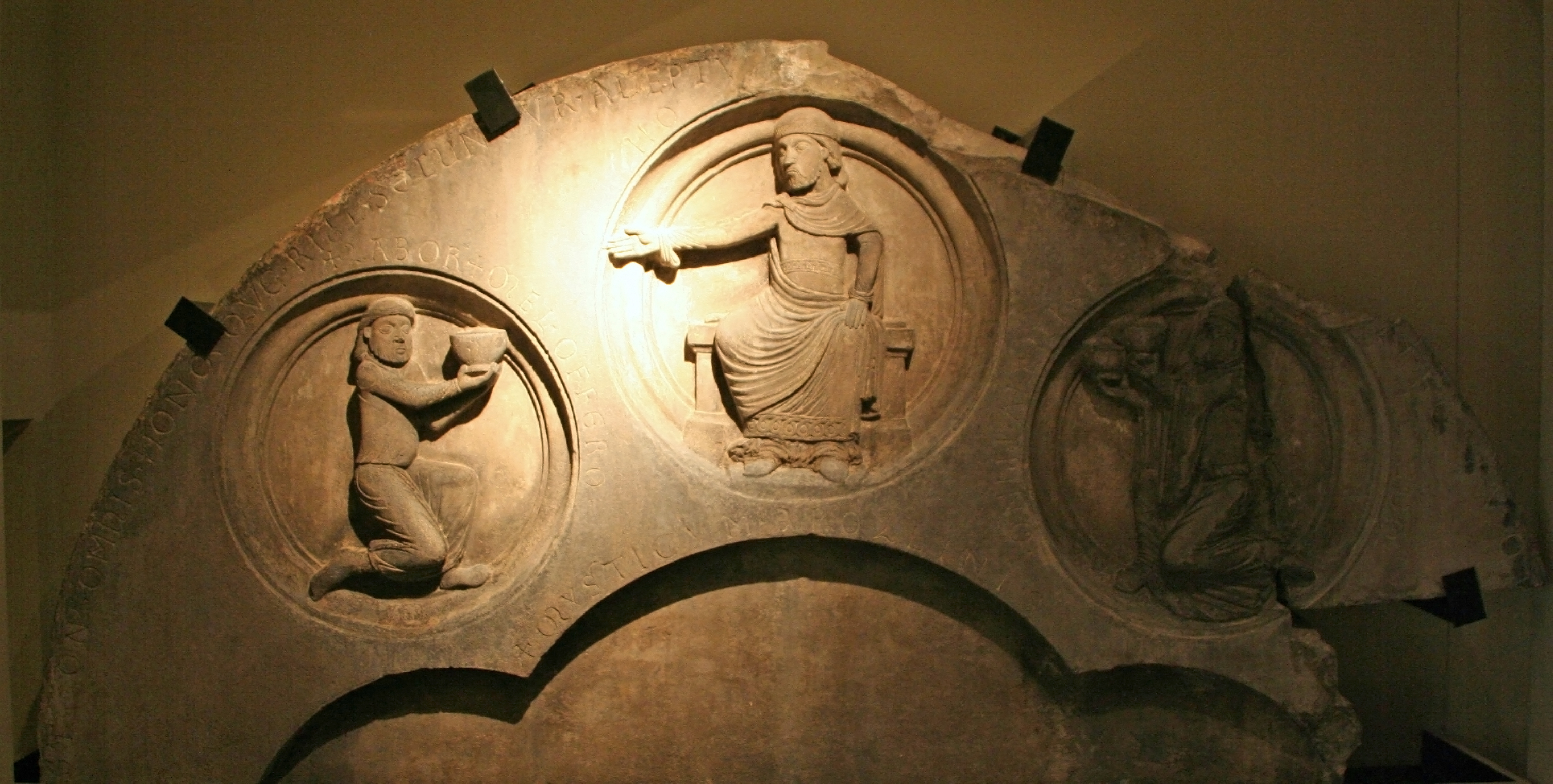
Liège, Grand Curtius. Tympan d'Apollon
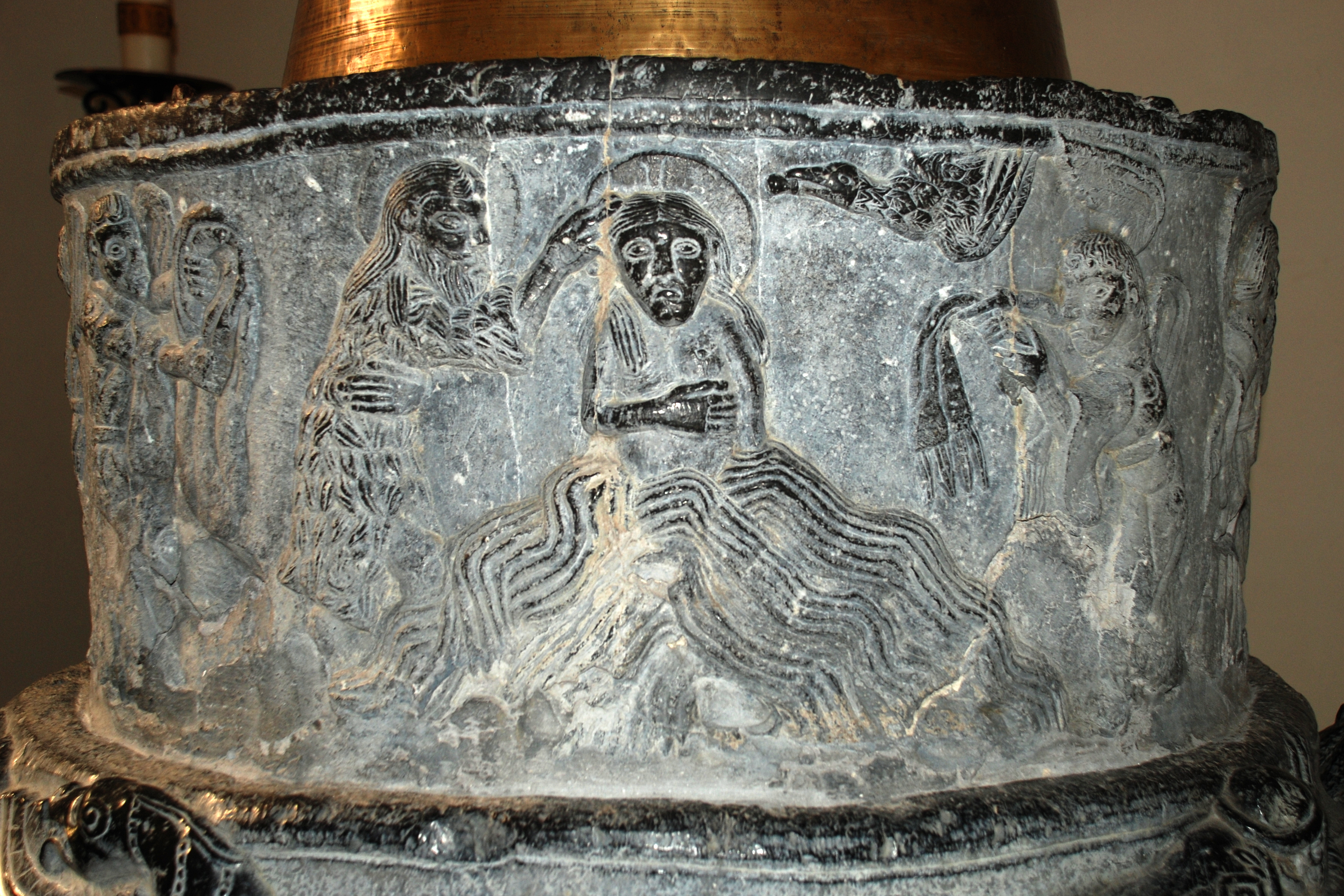
Fonts baptismaux de Furnaux. Le baptême du Christ
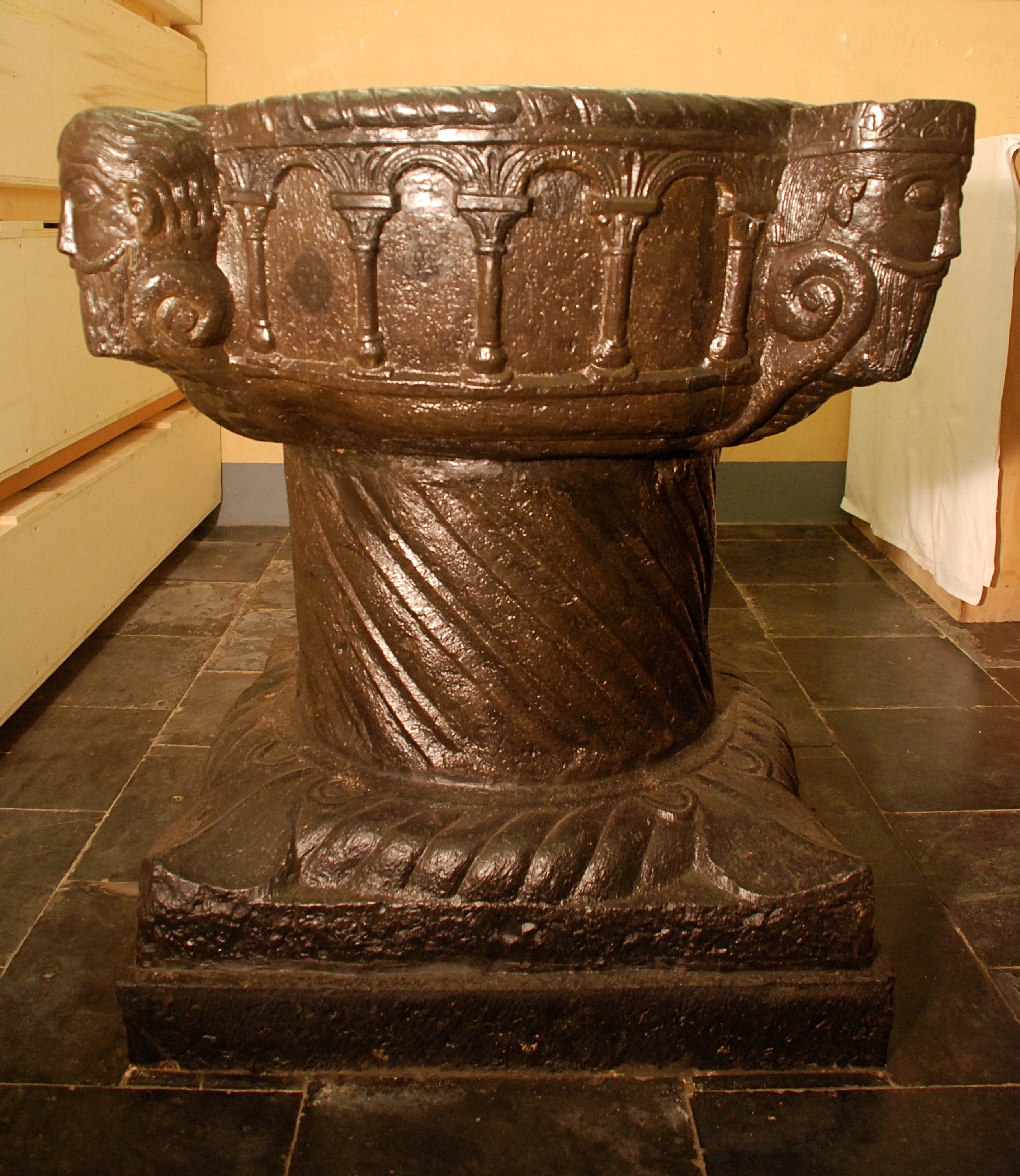
Fonts baptismaux de Beauvechain
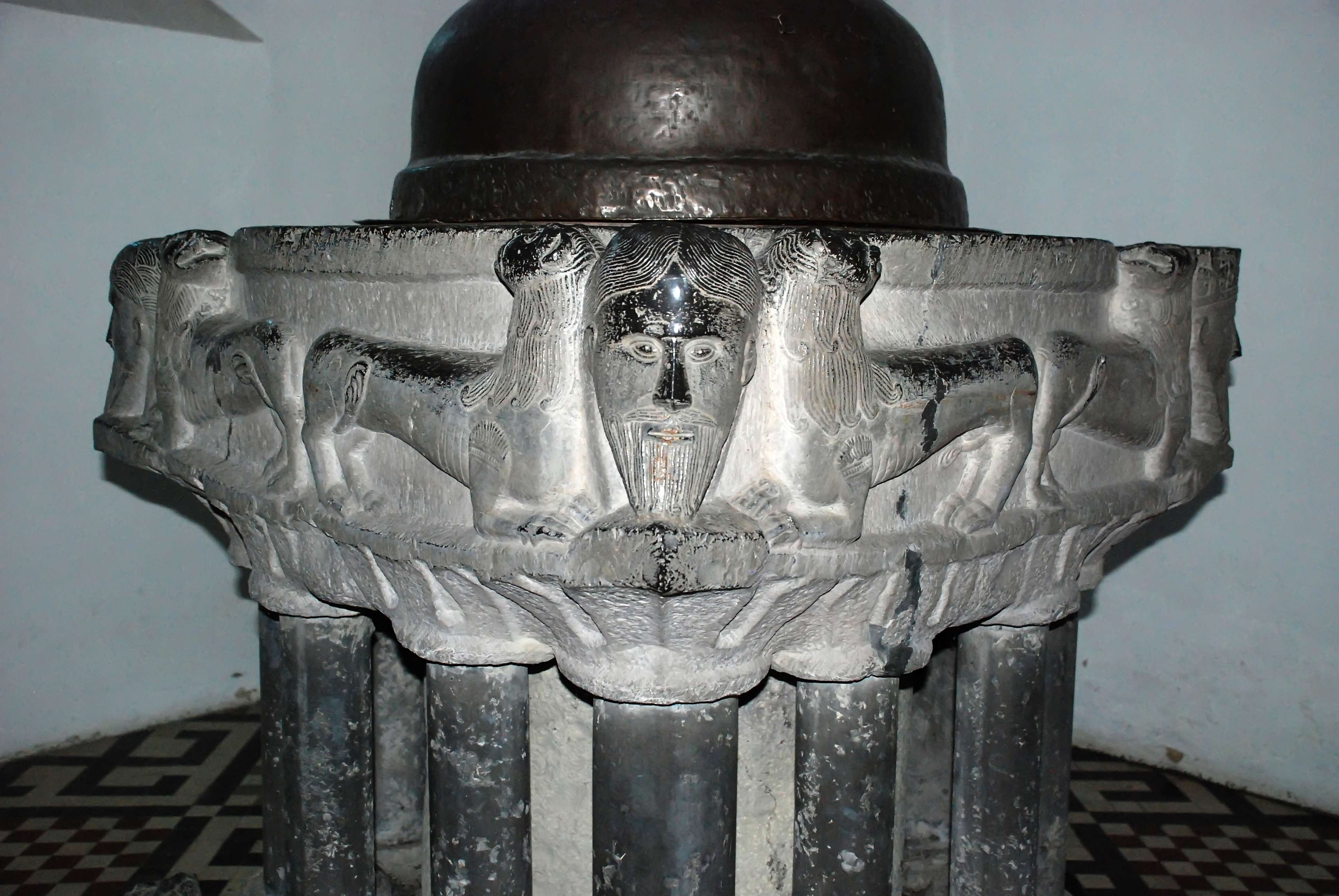
Fonts baptismaux de Saint-Séverin-en-Condroz
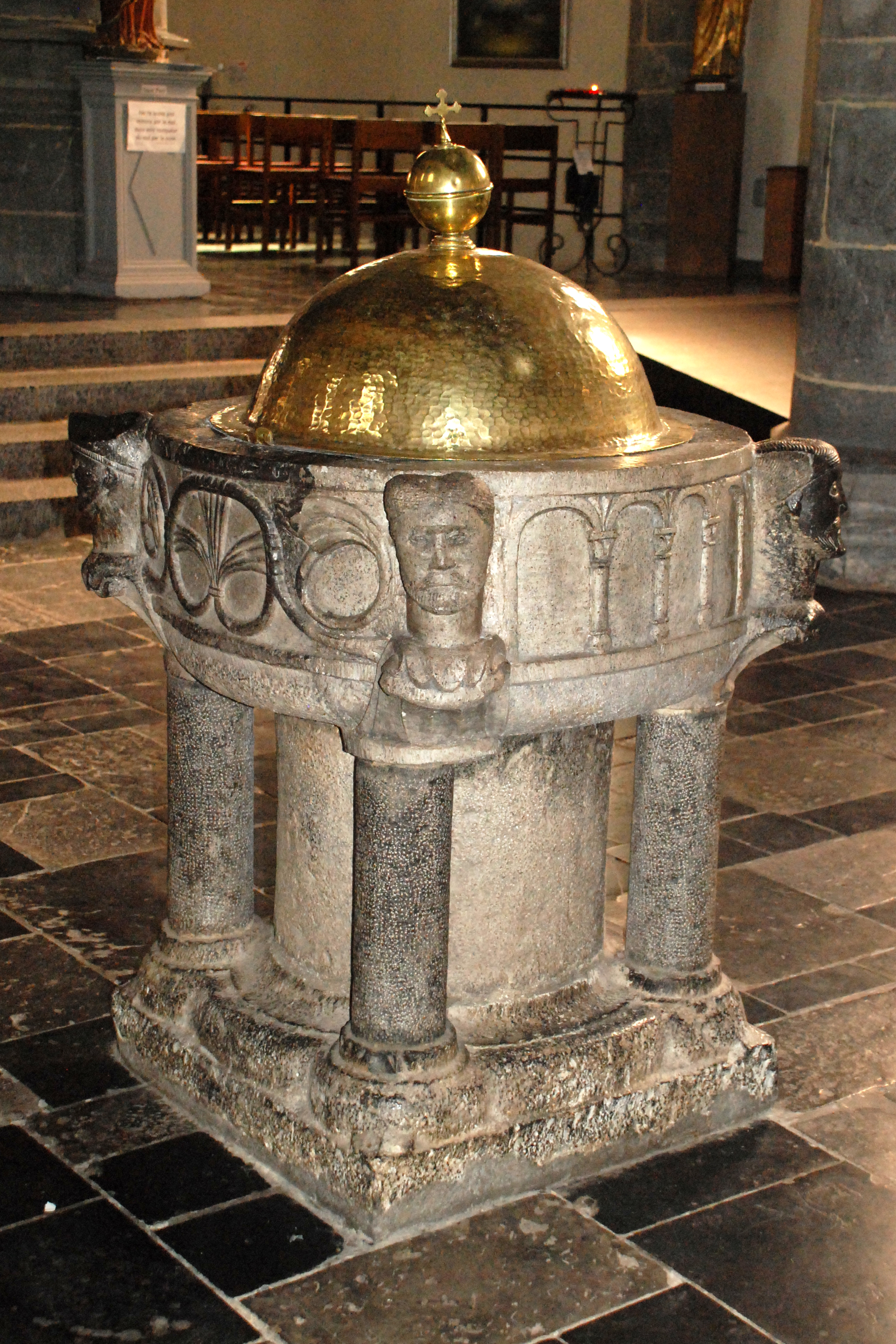
Fonts baptismaux de Gerpinnes, église Saint-Michel
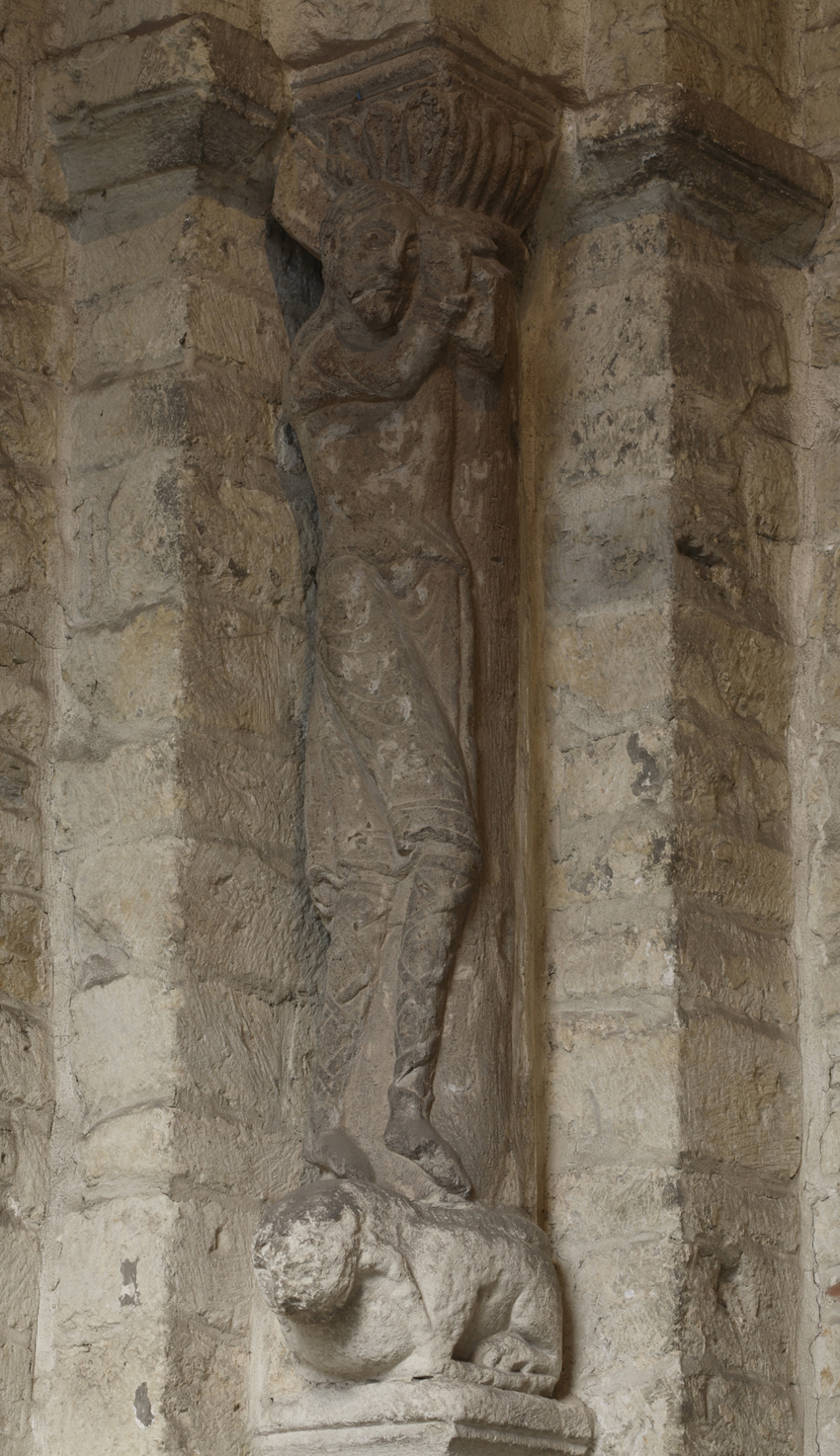
Nivelles, Collégiale Sainte Gertrude
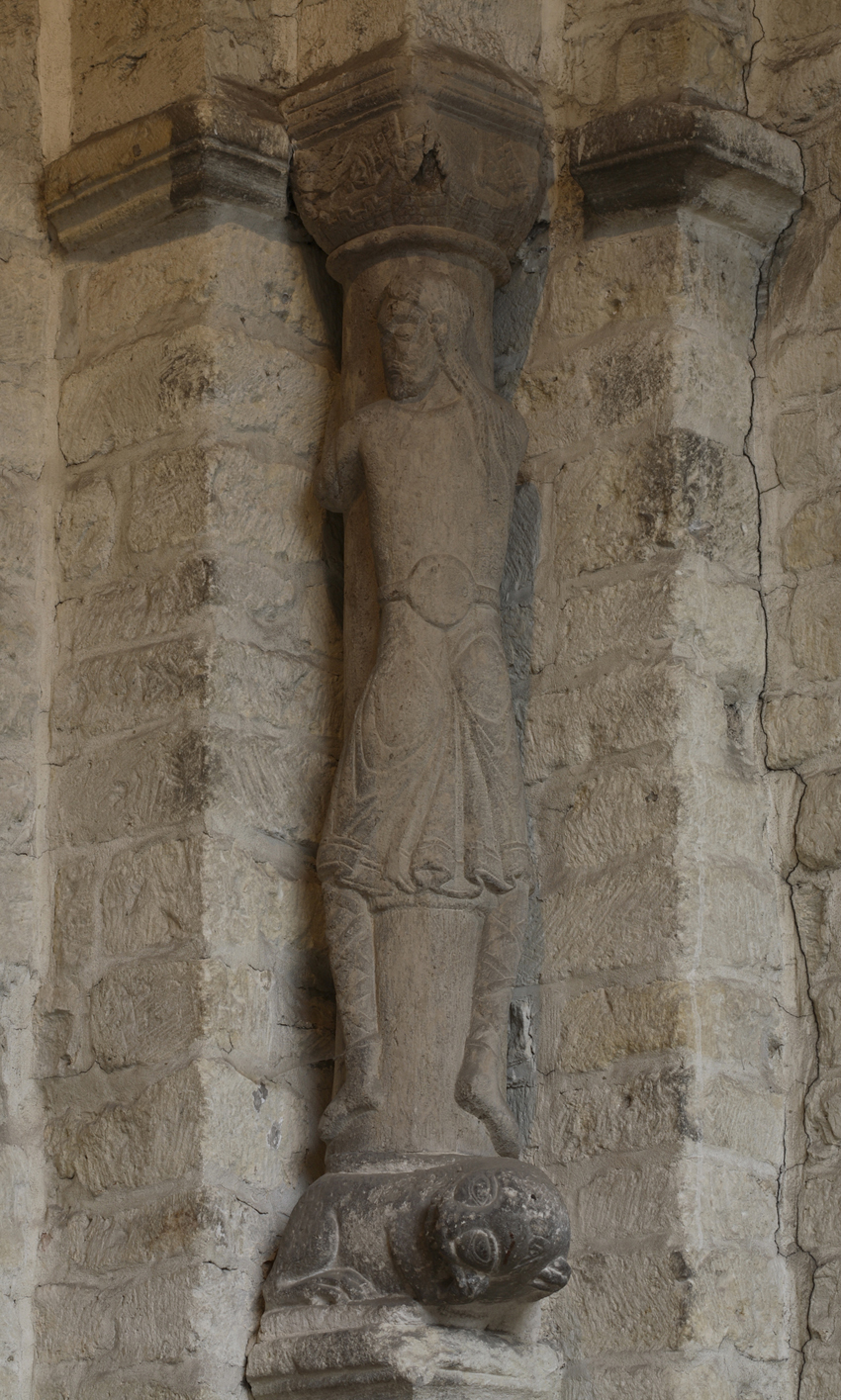
Nivelles, Collégiale Sainte Gertrude
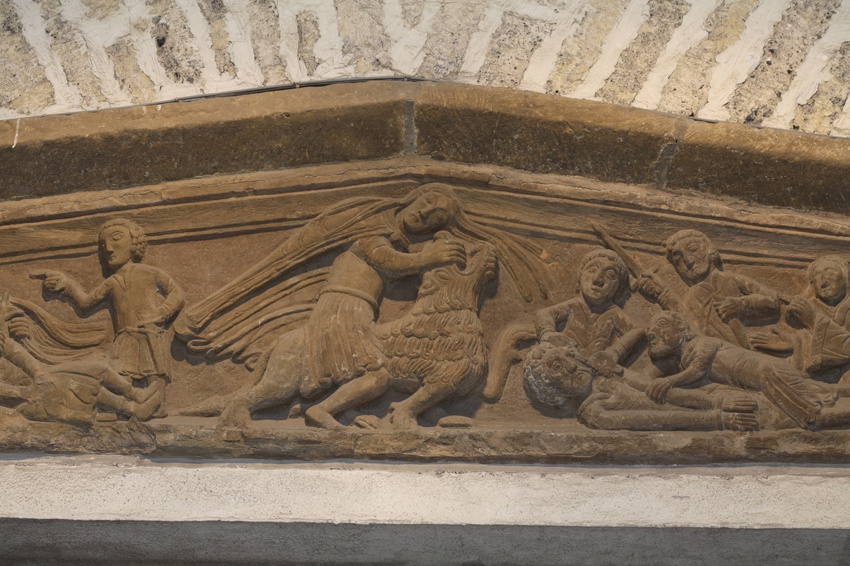
Nivelles, Collégiale Sainte Gertrude

### Peinture
Très peu de vestiges nous sont parvenus de ce qui a dû être la quantité impressionnante de peintures murales mosanes. Wolfram von Eschenbach, dans son Parzival, a exprimé sa grande estime pour les peintures de Maastricht et de Cologne.
- Voûte du chœur de la basilique Saint-Servais de Maastricht

### Enluminure

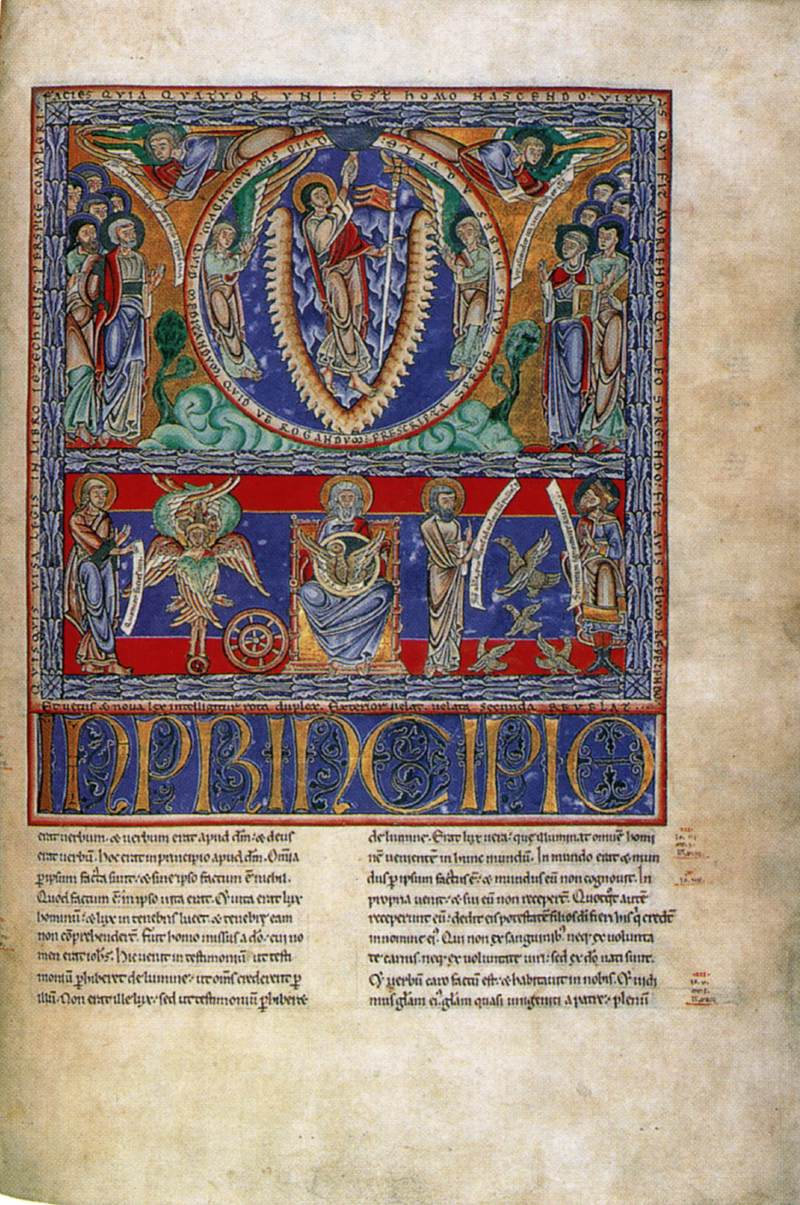
Bible de Floreffe, début de l'évangile de Jean, milieu du XIIe siècle

La technique de l'enluminure était à son zénith dans la seconde moitié du XIIe siècle. Les principaux centres artistiques étaient l'abbaye de Saint-Laurent à Liège et les abbayes de Stavelot et de Lobbes.
- Bible de Stavelot (XIe siècle). British Library, Londres
- Bible de Floreffe (XIIe siècle). British Library, Londres
- Bible de Lobbes (XIe siècle). Musée du Séminaire de Tournai
- Évangéliaire d'Averbode (XIIe siècle). Bibliothèque universitaire, Liège
- Évangéliaire de Notger (Xe-XIIe siècle)

### Travail du cuivre
Les fonts baptismaux de Saint-Barthélemy à Liège sont sans conteste le chef-d'œuvre de l'art mosan.
Les fonts ont la forme d'une cuve cylindrique, dont le bord et la base sont profilés. Les parois représentent cinq scènes qui sont liées entre elles par le même sol ondulé. Au centre le baptême du Christ dans le Jourdain, avec saint Jean-Baptiste, deux anges, la colombe du Saint-Esprit et la main de Dieu. Vers la droite, le baptême du centurion Corneille par saint Pierre, le baptême légendaire du philosophe Craton par saint Jean l'Évangéliste, tous deux plongés dans une cuve cylindrique pareille à celle-ci. Suit la prédication de saint Jean dans le désert, devant quatre auditeurs dont un soldat. La dernière scène montre le baptême du publicain. Un arbuste sépare ce groupe de deux personnes qui assistent à l'évènement. Le centre de toutes les scènes est formé par le baptême du Christ. Les douze bœufs sont ceux qui portaient la Mer d'airain du Temple de Salomon et peuvent aussi figurer les douze apôtres. La Mer d'airain est également présentée comme préfiguration du baptême par Nicolas de Verdun sur l'ambon de Klosterneuburg. Le couvercle a disparu lors de la Révolution française.
Les figures sont traitées dans un style extrêmement plastique comme si elles évoluaient sur la scène d'un théâtre. Le fond est uniquement constitué par la paroi lisse de la cuve, ce qui accentue considérablement l'effet de profondeur. Par ce procédé les fonts de Liège se situent entre la conception illusionniste de l'art carolingien et la conception de l'art roman, conception qui distingue nettement l'action des personnages et l'arrière-plan uni devant lequel ils évoluent. C'est une tendance qu'on perçoit aussi dans la sculpture antique, notamment l’arc de triomphe de Septime Sévère. D'autres influences antiques jouent : liberté des mouvements et des gestes, le rapport des vêtements et du corps. Ces éléments stylistiques se trouvent déjà dans la sculpture de l'art ottonien, dans certains ivoires de Liège aux petites figures qui est reconnu comme un des jalons précurseurs du style de Renier de Huy. Cela vaut pour les vêtements. La structure de leurs plis sera déterminante pour l'évolution des différents courants stylistiques dans la région Meuse-Rhin au XIIe siècle.

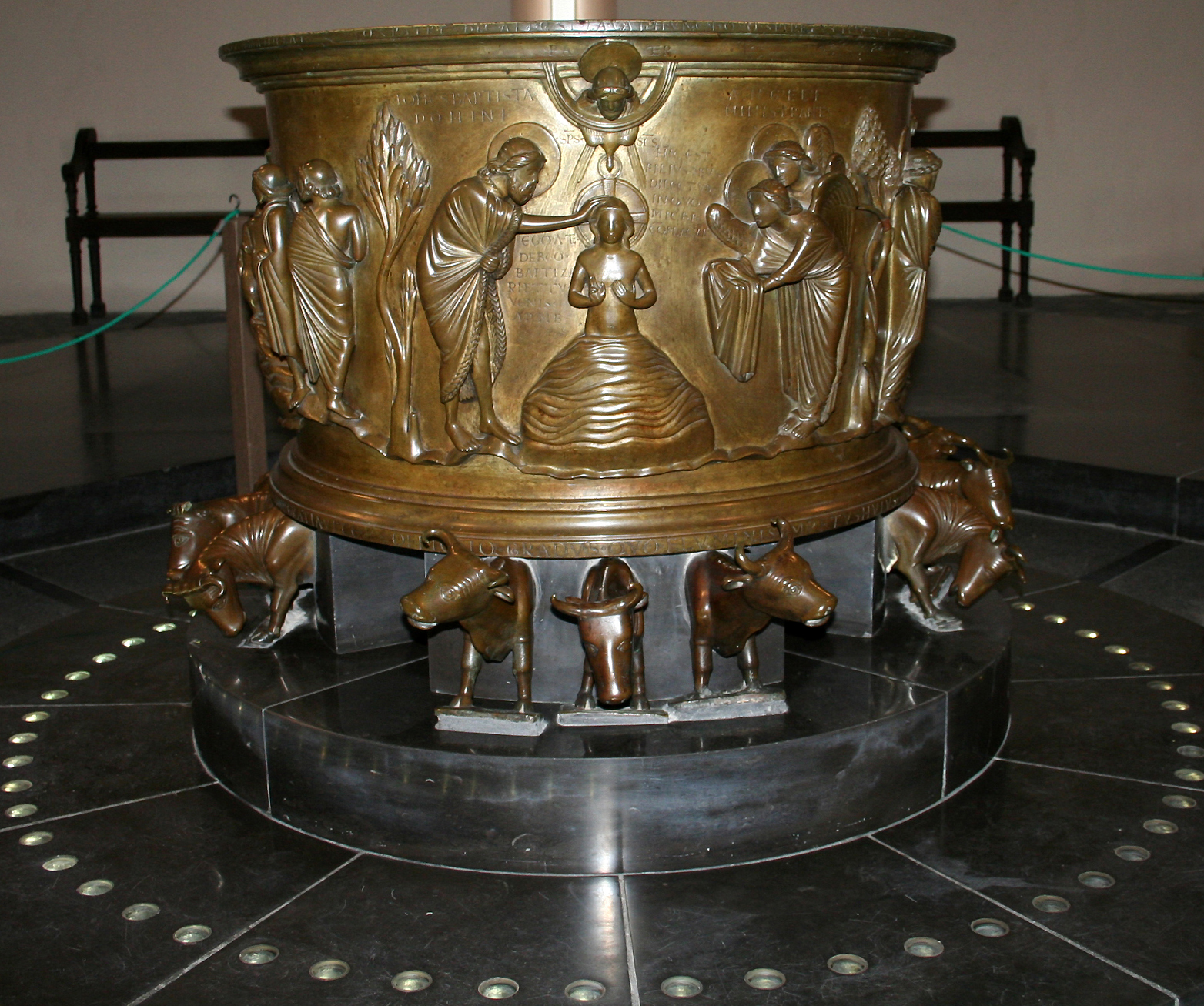
Fonts baptismaux de Saint-Barthélemy, Liège
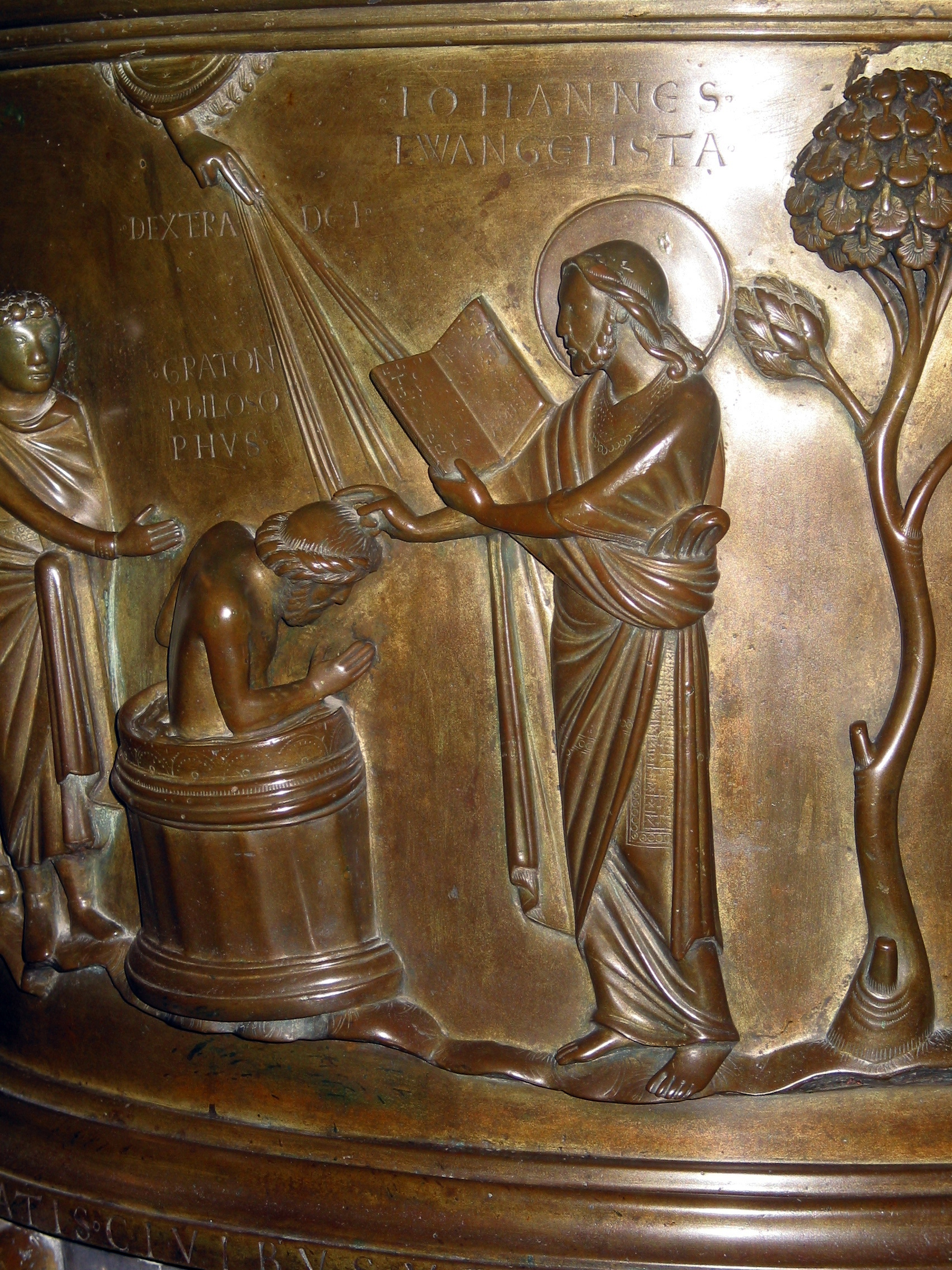
Détail des fonts baptismaux de Saint-Barthélemy
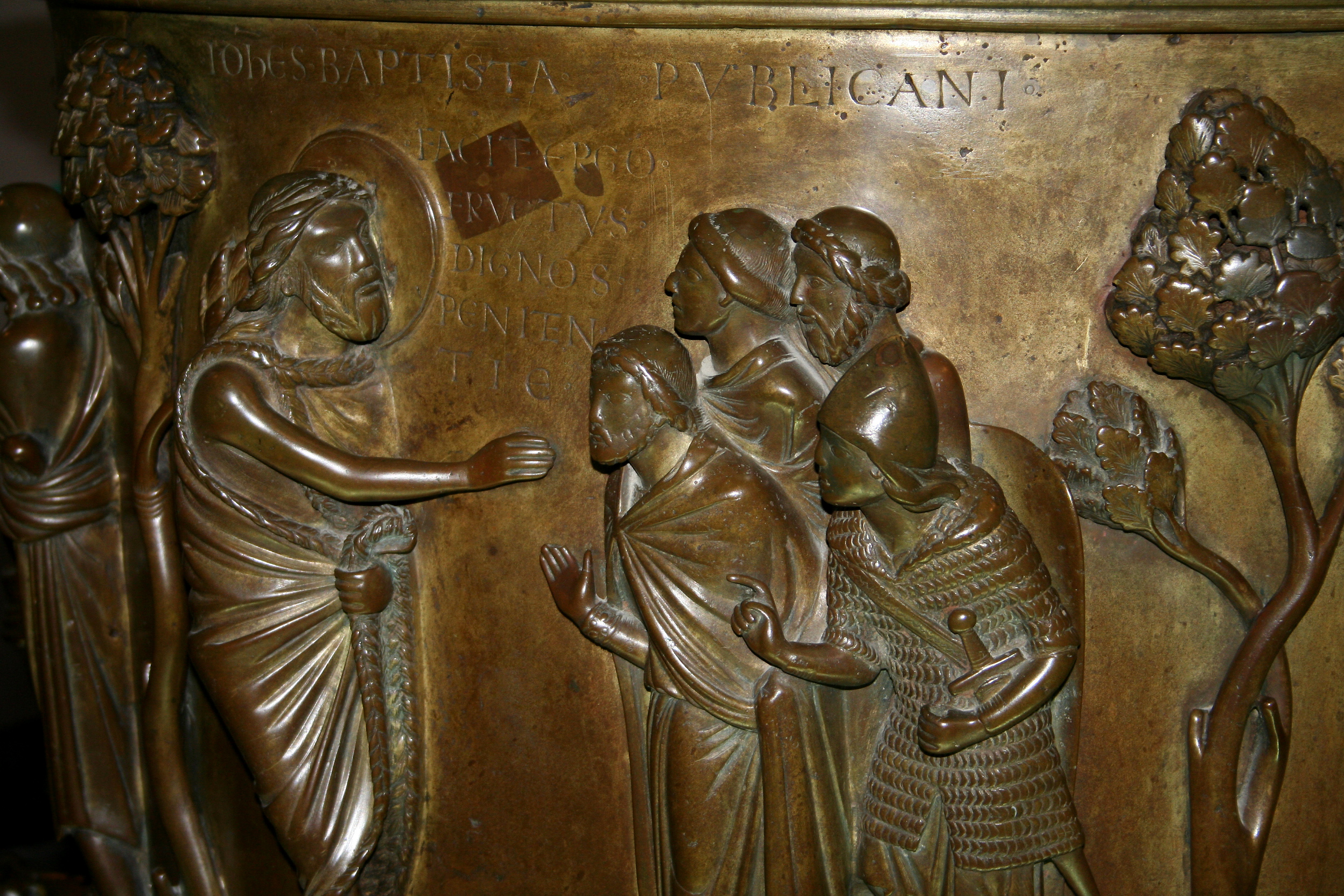
Détail des fonts baptismaux de Saint-Barthélemy

## Galerie

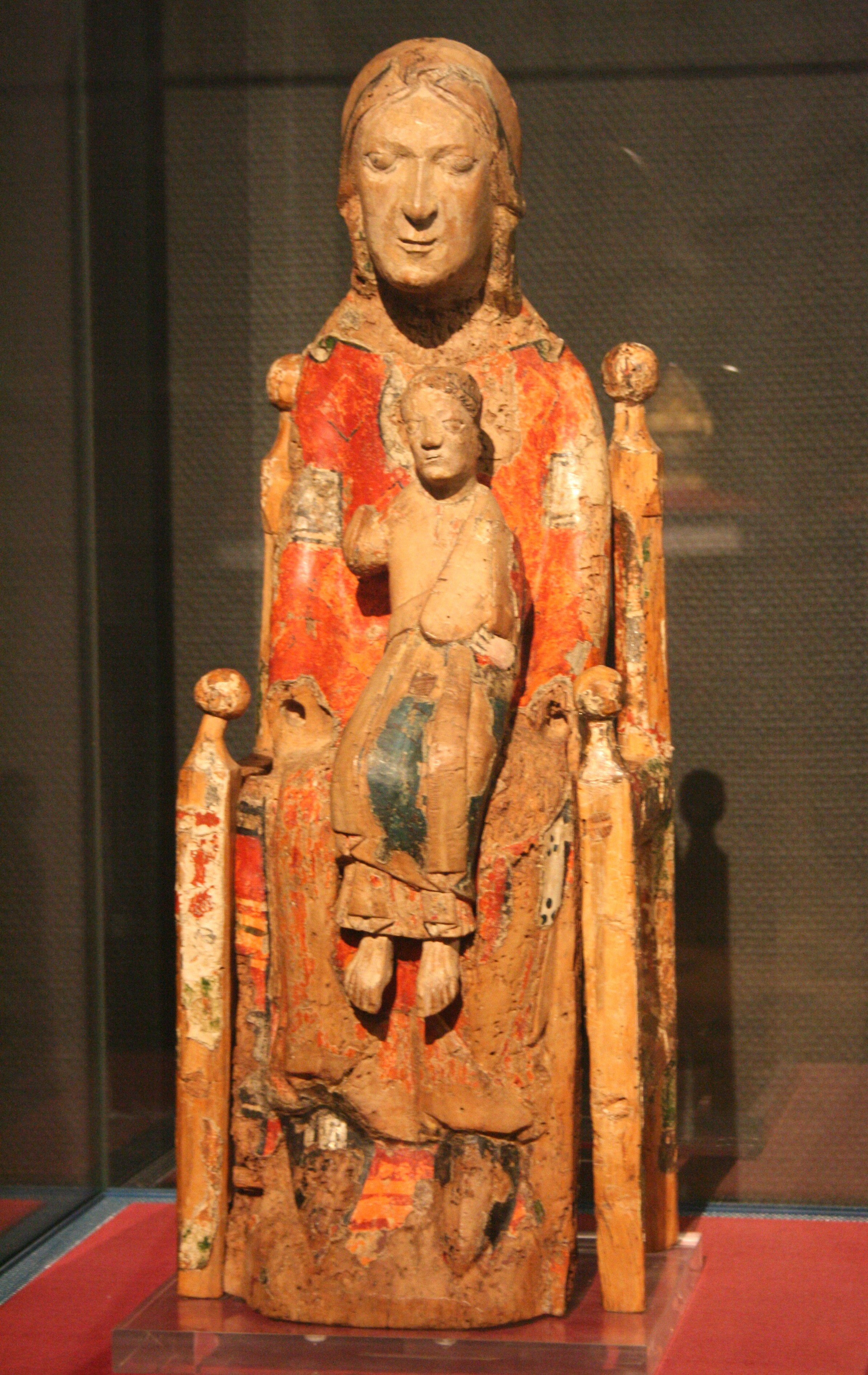
Vierge à l'enfant de type Sedes sapientiae, XIe siècle, Musées royaux d'Art et d'Histoire, section des Arts décoratifs européens, Bruxelles
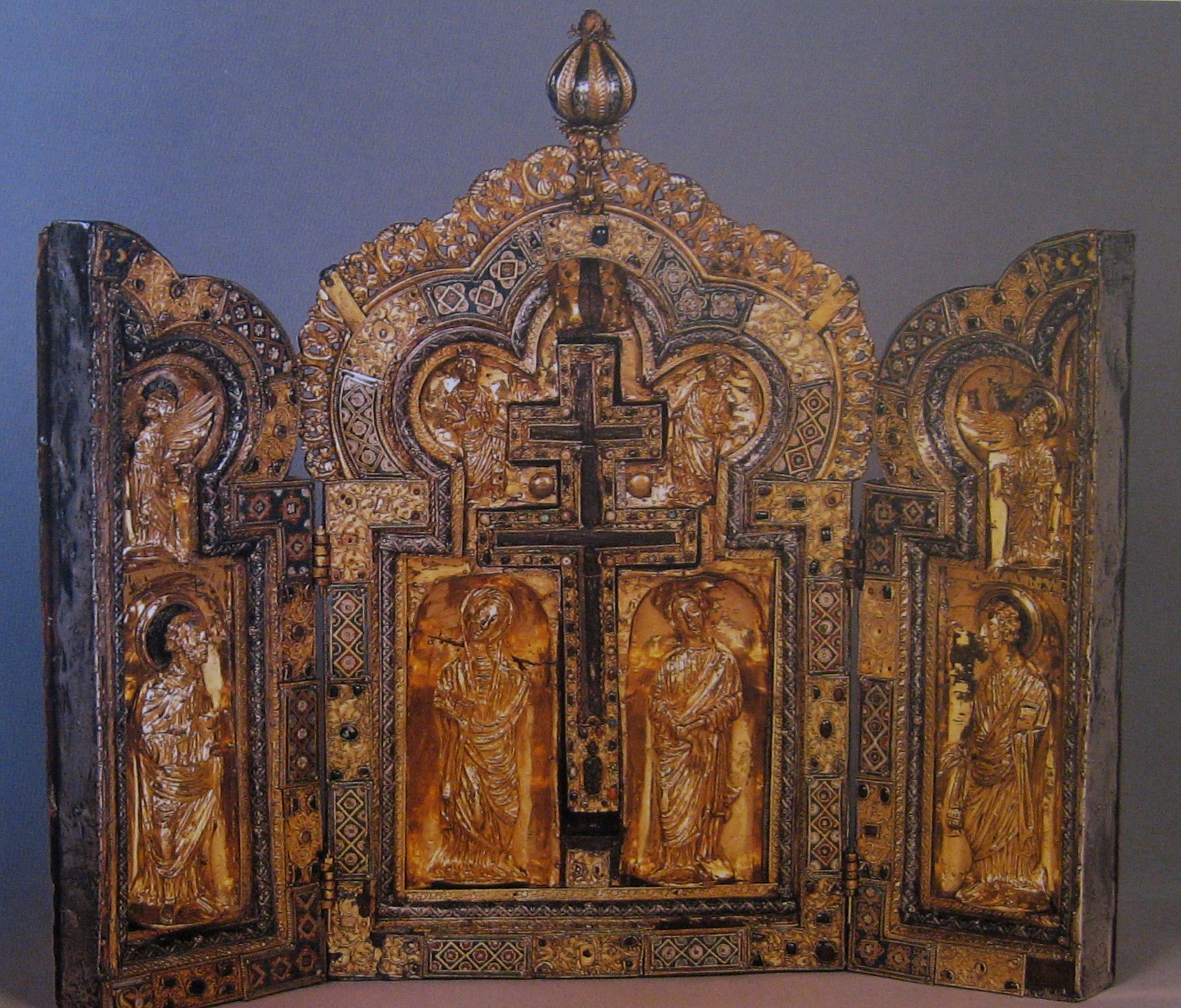
Triptyque de l'abbaye de Florennes, 1200-1210, Musées royaux d'Art et d'Histoire, section des Arts décoratifs européens, Bruxelles
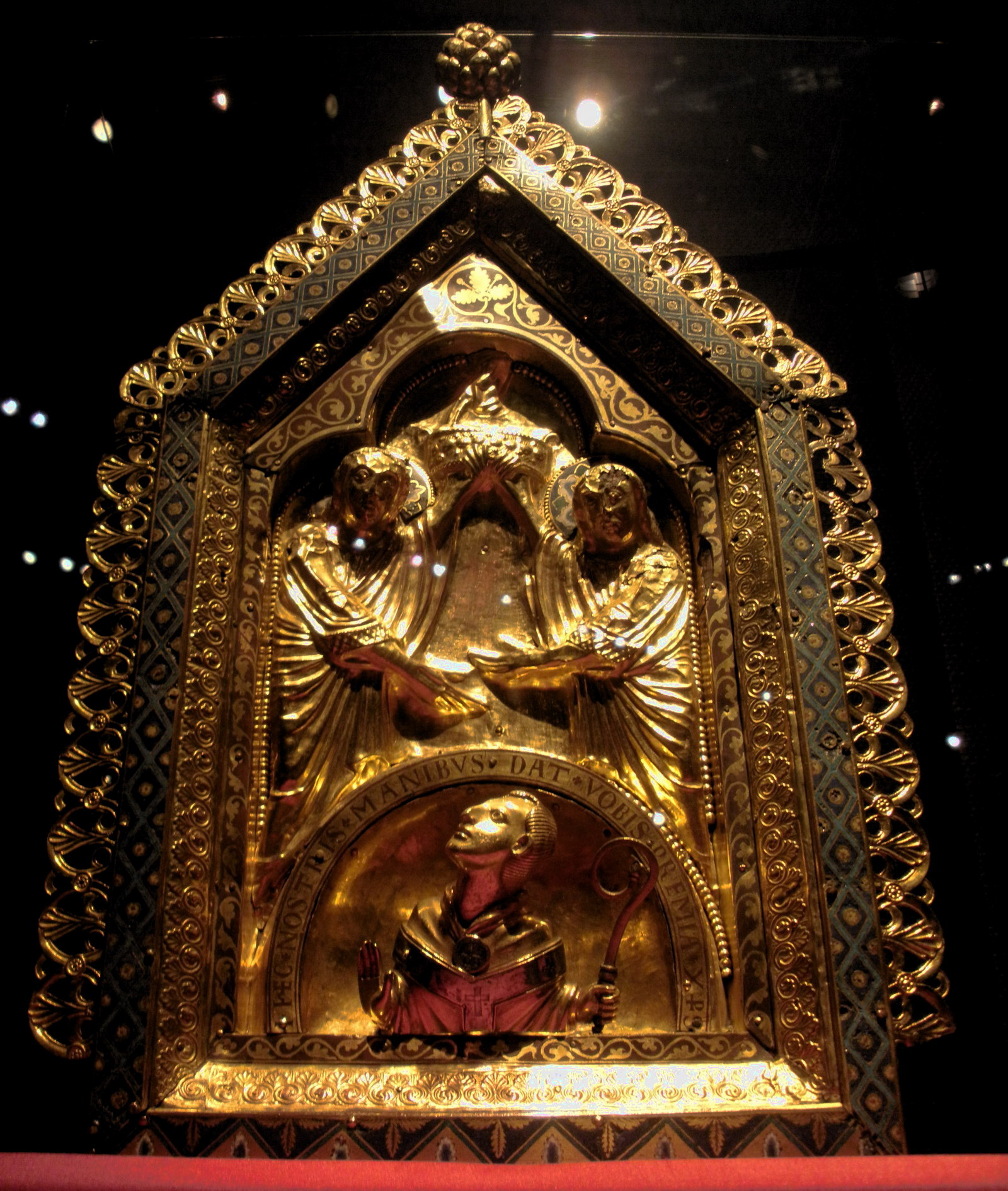
Reliquaire de Saint Gondulph, Maastricht?, XIIe siècle, Musées royaux d'Art et d'Histoire, section des Arts décoratifs européens, Bruxelles
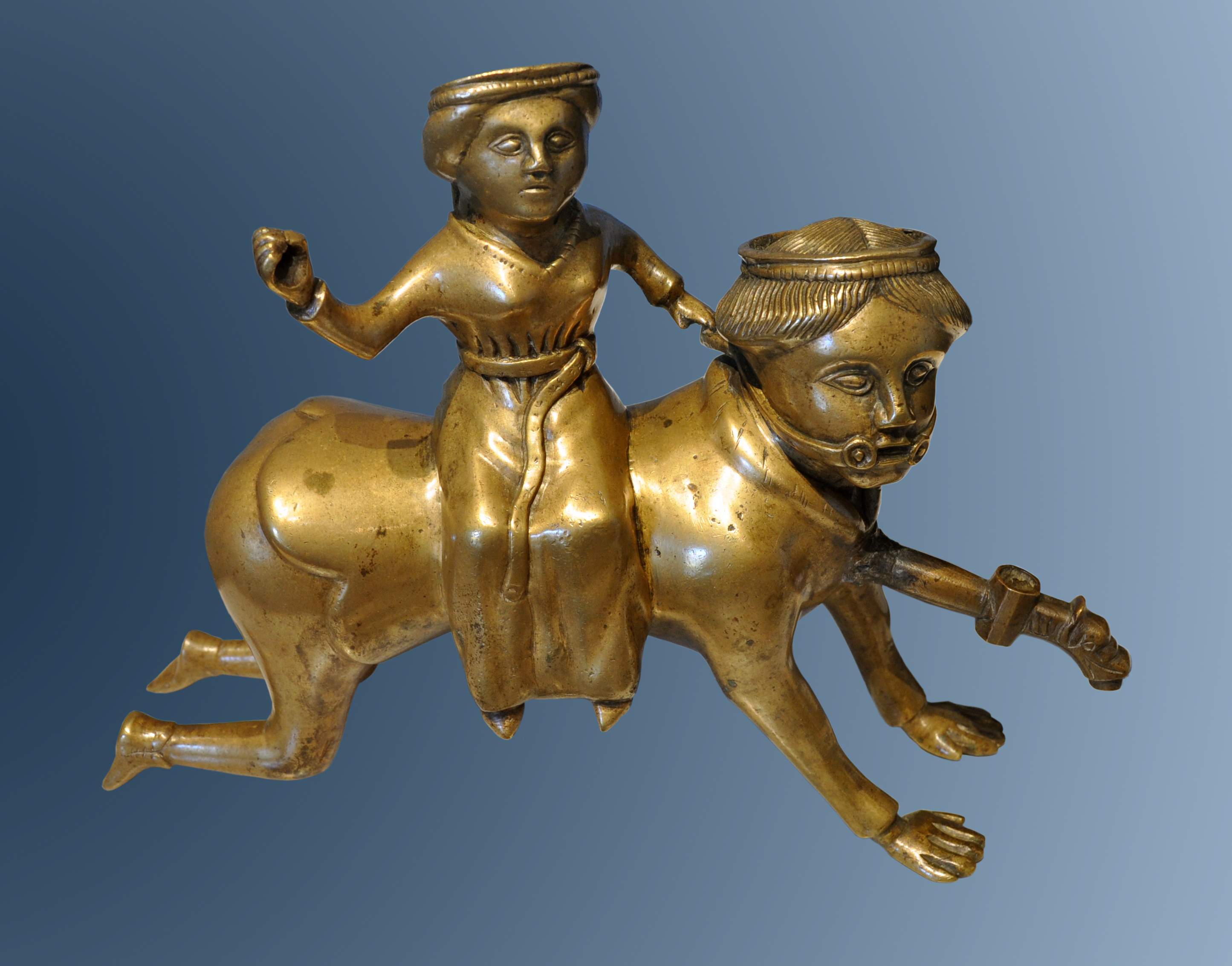
Aquamanile représentant Aristote et Phyllis, première moitié du XVe siècle, région mosane (?), Musées royaux d'Art et d'Histoire, section des Arts décoratifs européens, Bruxelles
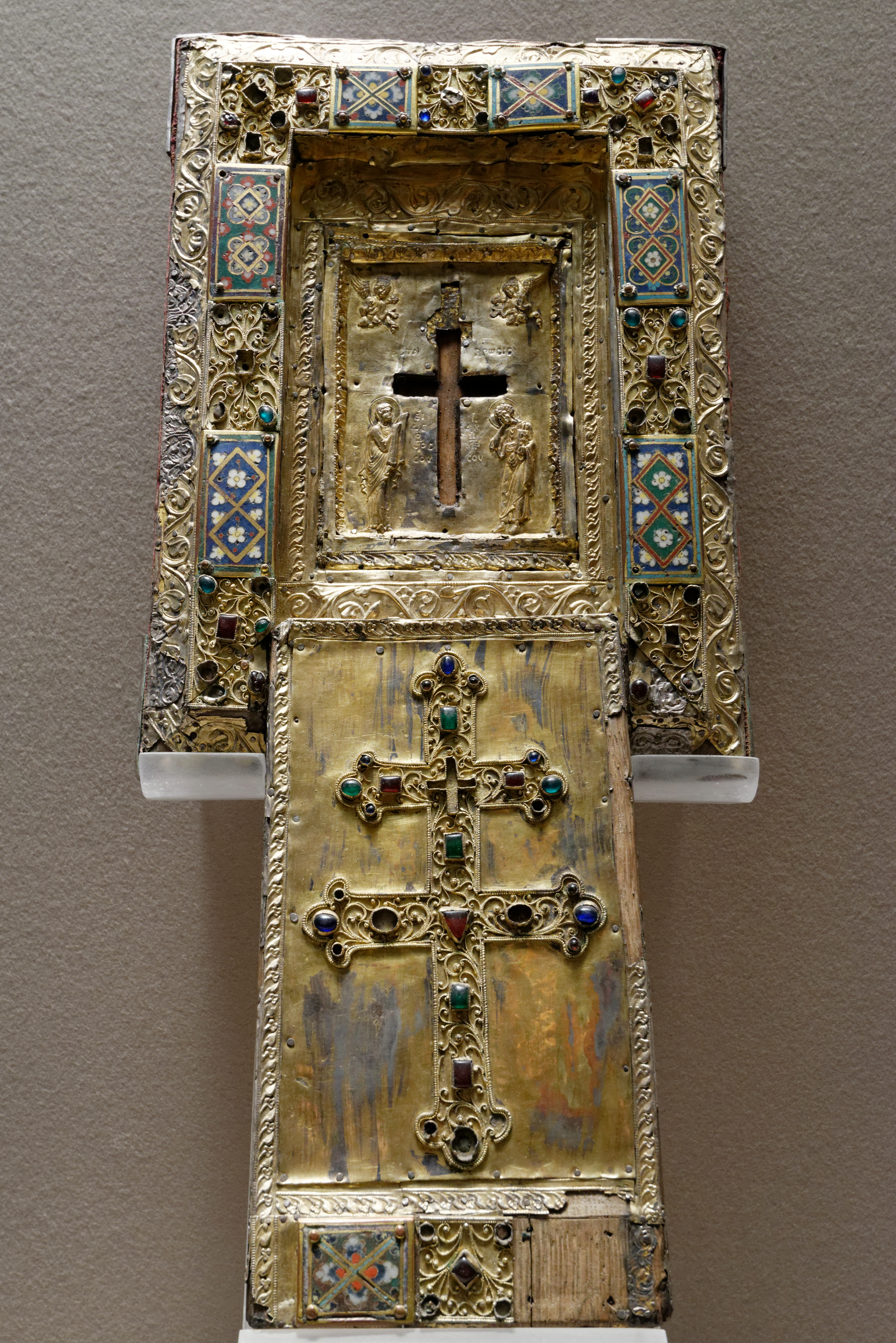
Tableau-reliquaire de la Vraie Croix et couvercle à glissière. Reliquaire byzantin, XIe siècle, Musée du Louvre